# Die Nachtwache

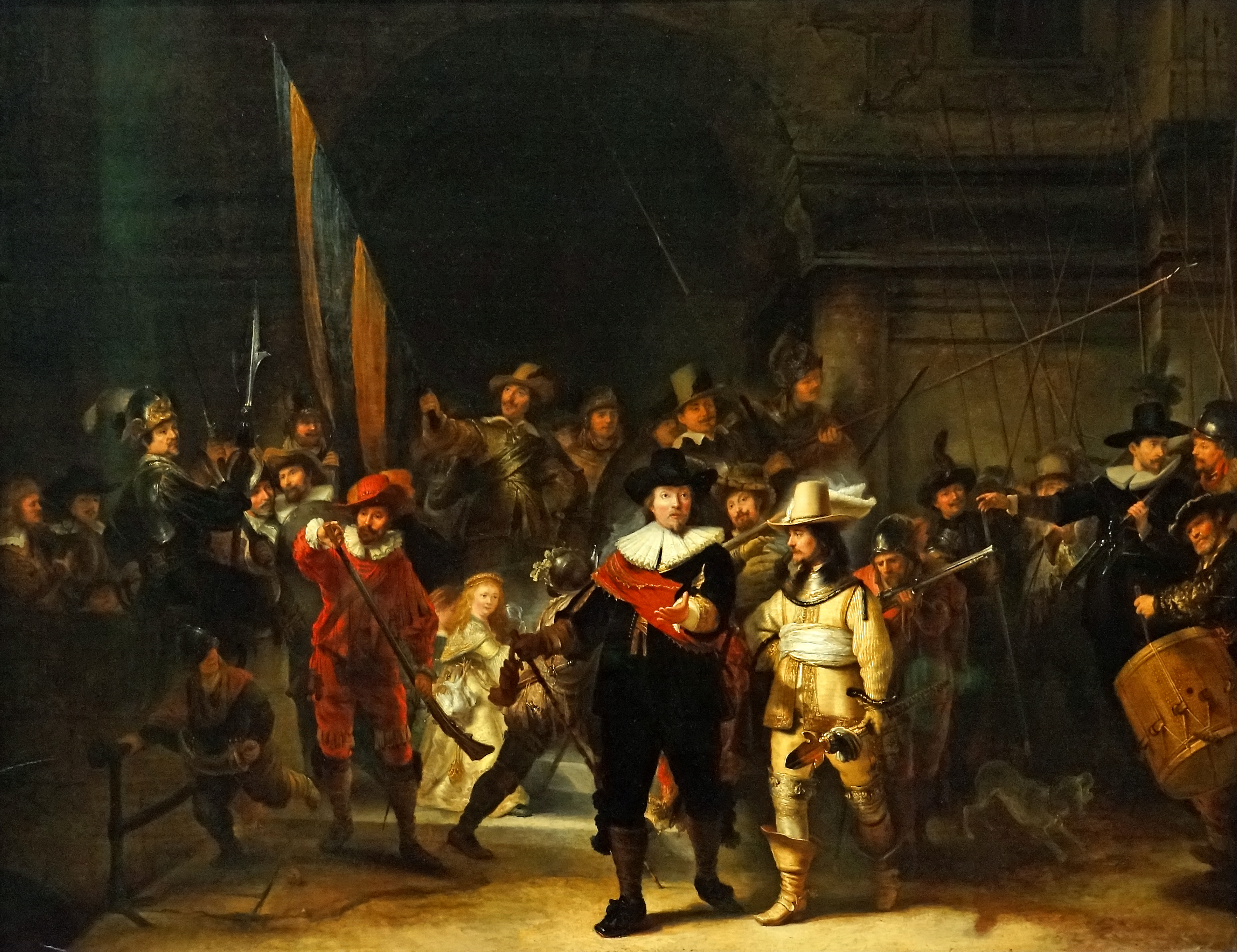
Kopie der Nachtwache in unbeschnittenem Zustand, Gerrit Lundens, vor 1653, Öl auf Eichenholz, 66,8 × 85,4 cm

Die Nachtwache (niederländisch De Nachtwacht), im Rijksmuseum Amsterdam als Dauerleihgabe der Stadt Amsterdam mit dem Untertitel Offiziere und andere Schützen des Bezirks II in Amsterdam, unter Führung von Hauptmann Frans Banninck Cocq und Leutnant Willem van Ruytenburch, bekannt als ‚Die Nachtwache‘ ausgestellt, ist ein Gemälde des niederländischen Malers Rembrandt van Rijn. Das 1642 fertiggestellte Werk für die Amsterdamer Büchsenschützengilde gilt als Hauptwerk Rembrandts, dessen Authentizität aufgrund der durchgehenden Dokumentation der Provenienz und zahlreicher überlieferter Urkunden und Berichte niemals angezweifelt wurde. Es ist darüber hinaus ein Höhepunkt des Genres der holländischen Gruppenporträts und Schützenstücke. Die Nachtwache ist nicht nur eines der bedeutendsten Objekte des nationalen Kulturerbes der Niederlande, sondern eines der bekanntesten Gemälde der Welt. Als solches ist es seit Generationen ein Objekt der kunsthistorischen Forschung, die das Gemälde so eingehend wie nur wenige Kunstwerke bearbeitet hat.

## Beschreibung

### Darstellung
Die abgebildete Szene ist die Versammlung einer Gruppe von 31 Personen, überwiegend aufgrund ihrer Kleidung oder Bewaffnung als Soldaten erkennbar, die sich vor einem Gebäude aus großen Steinquadern mit einem Aufgang aus mehreren Stufen versammelt hat. Dieses Gebäude weist etwas links von der Bildmitte – im ursprünglichen Zustand des Gemäldes deutlich näher am Zentrum – einen monumentalen Torbogen auf, der von Säulen flankiert ist. Der rechte Teil des Gebäudes hat im ersten Obergeschoss ein Fenster, am rechten Bildrand ragt eine Mauer oder ein Teil des Gebäudes nach vorne. Am linken Bildrand befand sich im ursprünglichen Zustand ein Geländer und links davon eine Brücke, auf der mehrere Personen standen. Zwei Soldaten, ein nur wenig über die Brüstung der Brücke ragender Kopf eines Kindes und der größte Teil der Brücke wurden um 1715 entfernt, heute lässt die Darstellung nur noch einen Teil des Geländers erkennen.
Das Figurenprogramm umfasst heute noch 31 Personen, die mit wenigen Ausnahmen als Schützen, Pikeniere und Offiziere erkennbar sind. Die Kleidung der abgebildeten Schützen ist uneinheitlich, eine Uniformierung ist nur ansatzweise erkennbar. Ganz im Vordergrund und im Zentrum des Bildes steht ein dunkelviolett, fast schwarz, gekleideter Hauptmann mit weißem Mühlsteinkragen, roter, goldbestickter Schärpe und schwarzem Hut, der sich mit einem kleinen Schritt auf den Betrachter zuzubewegen scheint. In seiner behandschuhten Rechten hält er einen Handschuh und einen anderthalb Meter langen Offiziersstock aus Rattanholz (rotting) mit seiner Linken deutet er nach vorne. Rechts neben ihm steht der Leutnant der Kompanie, der offensichtlich gerade einen Befehl von seinem Hauptmann erhält. Wie der Hauptmann steht er in hellem Licht, er trägt blassgelbe Kleidung mit einem gefiederten Hut, Stulpenstiefel in der gleichen Farbe und eine weiße Schärpe. Bewaffnet ist er mit einer Halsberge und einer Partisane, und auch er scheint sich gerade einen halben Schritt nach vorne zu bewegen.
Die hinter den beiden Offizieren liegende Bildebene wird von drei Büchsenschützen dominiert, einem Musketier in roter Kleidung und mit rotem gefiedertem Hut und weißem Mühlsteinkragen, an dessen Gürtel zahlreiche Pulverflaschen hängen. Er füllt gerade Pulver in den Lauf seiner Muskete. Rechts von ihm, fast vollständig durch den Hauptmann verdeckt, steht ein mit großem Ausfallschritt nach rechts gewandter Musketier. Er hat gerade einen Schuss nach rechts oben abgegeben, so dass der Pulverrauch hinter dem Kopf des Leutnants eine Wolke bildet. Unmittelbar rechts hinter dem Leutnant ist ein behelmter dritter Musketier nach einer Schussabgabe abgebildet, der gerade Reste des verbrannten Pulvers von der Pulverpfanne seiner Waffe bläst.
Die nächste nach hinten anschließende Bildebene zeigt zwischen dem ersten und zweiten genannten Musketier zwei prunkvoll gekleidete Mädchen, von denen das kleinere weitgehend verdeckt ist und das andere durch einen starken Lichteinfall hervorgehoben wird. An seinem Gürtel hängt ein totes Huhn und es ist ein kleines Stück einer Radschlosspistole sichtbar. Links neben dem rot gekleideten Musketier mit der Pulverflasche läuft ein kleiner Junge (oder ein Kleinwüchsiger) mit Helm und großem Pulverhorn vor dem Bauch entlang des Geländers nach links vorne.
Den Hintergrund des Bildes dominiert der unter dem Torbogen stehende Fahnenträger, der eine blau-gelb-blau-gelb gestreifte Fahne hochhält. Am linken Bildrand sitzt ein geharnischter und behelmter Soldat mit Hellebarde auf der Brüstung der Brücke, der trotz der ursprünglich noch hinter ihm (also näher am Bildrand) gemalten Figuren zweier Soldaten und eines Kindes die Darstellung nach links abschließt. In ähnlicher Weise bilden ein schwarz gekleideter Sergeant mit weißem Mühlsteinkragen und Hellebarde, der sich mit einem behelmten Schützen unterhält und zur Bildmitte deutet, sowie ein grün gekleideter Trommler, der zum Betrachter schaut und von einem mittelgroßen grauen Hund verbellt wird, einen Abschluss oder Rahmen nach rechts. Neben diesen Akteuren sind im Hintergrund noch eine Reihe weiterer Figuren dargestellt, bei denen es sich um die beiden Schildträger zum Schutz des Fahnenträgers, einen Sergeanten und eine Reihe von Pikenieren handelt.

### Figurenprogramm
Das Bild rechts ist eine von Gerrit Lundens (1622–1683) wahrscheinlich vor 1653 gemalte Kopie in Öl auf Holz, sie befindet sich als Dauerleihgabe der Londoner National Gallery im Rijksmuseum Amsterdam. Die eingezeichneten weißen Linien sind drei der Schnittlinien zur Verkleinerung des Originals von 1715, mit der am linken Rand drei Figuren entfernt wurden.
Das Gruppenbild enthält sechzehn Abbildungen von Schützen des Amsterdamer Bezirks II, die für ihre Darstellung unterschiedlich hohe Beträge, insgesamt 1600 Gulden, bezahlt haben. Sie gelten als die Hauptpersonen und sind mit zwei weiteren Schützen auf dem erst um 1653, nach dem Anfertigen der Kopie, oberhalb der Säule rechts vom Torbogen aufgemalten Schild namentlich genannt. Darüber hinaus malte Rembrandt sechzehn Nebenfiguren, die im Figurenprogramm unterschiedliche Funktionen wahrnehmen. Teilweise handelt es sich um Schützen der Kompanie, die sich den Beitrag für ein Porträt nicht leisten konnten und daher auch nicht identifizierbar abgebildet wurden. Sie wurden benötigt, um die gewünschte Kompaniestärke zu erreichen. Andere Nebenfiguren dienen der Steigerung der Dramatik oder sind allegorische Darstellungen. Mit dieser Ergänzung des Gruppenporträts um zahlreiche Statisten durchbricht Rembrandt eine Tradition des holländischen Schützenstücks, das bis dahin auf die Darstellung der zahlenden Kunden beschränkt war.
Rembrandt zeigt die Figuren in Kleidung, Helmen und Waffen, die keine zeitgenössischen Vorbilder haben. Die Helme einiger Schützen ähneln dem von Rembrandts Bellona aus dem Jahr 1633, aber auch denen der Rohrschützen in Jacob de Gheyns Wapenhandelinghe von 1607. Diese uneinheitliche Darstellung der Figuren ist jedoch nicht unbedingt Ausdruck der künstlerischen Freiheit. Vielmehr nutzten viele Mitglieder der Bürgerwehren das öffentliche Auftreten zur Selbstdarstellung in extravaganter Kleidung. Der niederländische Autor Caspar van Baerle schilderte 1638 den feierlichen Einzug Maria de’ Medicis in die Stadt Amsterdam und bemerkte über die zahlreichen Schützen, dass einige sich nach eigenem Ermessen herausgeputzt und andere sich von Kopf bis Fuß geharnischt hatten.

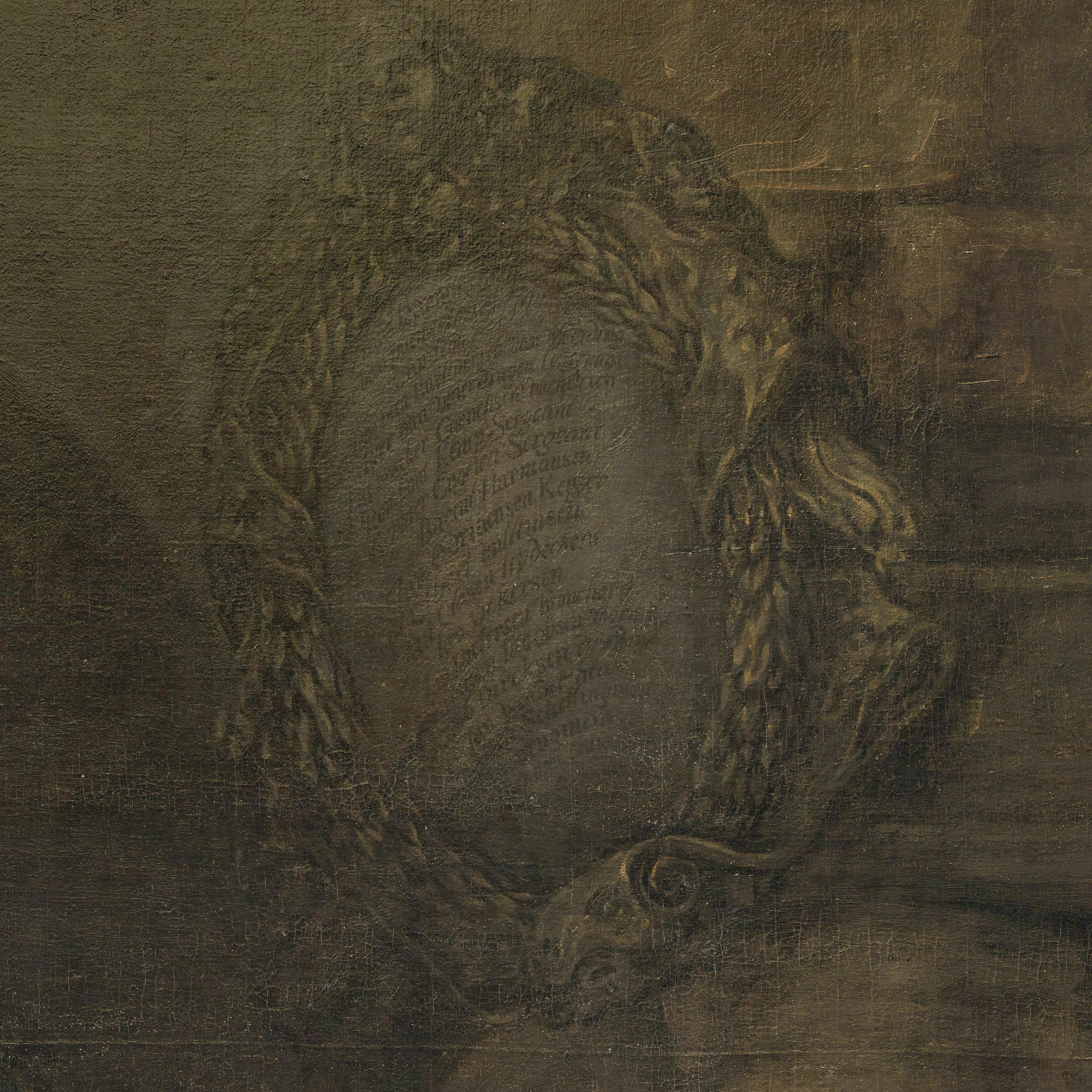
Schild mit den Namen der 16 Auftraggeber (Kontrast digital verstärkt)

Die Namen der Protagonisten sind auf dem Original der Nachtwache oberhalb der Bildmitte auf einem Schild an der Säule verzeichnet: Frans Banning Cocq / heer van Purmerlant en Ilpendam / Capiteijn / Willem van Ruijtenburch van Vlaerding / heer van Vlaerdingen Leutenant / Jan Visscher Cornelisen vaendrich / Rombout Kemp Sergeant / Reijnier Engelen Sergeant / Barent Harmansen / Jan Adriaensen Keyser / Elbert Willemsen / Jan Clasen Leijdeckers / Jan Ockersen / Jan Pietersen bronchorst / Harman Iacobsen wormskerck / Jacob Dircksen de Roy / Jan vander heede / walich Schellingwou / Jan brugman / Claes van Cruysbergen / Paulus Schoonhoven. Die Figuren können auf dem Gemälde nur durch die Attribute ihres Rangs und durch die Auswertung bekannter biografischer Daten identifiziert werden.
1. Jan Brughman, blonder Musketier mit Hut in der Hand (1715 entfernt)
2. Jacob Dircksz. de Roy, Schütze mit breitkrempigem schwarzem Hut (1715 entfernt)
3. Nebenfigur, kleines Kind, nur der Kopf sichtbar (1715 entfernt)
4. Sergeant Reijnier Jansz. Engelen mit Harnisch, geflügeltem Helm und Hellebarde
5. Nebenfigur, kleiner Junge mit Pulverhorn und übergroßem Helm, nach links laufend
6. Nebenfigur, Soldat, Gesicht fast vollständig von Hellebarde und Muskete verdeckt
7. Jan Pietersz. Bronckhorst, Wachmann mit Helm
8. Herman Jacobsz. Wormskerck mit Schild, Schwert, Mühlsteinkragen und breitkrempigem Hut
9. Elbert Willemsz. Swedenrijck, Musketier mit gefiedertem Helm
10. Jan Aertsz. van der Heede, Musketier in rot beim Laden der Waffe
11. Nebenfigur, Gesicht eines Mannes, fast vollständig verdeckt
12. Nebenfigur, kleines Mädchen neben dem linken Arm des Musketiers in rot
13. Nebenfigur, verdeckter Soldat, nur Helm sichtbar
14. Nebenfigur, blondes Mädchen, prunkvoll gekleidet, mit Huhn und Radschlosspistole am Gürtel
15. Fähnrich Jan Visscher Cornelisen (oder Jan Cornelisz. Visscher), Standartenträger
16. Nebenfigur, nach rechts schreitender verdeckter Soldat, hat soeben einen Schuss abgefeuert
17. Nebenfigur, nur die obere Hälfte des Gesichts erkennbar, möglicherweise ein Selbstporträt Rembrandts
18. Claes van Cruijsbergen, Schildträger mit Helm und Halsberge im Hintergrund
19. Nebenfigur, Gesicht eines Mannes
20. Hauptmann Frans Banninck Cocq, in schwarz, mit roter Schärpe und Offiziersstock in der rechten Hand
21. Jan Ockersen, Pikenier mit Harnisch und Zylinder
22. Nebenfigur, Gesicht eines Mannes
23. Jan Adriaensz Keijser, Schwertträger rechts hinter Hauptmann Banninck Cocq
24. Walich Schellingwou, Pikenier mit Harnisch und Helm an der Säule
25. Leutnant Willem van Ruytenburgh, mit Partisane und Halsberge, in Gelb mit weißer Schärpe
26. Jan Claesz. Leijdeckers, Musketier in rot, bläst verbranntes Pulver von der Pfanne seiner Muskete ab
27. Barent Hermansz. Bolhamer, geharnischter Pikenier mit gefiedertem schwarzem Barett
28. Nebenfigur, Gesicht eines Mannes, durch Hand fast verdeckt
29. Nebenfigur, Soldat mit gefiedertem Hut, durch ausgestreckten Arm fast verdeckt
30. Nebenfigur, Gesicht eines Mannes
31. Sergeant Rombout Kemp, mit breitkrempigem schwarzem Hut, ausgestrecktem rechtem Arm und Hellebarde über der linken Schulter
32. Nebenfigur, Gesicht eines Mannes, fast vollständig verdeckt
33. Jacob Jorisz., Trommler
34. Paulus Harmensz. Schoonhoven, mit Helm und rotem Halstuch

### Selbstbildnis Rembrandts

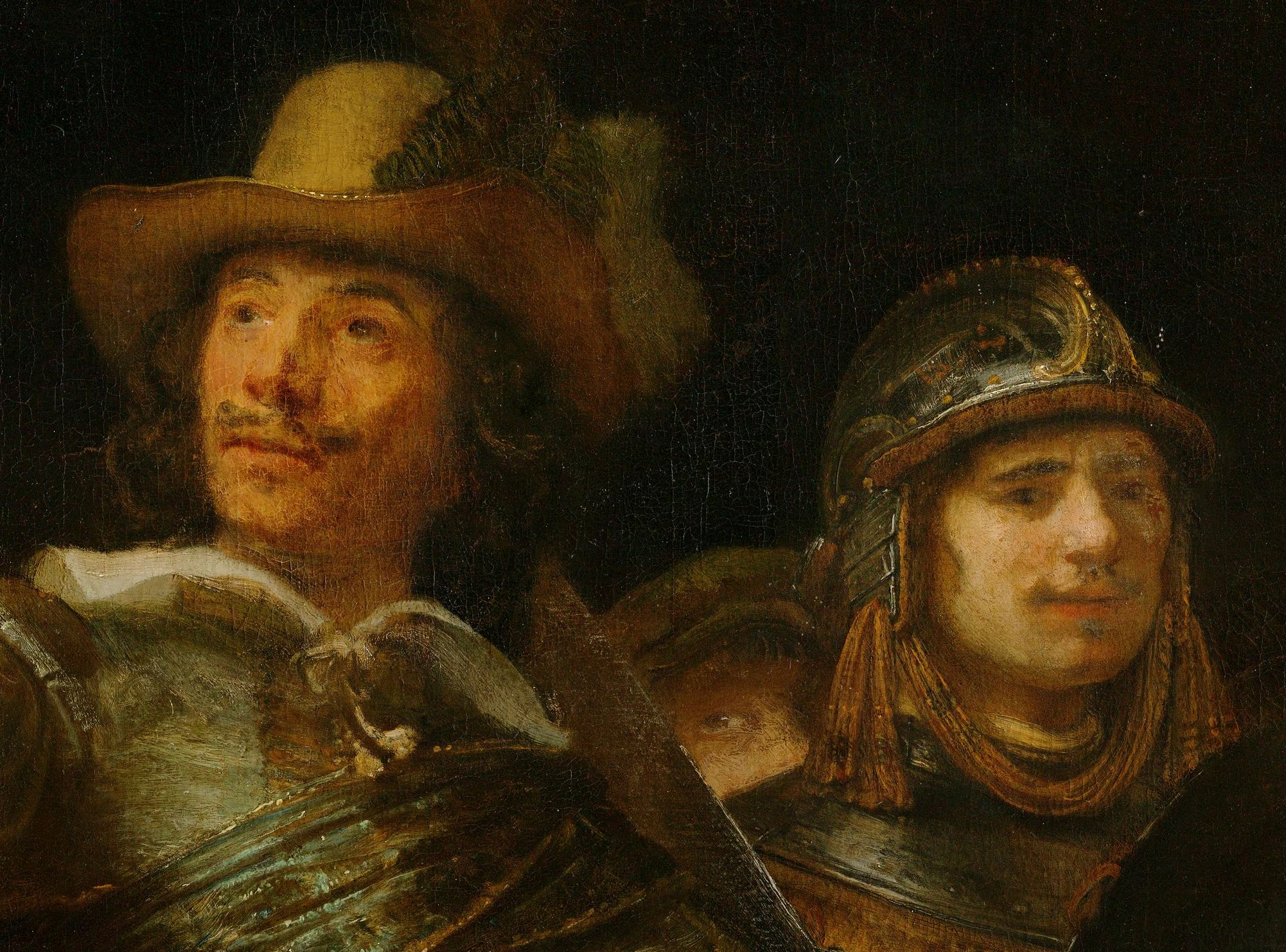
Detail der Nachtwache, in der Mitte mögliches Selbstporträt

Zwischen dem Fahnenträger und dem rechts von ihm stehenden Schildträger mit Helm und Halsberge sind Nase und rechtes Auge eines Mannes mit Malerbarett zu sehen. Die Identifizierung einer Person erscheint unmöglich, da die Figur fast vollständig verdeckt ist. Dennoch wurde das Fragment wiederholt als Selbstporträt Rembrandts gedeutet, zuerst durch den niederländischen Kunsthistoriker Wilhelm Martin. Von Rembrandt ist eine Vielzahl von Selbstporträts überliefert, wie sie von keinem anderen bedeutenden Maler existiert. Es war für Rembrandt wie für andere Maler seiner Zeit üblich, das eigene Porträt in seinen Gemälden unterzubringen. Die Annahme, dass auch mit der Figur der Nachtwache ein Selbstporträt vorliegt, stützt sich auf die Darstellung mit Malerbarett, die Rembrandt auch bei anderen Gelegenheiten wählte. Als ein Beispiel nennt Martin das um 1640 gemalte und heute Ferdinand Bol zugeschriebene Porträt Rembrandts mit Barett und zwei goldenen Ketten, dem möglicherweise ein verschollenes Selbstporträt Rembrandts als Vorlage diente. Sicher von Rembrandt selbst stammen das auf 1639 datierte Gemälde Der Rohrdommeljäger in der Gemäldegalerie Alte Meister und eine Radierung, die die Studie eines Baums und ein im Ausschnitt fast identisches Selbstporträt Rembrandts zeigt.

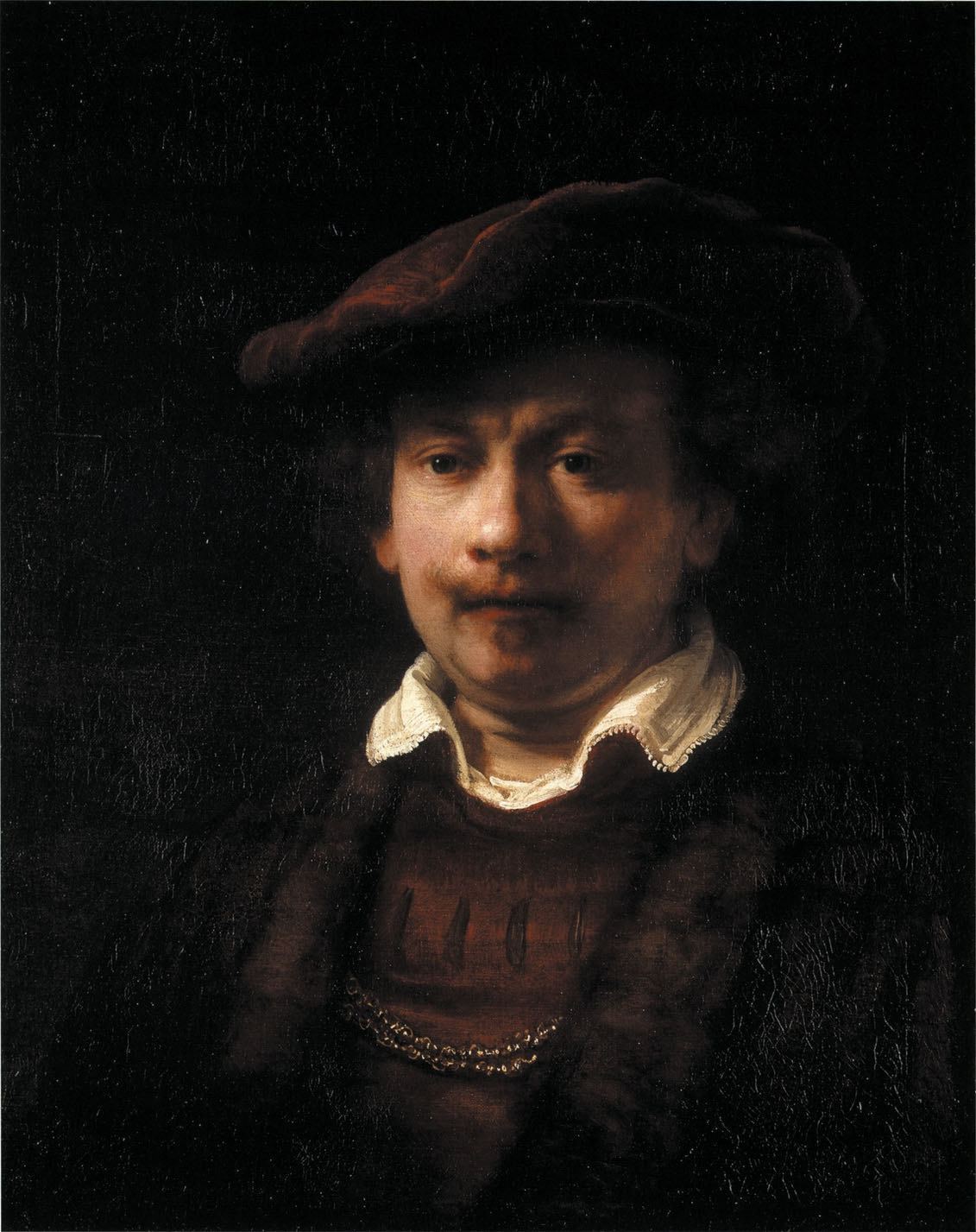
Porträt Rembrandts mit Barett und zwei goldenen Ketten, Ferdinand Bol zugeschrieben, um 1640, Öl auf Leinwand
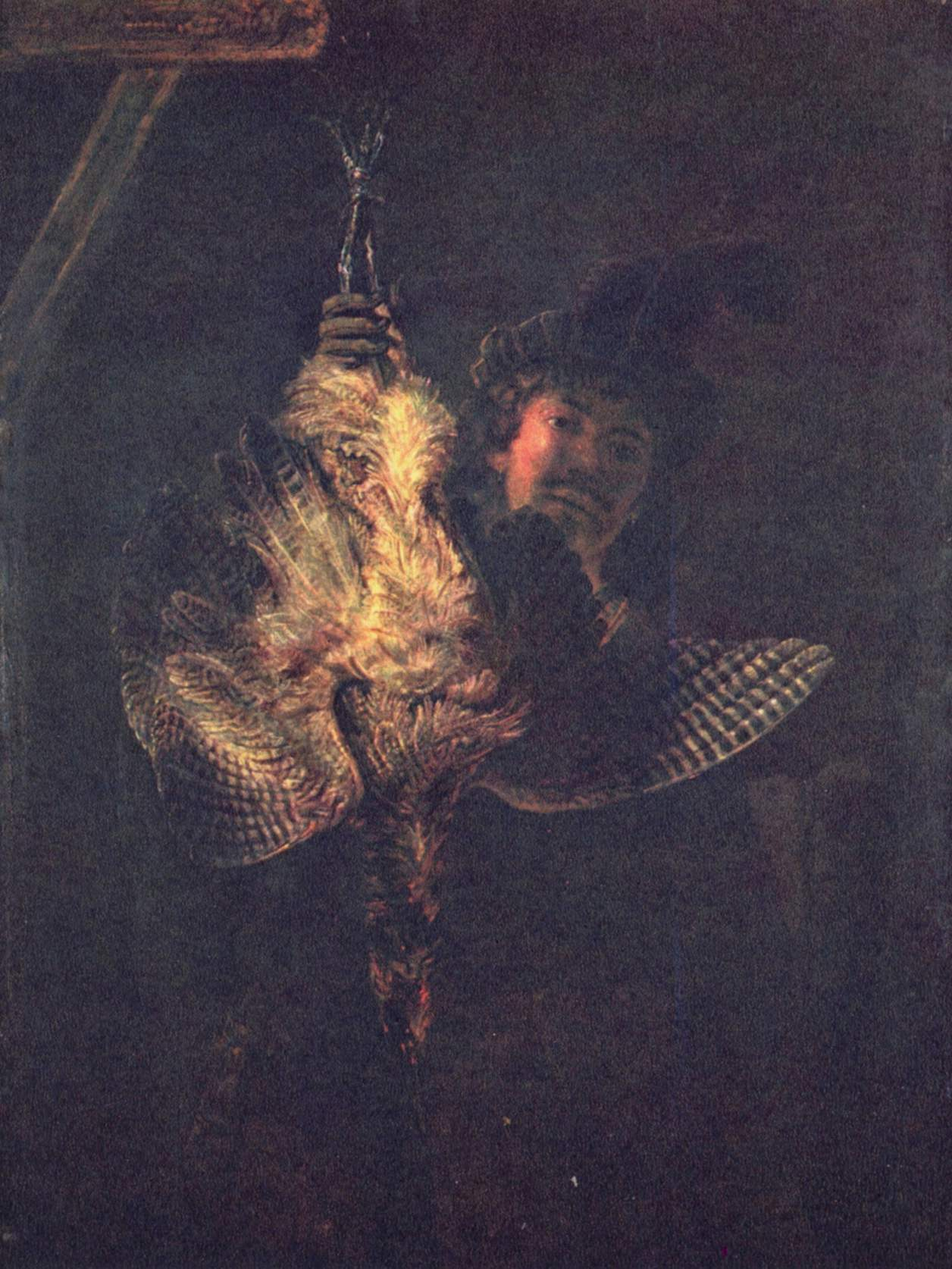
Der Rohrdommeljäger, Rembrandt van Rijn, 1639, Öl auf Holz
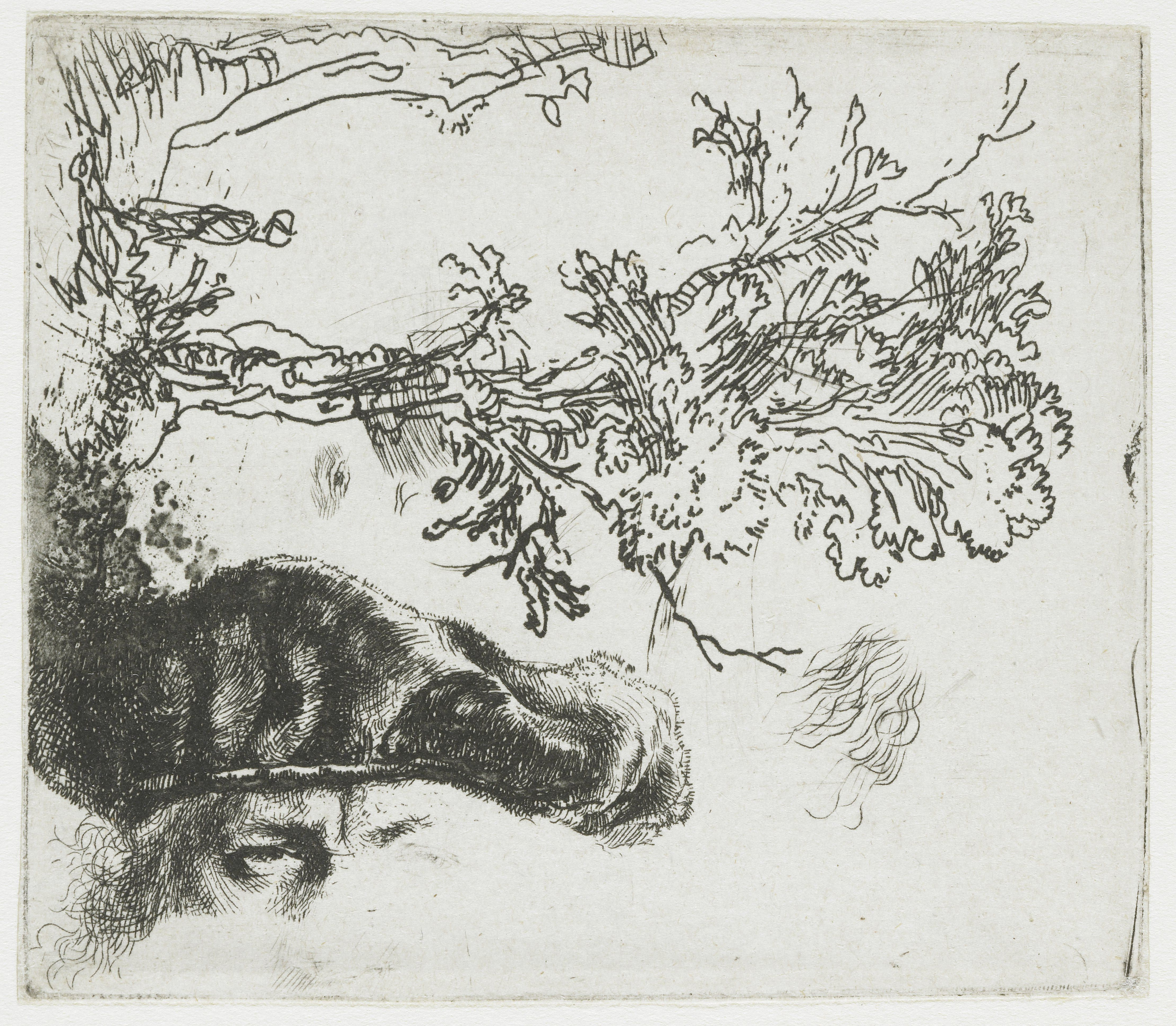
Blatt mit zwei Studien, einem Baum und dem oberen Teil des Kopfes von Rembrandt mit einem Samtbarett, 1640 bis 1644, Radierung

### Anlass, Ort und Zeit der Aufstellung

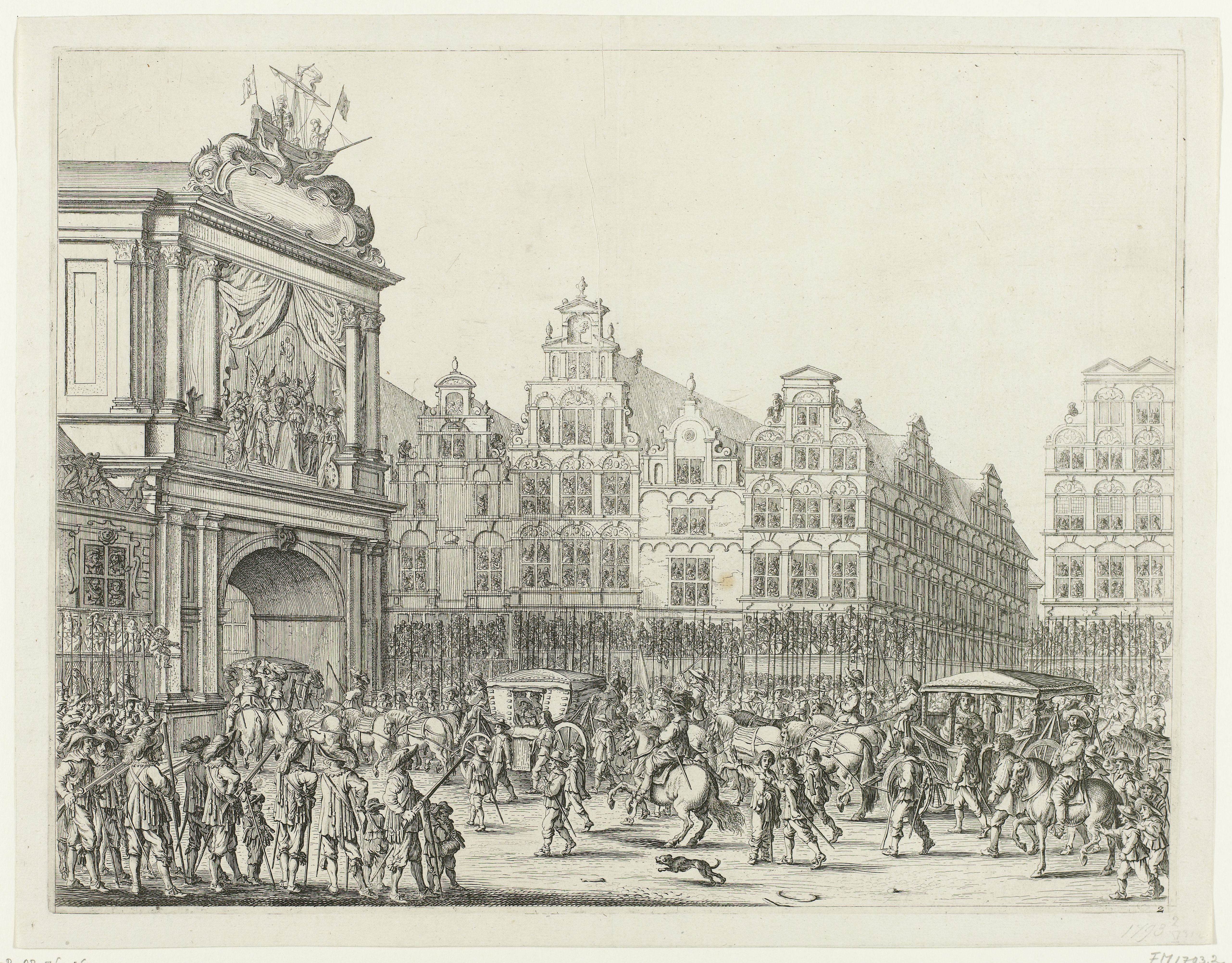
Ankunft Maria de’ Medicis in Amsterdam, empfangen und eskortiert von zahlreichen Schützen, Salomon Savery, ca. 1638, Radierung

Unstrittig ist wegen der im Mittelpunkt stehenden Büste der französischen Königsmutter Maria de’ Medici der in Joachim von Sandrarts Schützen der Kompanie von Hauptmann Cornelis Bicker und Leutnant Frederick van Banchem dargestellte Zusammenhang mit ihrem triumphalen Empfang in Amsterdam. Den niederländischen Kunsthistorikern Jan Six und Frederik Schmidt-Degener zufolge zeigt auch die Nachtwache – wie die übrigen Schützenbilder im Großen Saal des Kloveniersdoelen – den Augenblick am 31. August 1638, in dem die Kompanie zum feierlichen Empfang de’ Medicis aufbricht. Der Ort der Handlung liegt demnach vor dem wenige Jahre zuvor in der Nieuwe Doelenstraat errichteten Schützenhaus, dem Kloveniersdoelen.
Diese Darstellung wurde mit dem Hinweis angezweifelt, weder Hauptmann Frans Banninck Cocq noch Leutnant Willem van Ruytenburgh seien zum Zeitpunkt des Besuchs bereits Offiziere der Schützenkompanie gewesen.
Bedingt durch die ohnehin dunkle Darstellung, die bereits Rembrandts Zeitgenossen bemerkten, und die Nachdunkelung des Gemäldes, ist in späterer Zeit die irreführende Bezeichnung Nachtwache vergeben worden. Der gezeigte Abmarsch der Kompanie wird in der kunsthistorischen Forschung überwiegend in die Mittagszeit gelegt. Gegen ein Nachtstück sprechen die fehlenden scharfen Kontraste, die für Kerzen- oder Laternenlicht typisch sind. Allerdings ist der Lichtfall auf dem Gemälde auch für das Tageslicht unnatürlich. Rembrandt hat für die Nachtwache eine eigene Lichtstruktur geschaffen, die nicht die Realität einer bestimmten Tageszeit, sondern eine Illusion zeigt.

## Deutung und Symbolik

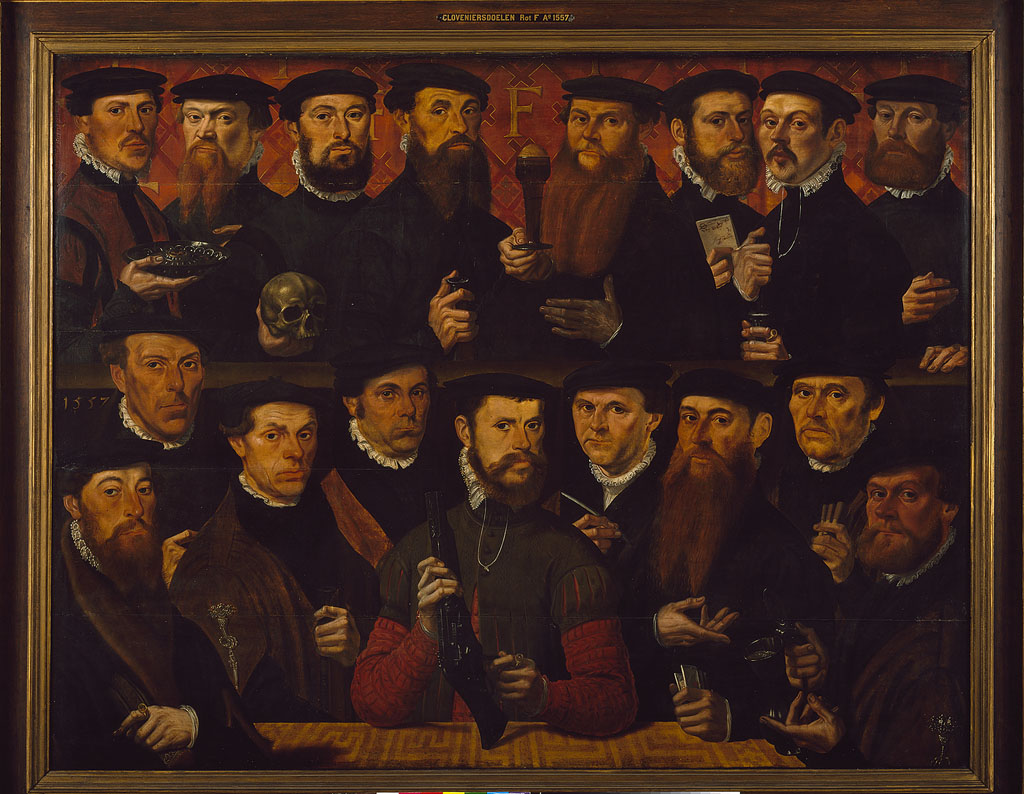
Siebzehn Schützen der Rotte F des Kloveniersdoelen, unbekannter Meister, 1557

Während sich im Dekorationsprogramm des Kloveniersdoelen ein Regentenporträt und fünf weitere Schützenstücke an früheren Werken orientieren, wagt Rembrandt mit der Nachtwache die Darstellung zahlreicher einzelner Handlungen, die die individuellen Porträts bis zur Unkenntlichkeit gegenüber der Kompanie als Ganzem zurückstellen. Bereits die Anzahl der dargestellten Personen ist nur schwer zu ermitteln, da viele Nebenfiguren nur in kleinen Ausschnitten dargestellt sind. Ausgenommen sind die Offiziere, von denen durch die Anordnung im Bild und Körpersprache der Hauptmann Frans Banninck Cocq dem Leutnant und dieser allen anderen Musketieren übergeordnet wird. Darüber hinaus waren die früheren Gruppenporträts dadurch ausgezeichnet, dass die Figuren den Blick auf den Betrachter richten, ihn damit einbeziehen und sich selbst ihm unterordnen. Rembrandt brach in der Nachtwache auch mit dieser Tradition, nur noch Frans Banninck Cocq, das ältere der beiden Mädchen und der Trommler am rechten Bildrand schauen den Betrachter an, während die übrigen Figuren einander anschauen oder sich auf eine Tätigkeit konzentrieren. Samuel van Hoogstraten war während Rembrandts Arbeit an der Nachtwache dessen Schüler. Jahrzehnte später formulierte er in seiner Einführung in die Hohe Schule der Malkunst die Anforderung an ein gelungenes Gruppenporträt, der die Nachtwache wie kein anderes Gemälde seiner Zeit entsprach: „Achte auf eine angenehme Staffelung, also eine geschickte, aber scheinbar zufällige Anordnung der Figuren, so dass man sie sozusagen nicht alle mit einem Hieb enthaupten könnte – wie in manchen Schützenstücken“ (niederländisch Neem een aerdige sprong waer, dat is een welkunstige, maer in schijn ongemaekte plaetsing uwer beelden: op dat menze niet, bij wijze van spreeken, al te gelijk (als in sommige Doelstukken) de hoofden kan afslaen).
Einer Reihe von Bildelementen der Nachtwache wird eine allegorische Funktion zugeschrieben, von denen nur wenige entschlüsselt werden konnten. So sind sowohl die Klauen des Huhns als auch die Radschlosspistole am Gürtel der Marketenderin Symbole der Amsterdamer Büchsenschützen, die auch in anderen Gemälden auftauchen. Beispiele sind das 1557 von einem unbekannten Meister gemalte frühe Schützenstück Siebzehn Schützen der Rotte F des Kloveniersdoelen mit einer Radschlosspistole im Zentrum des Vordergrunds und das 1642 von Govaert Flinck für den Großen Saal des Kloveniersdoelen gemalte Regentenstück, auf dem rechts eine Klaue in einem Rahmen enthalten ist. Die kleinen Mädchen selbst sind als Marketenderinnen aufzufassen, die in Darstellungen des Militärs des 16. Jahrhunderts bisweilen maßstäblich verkleinert oder als Kinder dargestellt wurden. Diese Verkleinerung war ein Mittel, ihre im Vergleich zu Soldaten, und besonders den Offizieren, geringere Bedeutung hervorzuheben. Das betrifft auch den nach links fortlaufenden Jungen mit dem Pulverhorn, dessen Auftreten in einem Abbild der Realität kaum vorstellbar ist.
Rembrandt malte in der Nachtwache drei Musketiere in unterschiedlichen Stadien des Schießtrainings, Laden, Schießen und das Abblasen der Pulverreste von der Pfanne. Dabei bediente Rembrandt sich offensichtlich im 1607 erschienenen Waffenbuch Jakob de Gheyns II. (Wapenhandelinghe van Roers, Musquetten ende Spiessen, deutsch: Waffenkunde der Rohre, Musketen und Spieße). Die Darstellung dreier Musketiere, die inmitten einer Menschengruppe mit ihren Waffen hantieren und sogar schießen, ist ebenso unrealistisch wie ihre Details, zum Beispiel das Einschütten des Pulvers in das Rohr einer frei in der Hand gehaltenen Muskete durch den rot gekleideten Musketier links. Dafür waren zeitgenössische Musketen zu schwer, und de Gheyn zeigt richtig das Laden einer auf dem Boden abgestützten Muskete. Insgesamt sind die Figuren der drei Musketiere nicht als Wiedergabe eines realen Geschehens, sondern als Allegorie des Schützenwesens zu sehen.
Die architektonischen Elemente mit dem Torbogen und dem schweren, horizontal verlaufende Gesims wurden 1715 ebenfalls beschnitten. Dadurch verloren sie einen Teil ihrer Funktion als ein Ruhe und würdevolle Hoheit bezeugender Rahmen. Der Torbogen war zusammen mit der Fahne nicht als beliebiger Hintergrund, sondern als ein Triumphbogen und als Symbol der wehrhaften und siegreichen Stadt Amsterdam zu sehen.
Als widerlegt gilt die Deutung, Frans Banninck Cocq verkörpere auf der Nachtwache den Helden aus Joost van den Vondels Tragödie Gijsbrecht van Aemstel, die im Januar 1638 in Amsterdam uraufgeführt wurde und in ihrer Zeit sehr populär war.

## Titel

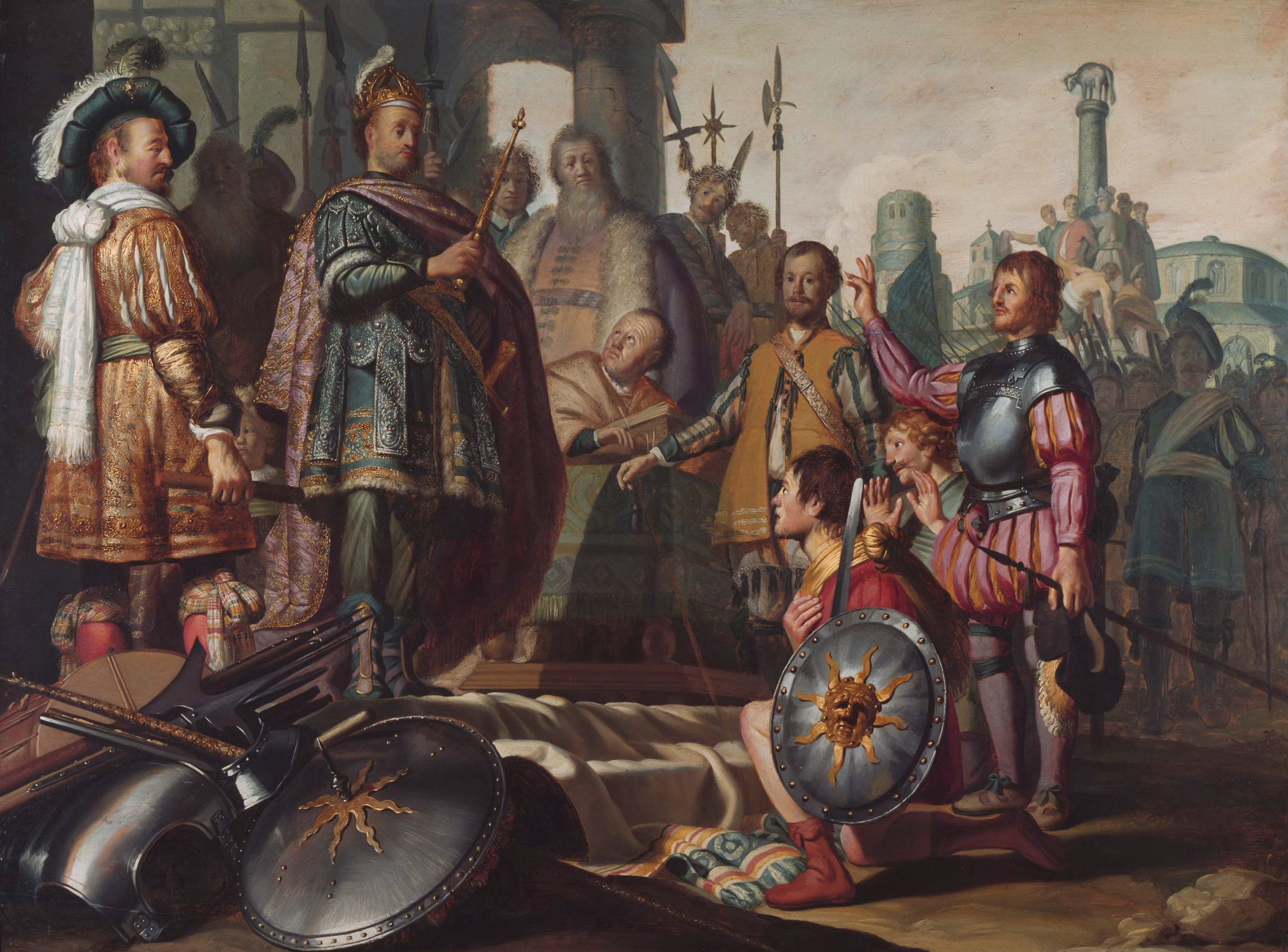
Historiengemälde mit Selbstporträt des Malers, Rembrandt van Rijn, um 1626, Öl auf Eichenholz, 89,8 × 121 cm, Museum De Lakenhal, Leiden

Weder von Rembrandt noch von der Amsterdamer Gilde der Büchsenschützen ist ein zeitgenössischer Titel der Nachtwache überliefert. Im 17. Jahrhundert war es nicht üblich, Gemälden einen besonderen Namen zu geben. Die heute den Werken zugeschriebenen Titel sind meist von der bildlichen Darstellung abgeleitet oder aus Dokumenten erschlossen, die von den Künstlern oder ihren Auftraggebern überliefert wurden. Vielfach kann nur ein Notname vergeben werden, wenn eine porträtierte Person oder ein Motiv nicht zu identifizieren ist. Ein Beispiel für die Schwierigkeit, einem Werk einen angemessenen Titel zu geben, ist Rembrandts um 1626 gemaltes Historiengemälde mit Selbstporträt des Malers. Es war vielfach der Gegenstand von Betrachtungen der kunsthistorischen Forschung, dennoch existieren bis heute keine überzeugende Erläuterung des dargestellten Motivs und kein allgemein akzeptierter Titel.
Der holländische Diplomat Gerrit Schaep kehrte im Februar 1653 nach Amsterdam zurück und erstellte eine im Amsterdamer Stadtarchiv erhaltene Liste der Gemälde in den drei Schützenhäusern. Die Nachtwache führt er mit den sechs anderen Bildern des Großen Saals des Kloveniersdoelen auf, wobei er nur die Namen der Offiziere angibt: Desgleichen als nächstes folgend Frans Banning Cock Hpt., und Willem van Ruytenburg, Lt., gemalt von Rembrandt anno 1642 (niederländisch Ibid. daernaest aenvolgende Frans Banning Cock Capn, ende Willem van Ruytenburg, Lut., geschildert van Rembrand ao 1642). Die Form Die Kompanie von Hauptmann X und Leutnant Y, gemalt von Z war über Jahrhunderte und ist auch heute noch eine übliche Form der Bezeichnung von holländischen Schützenstücken.
Frans Banninck Cock hat ein zweibändiges Familienalbum hinterlassen, das eine aquarellierte Kopie der Nachtwache enthält, wahrscheinlich von Jacob Colijns nach der Kopie von Gerhard Lundens gemalt. Gegenüber dem Aquarell befindet sich die folgende Beschreibung: Skizze des Gemäldes im Großen Saal des Schützenhauses, auf dem der junge Herr von Purmerland als Hauptmann seinem Leutnant, dem Herrn von Vlaardingen, den Marschbefehl für seine Kompanie erteilt (niederländisch Schets van de Schilderije op de groote Sael van de Cleveniers Doelen daerinne de Jonge Heer van Purmerlandt als Capiteijn, geeft last aen zijnen Lieutenant, de Heer van Vlaerdingen, om syn Compaignie Burgers te doen marcheren). Es ist nicht sicher, dass dieser Text von Frans Banninck Cocq stammt, da an seinem Familienalbum von einem Nachfahren einige Manipulationen vorgenommen wurden. Dessen ungeachtet ist die Beschreibung die älteste überlieferte Deutung des Gemäldes. Sie diente zudem als Vorlage für jüngere Versuche, von dem objektiv falschen Titel Die Nachtwache fortzukommen.

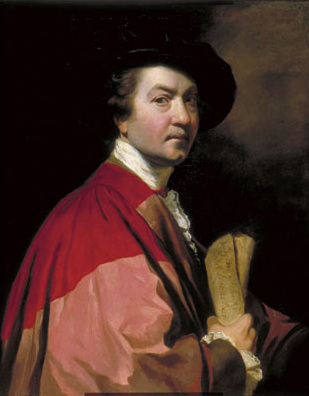
Selbstporträt, Joshua Reynolds, 1776, Öl auf Leinwand, Uffizien, Florenz

Die Bezeichnung Nachtwache wurde erstmals 1781 von dem englischen Maler Joshua Reynolds verwendet, der allerdings auch Rembrandts Urheberschaft zugunsten Ferdinand Bol bezweifelte und sich von den Alterungserscheinungen der Firnis und der Verschmutzung des Gemäldes durch Staub und Ruß leiten ließ. Darüber hinaus waren die Bürgerwehren des späten 18. Jahrhunderts tatsächlich nur noch als Nachtwachen im Einsatz. Seither hat sich der Titel Die Nachtwache zu Lasten anderer Vorschläge durchgesetzt, obwohl sich die dargestellte Szene sicher nicht in der Nacht abspielt. Eine Anekdote des 19. Jahrhunderts begründet den Titel Die Nachtwache mit der düsteren Erscheinung des Gemäldes. Die sei wiederum darauf zurückzuführen, dass das Gemälde während der französischen Besatzung unter den Fußböden des Trippenhuis versteckt worden war, wo es derart verschmutzte, dass Napoleons Gier darauf verflogen sei.
Der niederländische Schriftsteller Everhardus Johannes Potgieter, Herausgeber der Literaturzeitschrift De Gids, zog den Titel Vogelschießen (niederländisch Vogelschieten) vor, während der Kunsthistoriker Frederik Schmidt-Degener sich stets für Schützenaufzug (niederländisch Schuttersoptocht) eingesetzt hat.
In der kunsthistorischen Literatur wurde das Gemälde mit verschiedenen Titeln bezeichnet. Wilhelm von Bode nannte das Gemälde 1900 im vierten Band seines Katalogs Der Auszug von Frans Banning Cocqs Schützenkompanie, mit dem Zusatz fälschlich „Die Nachtwache“ genannt (englisch The march out of Frans Banning Cocq's company of the civic guard. Erroneously called „The Night Watch“). In seinem 1915 erschienenen Werkverzeichnis nennt Cornelis Hofstede de Groot das Gemälde Auszug der Schützenkompagnie des Hauptmanns Frans Banning Cocq, mit dem Hinweis bekannt als „Die Nachtwache“. Abraham Bredius nannte es 1935 in einer Bildunterschrift seines Werkverzeichnisses Das Ausrücken der Schützen unter Hauptmann Frans Banning Cocq (niederländisch Het uitrukken van de schutterij onder kapitein Frans Banning Cocq en Luitenant Willem van Ruijtenburg), verwendete aber ansonsten die Bezeichnung Die Nachtwache. Horst Gerson wählte in seinem Werkverzeichnis Rembrandts 1969 die Bildunterschrift Der Schützenaufmarsch der Kompanie des Hauptmanns Frans Banning Cocq und seines Leutnants Willem van Ruytenburch, im Volksmund bekannt unter dem Namen „Die Nachtwache“. Im Katalogteil wählte er hingegen den Titel Die Schützenkompanie des Hauptmanns Frans Banning Cocq („Die Nachtwache“). In der wissenschaftlichen Literatur hat sich für die Nachtwache wie für die meisten holländischen Schützenstücke die formelle Bezeichnung nach den abgebildeten Offizieren durchgesetzt, also Porträt der Kompanie von Hauptmann Frans Banninck Cocq und Leutnant Willem van Ruytenburgh oder ähnliche Titel in zahlreichen Varianten. Daneben wird meist die Bezeichnung Die Nachtwache als Trivialname erwähnt, und auch in wissenschaftlichen Texten als Alternative zur wiederholten Angabe des recht langen Titels genutzt.
Das Rijksmuseum Amsterdam als ausstellendes Museum nennt das Gemälde Die Nachtwache (niederländisch De Nachtwacht) mit dem Untertitel Offiziere und andere Schützen des Bezirks II in Amsterdam, unter Führung von Hauptmann Frans Banninck Cocq und Leutnant Willem van Ruytenburch, bekannt als ‚Die Nachtwache‘ (niederländisch Officieren en andere schutters van wijk II in Amsterdam, onder leiding van kapitein Frans Banninck Cocq en luitenant Willem van Ruytenburgh, bekend als ‘De Nachtwacht’). Die Gemeinde Amsterdam, die Eigentümerin des Gemäldes, nennt es lediglich Die Nachtwache.

## Hintergrund

### Niederländische Schützengilden bis zum 17. Jahrhundert
Die Amsterdamer Bürgerwehr des Goldenen Zeitalters – Bogenschützen, Armbrustschützen und Arkebusiere oder Musketiere – war den Regenten von Amsterdam unterstellt. Ihre ursprüngliche und vorrangige Aufgabe war die Verteidigung der Stadt gegen äußere Feinde. Hinzu kam die Bekämpfung innerer Unruhen, die aber von den Schützen, die häufig einer der streitenden Parteien angehörten, nicht unbedingt zuverlässig geleistet wurde. Theoretisch waren alle erwachsenen Einwohner der Stadt bis zum sechzigsten Lebensjahr zum Dienst in der Bürgerwehr verpflichtet. Da die Mitglieder der Bürgerwehr selbst für ihre Bewaffnung sorgen mussten, waren die ärmeren Schichten der Bevölkerung praktisch ausgeschlossen. Die Mitglieder der Schützenkompanien gehörten meist der Mittel- und die Offiziere der Oberschicht an. Amsterdam wurde 1620 in zwanzig Bezirke aufgeteilt, jeweils einen Wehrbezirk mit eigenen Schützenkompanien bildeten. Für deren Mitglieder galt eine Residenzpflicht, nur Offiziere durften ausnahmsweise außerhalb des Bezirks ihrer Kompanie wohnen. Die meisten der auf der Nachtwache dargestellten Personen sind Musketiere, Pikeniere, Sergeanten und Offiziere der Amsterdamer Bürgerwehr des zweiten Bezirks. Dieser befand sich im Westen der Stadt, unmittelbar südlich der Nieuwe Kerk zwischen Damrak und Singel.

### Holländische Gruppenporträts und Schützenstücke

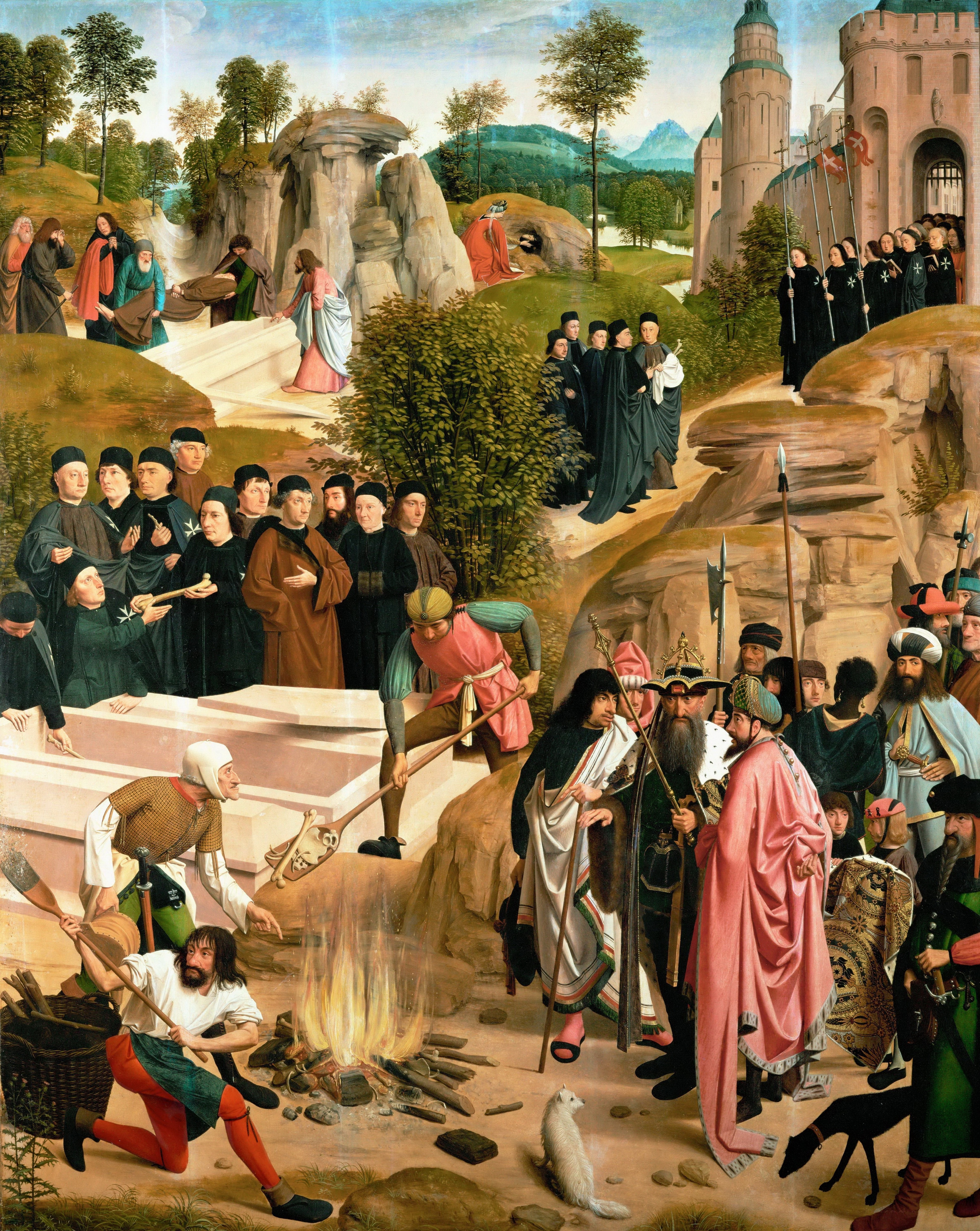
Nach 1484

Alois Riegl lieferte als Vertreter der Wiener Schule der Kunstgeschichte mit seinem 1902 erschienenen Werk Das holländische Gruppenporträt eine formalistische Darstellung des holländischen Gruppenporträts. Er sah als Voraussetzung der Gruppenporträts die Einzelporträts, wie sie in Holland mit identifizierbaren Porträts von Stiftern seit dem frühen 15. Jahrhundert gemalt wurden. Das nach 1484 von Geertgen tot Sint Jans gemalte Schicksal der irdischen Überreste Johannes d. Täufers gilt als das älteste überlieferte holländische Gruppenporträt, es zeigt im Mittelgrund die Mitglieder der Haarlemer Johanniterkommende und nutzt noch die traditionelle Form des Historienbildes, um einen äußeren Anlass für das geschlossene Auftreten der Gruppe zu schaffen. Spätere Gruppenporträts mit religiösem Hintergrund sind die zwischen 1525 und 1530 von Jan van Scorel gemalten Bildnisse der Haarlemer und Utrechter Jerusalemfahrer. Von Scorel stellt die Porträtierten nunmehr dicht gestaffelt in einem nur sparsam gestalteten Hintergrund dar, so dass die Aufmerksamkeit der Betrachter uneingeschränkt den dargestellten Personen zukommt.
Eine ähnliche Form weist das älteste bekannte holländische Schützenstück auf. Es ist das um 1529 von Dirck Jacobsz. im Auftrag des Amsterdamer Kloveniersdoelen gemalte dreiteilige Bild der Amsterdamer Büchsenschützen mit 31 Porträts. Die Porträts sind gleichwertig neben- und in zwei Etagen übereinander gestellt, und nichts außer den unterschiedlichen Gesten der Hände bringt eine Handlung in die Tafeln, die von den Porträts ablenken könnte. Der Rahmen, in dem sich die dargestellten Mitglieder der Schützengilde wiederfinden, ist die gemeinsame Aufgabe, die Verteidigung der Stadt, und die zu diesem Zweck gegründete Gemeinschaft. Ein von Dirck Barendsz. gemaltes Schützenstück von 1566, das Bankett von 18 Amsterdamer Schützen, weist bereits mit seiner Auflösung der strengen geometrischen Anordnung der einzelnen Porträts und der Darstellung einer Mahlzeit mit Brot und Fisch auf die spätere Entwicklung, in der die Porträts wieder in eine Handlung eingebettet werden. Die 1596 von Pieter Isaacsz. für den Kloveniersdoelen gemalte Schützenkompanie von Hauptmann Jacob Hoynck and Lieutenant Wijbrand Appelman zeigt mit den architektonischen Elementen des Hintergrunds und der Staffelung der Figuren die Nutzung der Tiefe des Raums. Zudem sind die Figuren auch in ihrer Kleidung, den Attributen ihres Rangs und ihrer Bewaffnung stärker individualisiert als früher. 1625 malte Werner van den Valckert die Schützen der Kompanie von Albert Burgh, in der die Individualisierung und die Auflösung der Ordnung noch weiter fortgeschritten ist, aber im Vergleich zu den nach 1640 gemalten Schützenstücken noch statisch wirkt. Das holländische Gruppenporträt des 17. Jahrhunderts erreichte mit der Nachtwache einen künstlerischen Höhepunkt. Wenige Jahre später, 1648, wurde von Bartholomeus van der Helst mit der Schützenmahlzeit zur Feier des Friedens von Münster noch ein herausragendes Werk gemalt und 1650 folgte mit der Schützenmahlzeit mit Oberst Jan van de Poll und Hauptmann Gijsbert van de Poll von Johannes Spilberg das letzte großformatige Schützenporträt. Andere Formen der holländischen Porträtmalerei wie das Regentenporträt und anatomische und andere Vorlesungen bestanden hingegen weiter.

Holländische Gruppenporträts
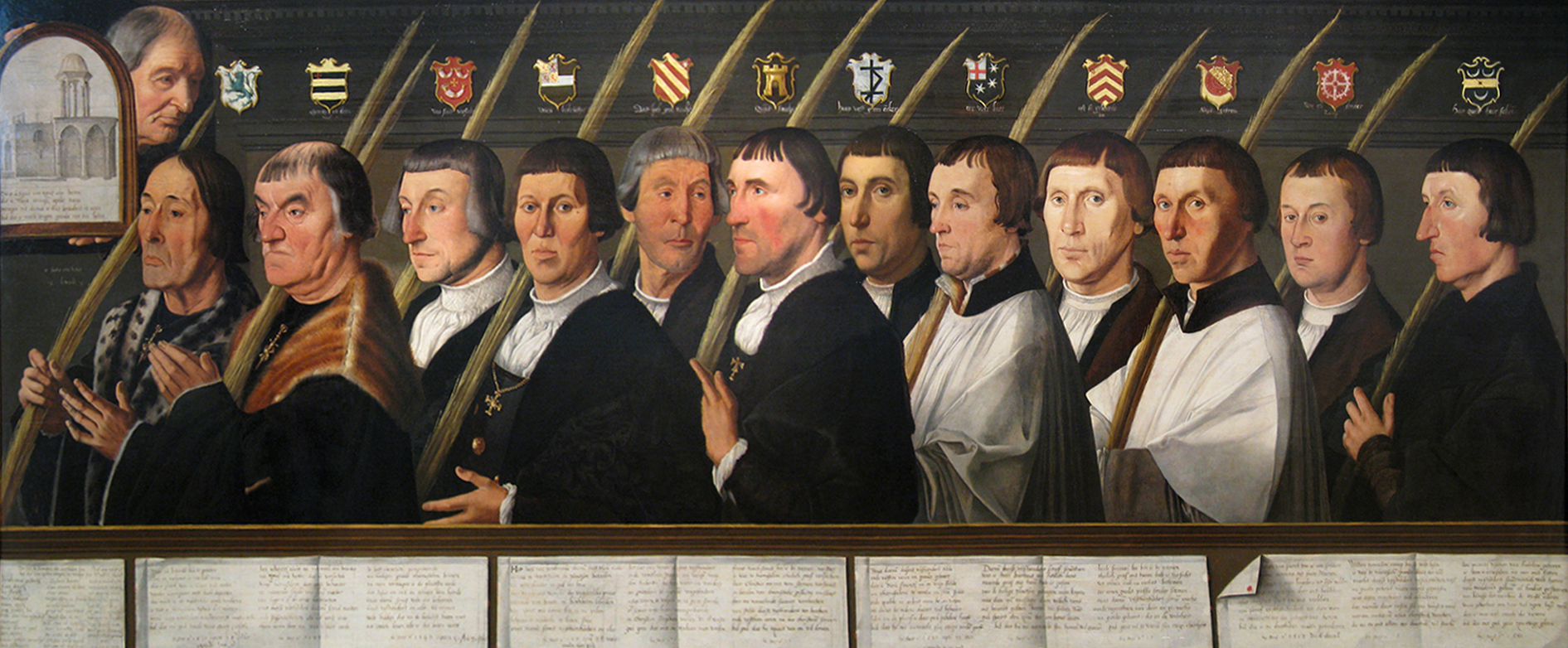
1528/1530
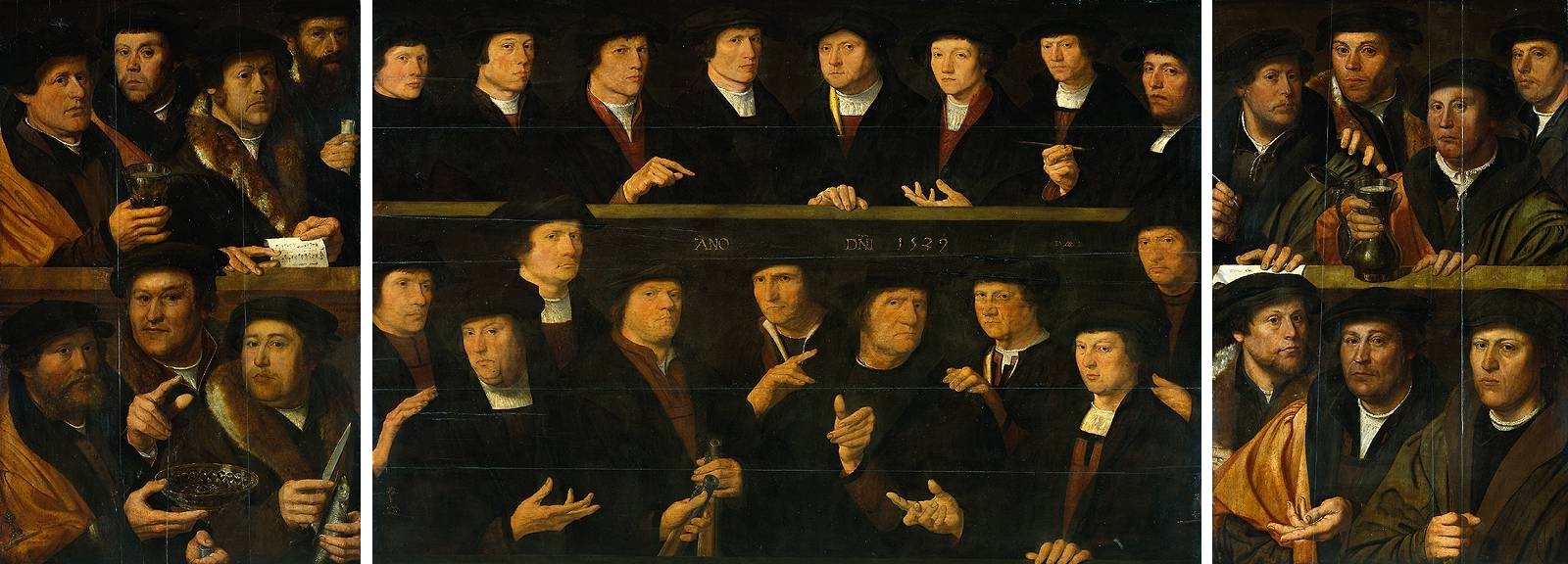
1529
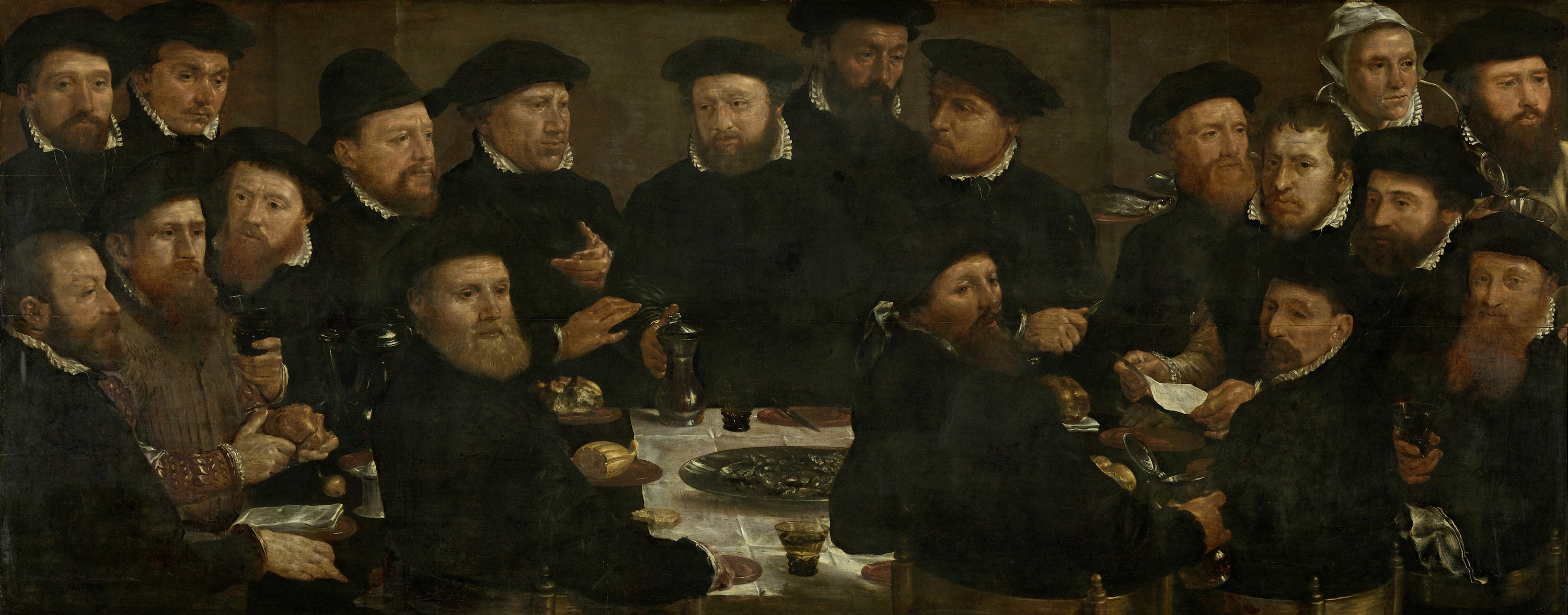
1566
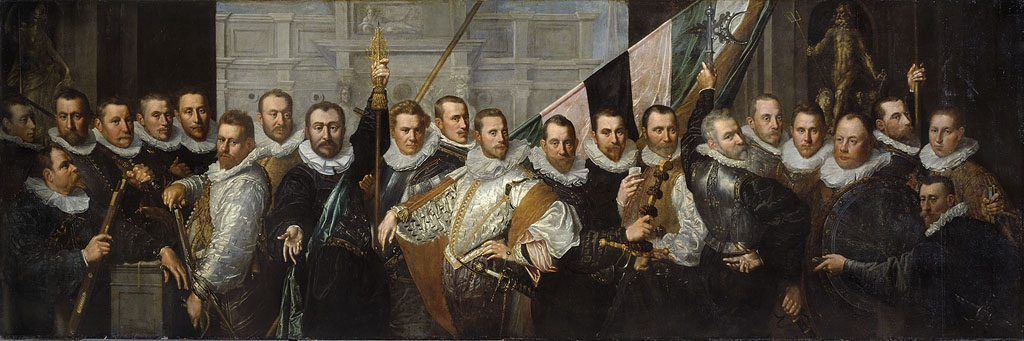
1596

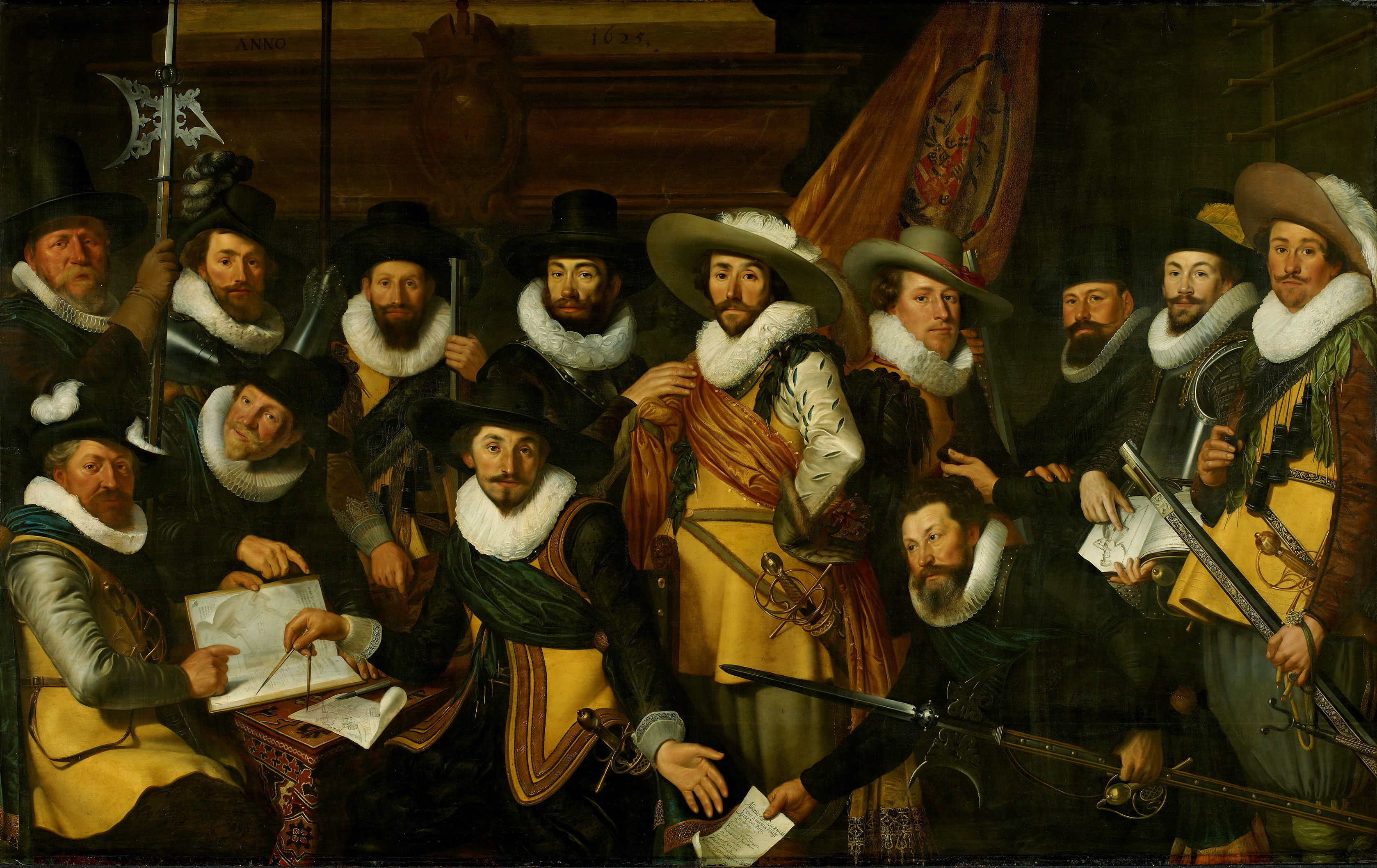
1625

- Geertgen tot Sint Jans: Schicksal der irdischen Überreste Johannes d. Täufers, nach 1484, Öl auf Eichenholz, 172 × 139 cm (oben beschnitten), Kunsthistorisches Museum, Wien
- Jan van Scorel: Zwölf Mitglieder der Haarlemer Bruderschaft der Jerusalemfahrer, 1528 bis 1530, Öl auf Holz, 114 × 275,7 cm, Frans Hals Museum, Haarlem
- Dirck Jacobsz.: Eine Gruppe von Schützen des Kloveniersdoelen, 1529, Öl auf Eichenholz, dreiteilig 120 × 78 cm, 122 × 340 cm und 120 × 78 cm, Rijksmuseum Amsterdam
- Dirck Barendsz.: Bankett von 18 Amsterdamer Schützen, 1566, Öl auf Holz, 120 × 295 cm, Rijksmuseum Amsterdam
- Pieter Isaacsz.Schützenkompanie von Hauptmann Jacob Hoynck and Lieutenant Wijbrand Appelman, 1596, Öl auf Leinwand, 171 × 502 cm, Amsterdam Museum
- Werner van den Valckert: Schützen der Kompanie von Albert Burgh, 1625, Öl auf Holz, 169,5 × 270 cm, Rijksmuseum Amsterdam

### Das Bildprogramm des Großen Saals des Kloveniersdoelen

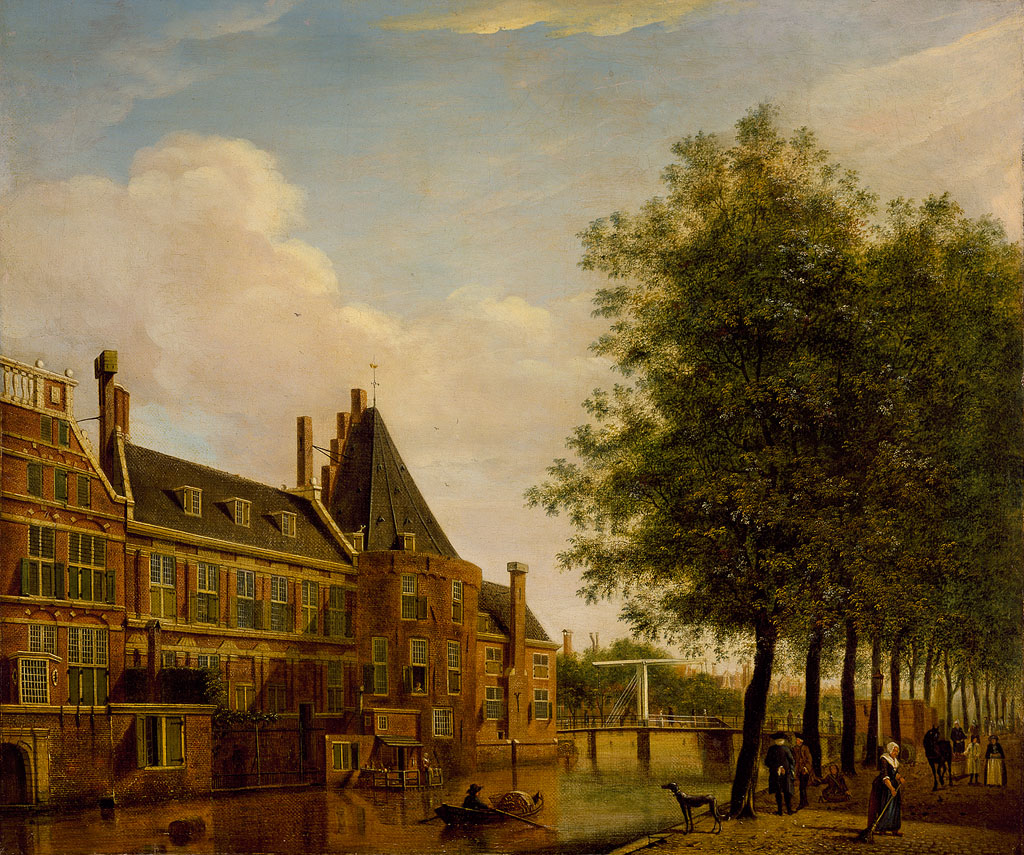
Der Kloveniersdoelen an der Amstel, links neben dem Stadtturm „Swych Utrecht“, Jan Ekels der Ältere, 1775, Öl auf Leinwand, Amsterdam Museum. Die sechs Fenster im ersten Obergeschoss sind die Fensterfront des Großen Saals.

Zwischen 1640 und 1645 wurden für den Großen Saal im Obergeschoss des Hauptquartiers der Büchsenschützen, des Kloveniersdoelen, bei verschiedenen Malern sieben großformatige Gemälde in Auftrag gegeben. Es handelte sich dabei um ein Regentenporträt und sechs Schützenstücke, darunter auch Die Nachtwache, die sich heute im Rijksmuseum Amsterdam befinden. Die Darstellungen der Schützen auf Gruppenporträts mussten selbst bezahlt werden, auch wenn die Gemälde auf Dauer bei der Schützengilde verblieben.
1. Joachim von Sandrart: Schützen der Kompanie von Hauptmann Cornelis Bicker und Leutnant Frederick van Banchem, 1640, Öl auf Leinwand, 343 × 258 cm.
2. Govaert Flinck: Die Regenten des Kloveniersdoelen, 1642, Öl auf Leinwand, 203 × 278 cm. Rund um den Tisch sitzen die vier Regenten Albert Coenraetsz. Burgh, Jan Claesz. van Vlooswijck, Pieter Reael und Jacob Willekens. Sie werden vom Gastwirt des Kloveniersdoelen, Jacob Pietersz Nachtglas, bedient, der ihnen ein in Silber gefasstes Büffelhorn als Gildenkelch reicht. Rechts an der Wand befindet sich in einem Rahmen eine Hühnerklaue als Symbol der Kloveniere.
3. Govaert Flinck: Die Kompanie von Hauptmann Albert Bas und Leutnant Lucas Conijn, 1645, Öl auf Leinwand, 347 × 244 cm
4. Rembrandt van Rijn: Die Nachtwache, 1642, Öl auf Leinwand, 379,5 × 453,5 cm (1715 allseitig beschnitten)
5. Nicolaes Eliasz. Pickenoy: Die Kompanie von Hauptmann Jan Cleasz. Vlooswijck und Leutnant Gerrit Hudde, 1642, Öl auf Leinwand, 340 × 527 cm
6. Jacob Adriaensz. Backer: Die Kompanie von Cornelis de Graeff und Leutnant Hendrik Lauwrensz., 1642, Öl auf Leinwand, 367 × 511 cm
7. Bartholomeus van der Helst: Die Kompanie von Hauptmann Roelof Bicker, 1640 bis 1643, Öl auf Leinwand, 235 × 750 cm

Stirnwand, gegenüber dem Eingang, über und neben dem Kamin
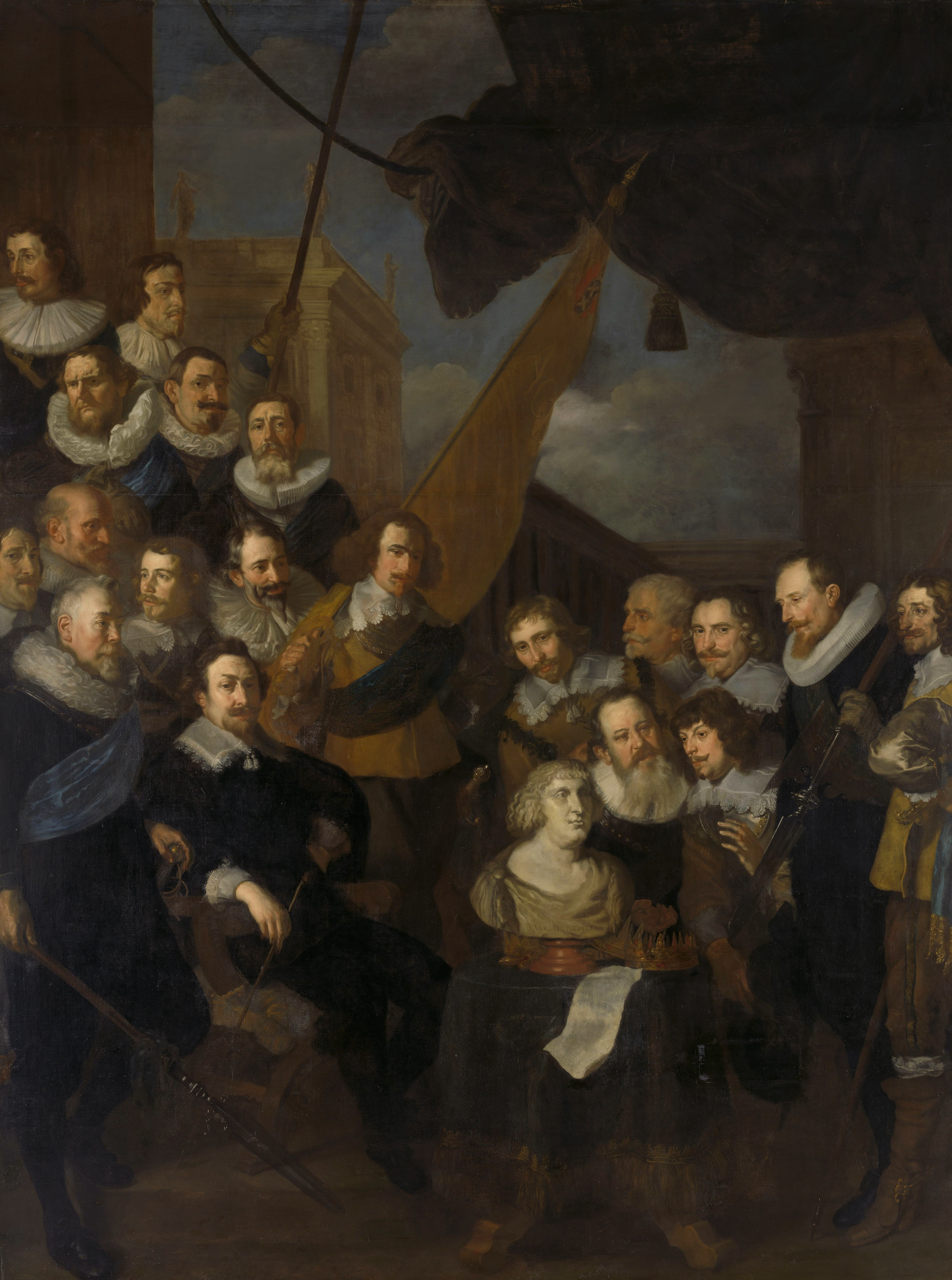
1
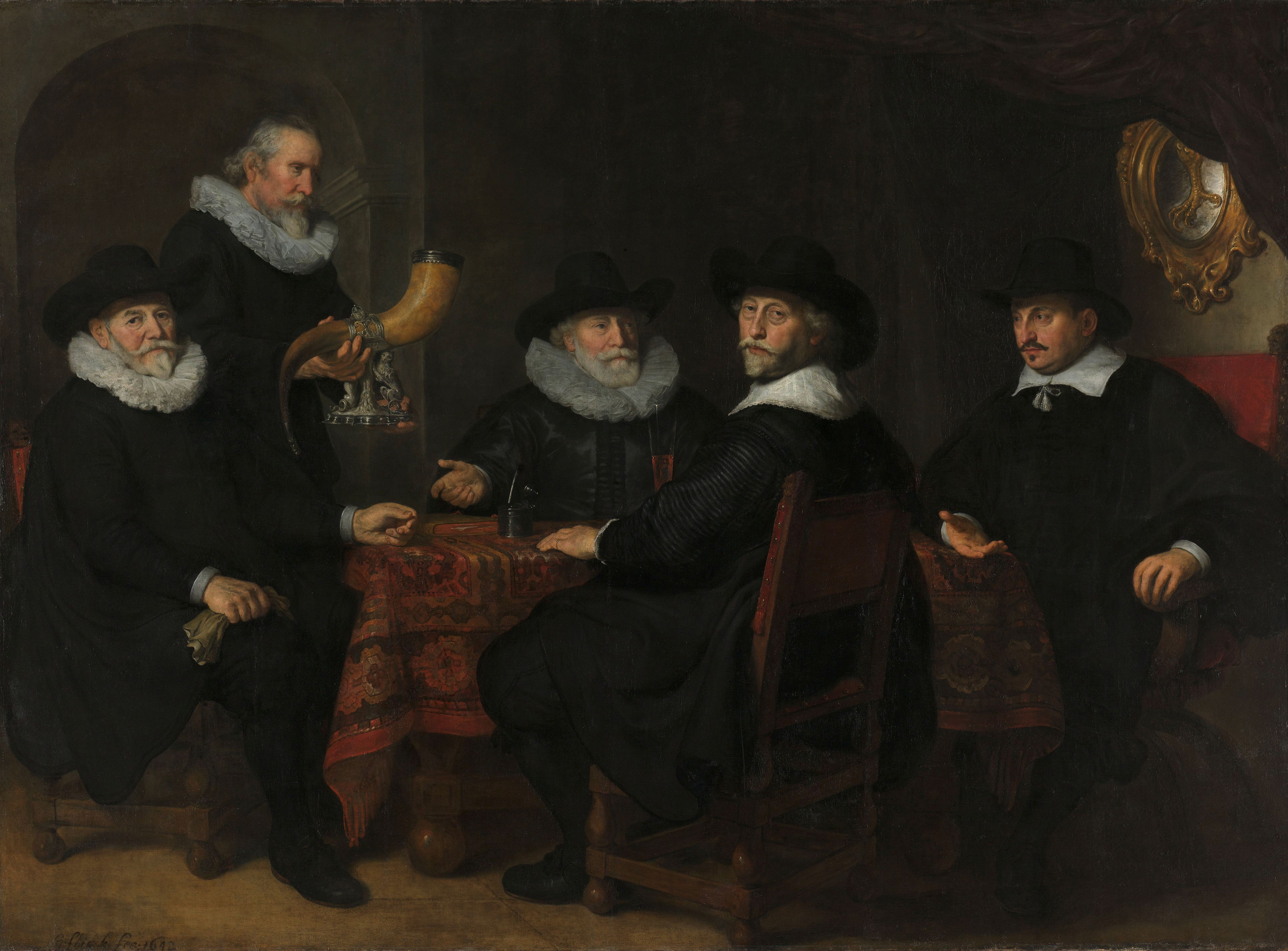
2
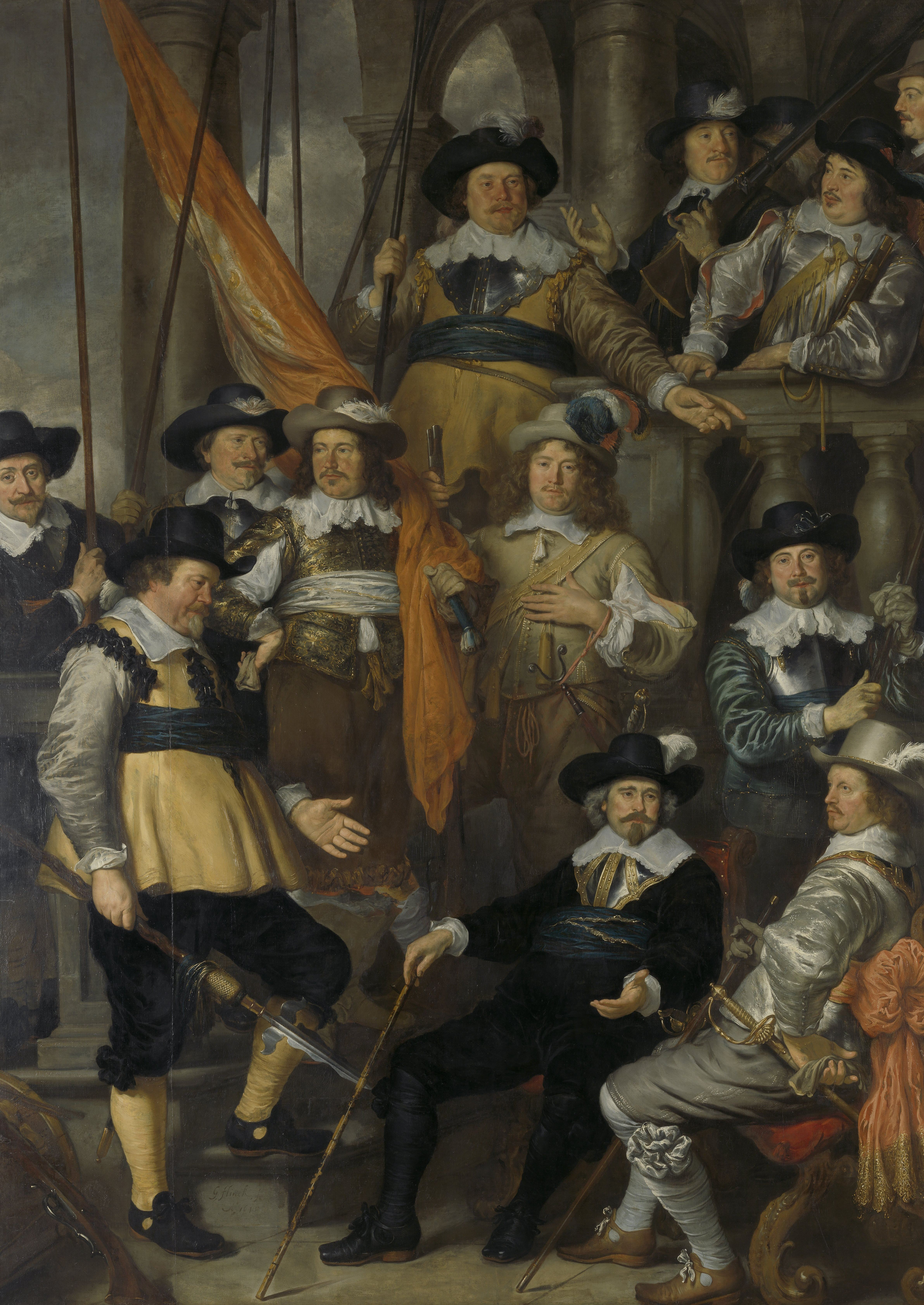
3

Rechte Seite, gegenüber den Fenstern
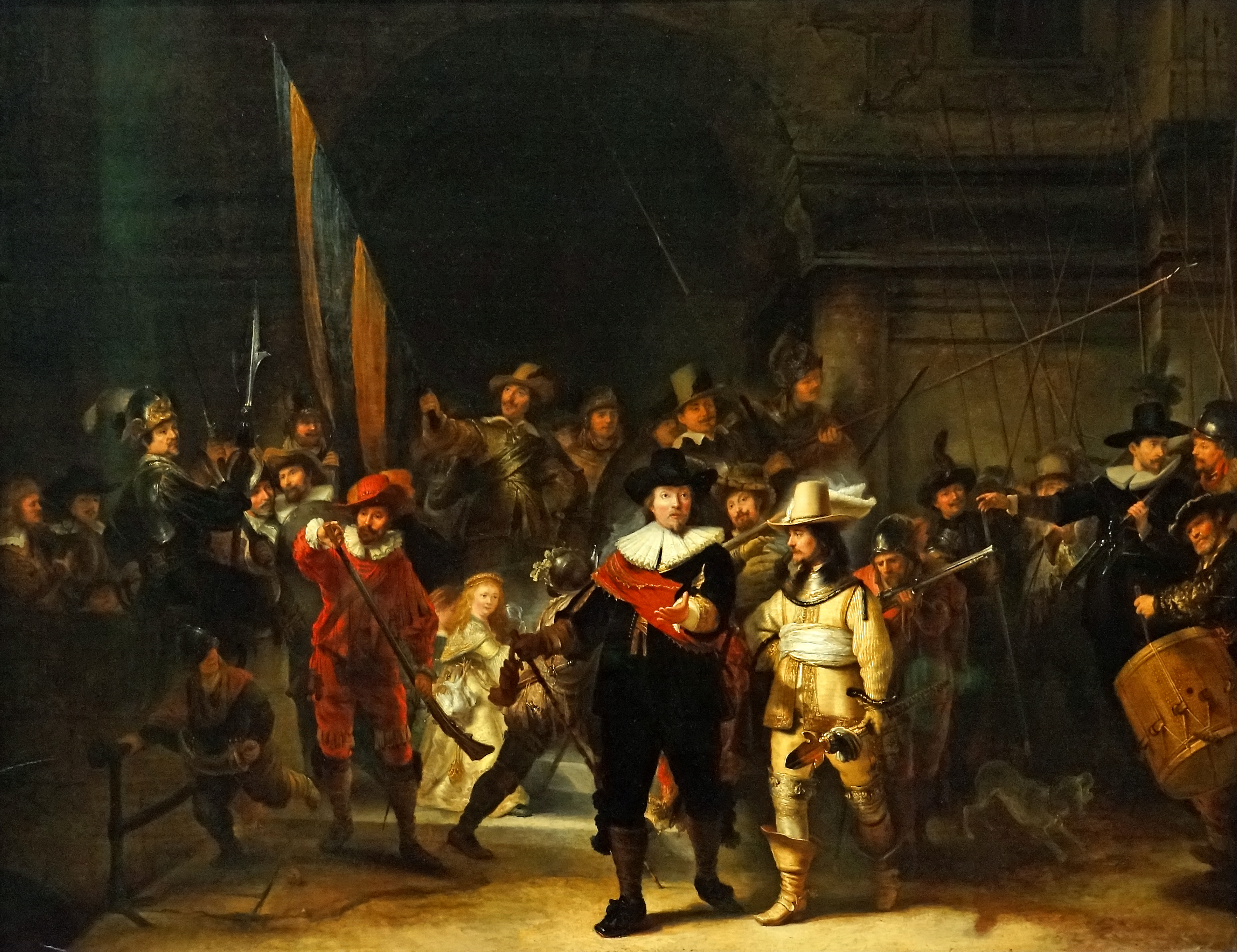
4
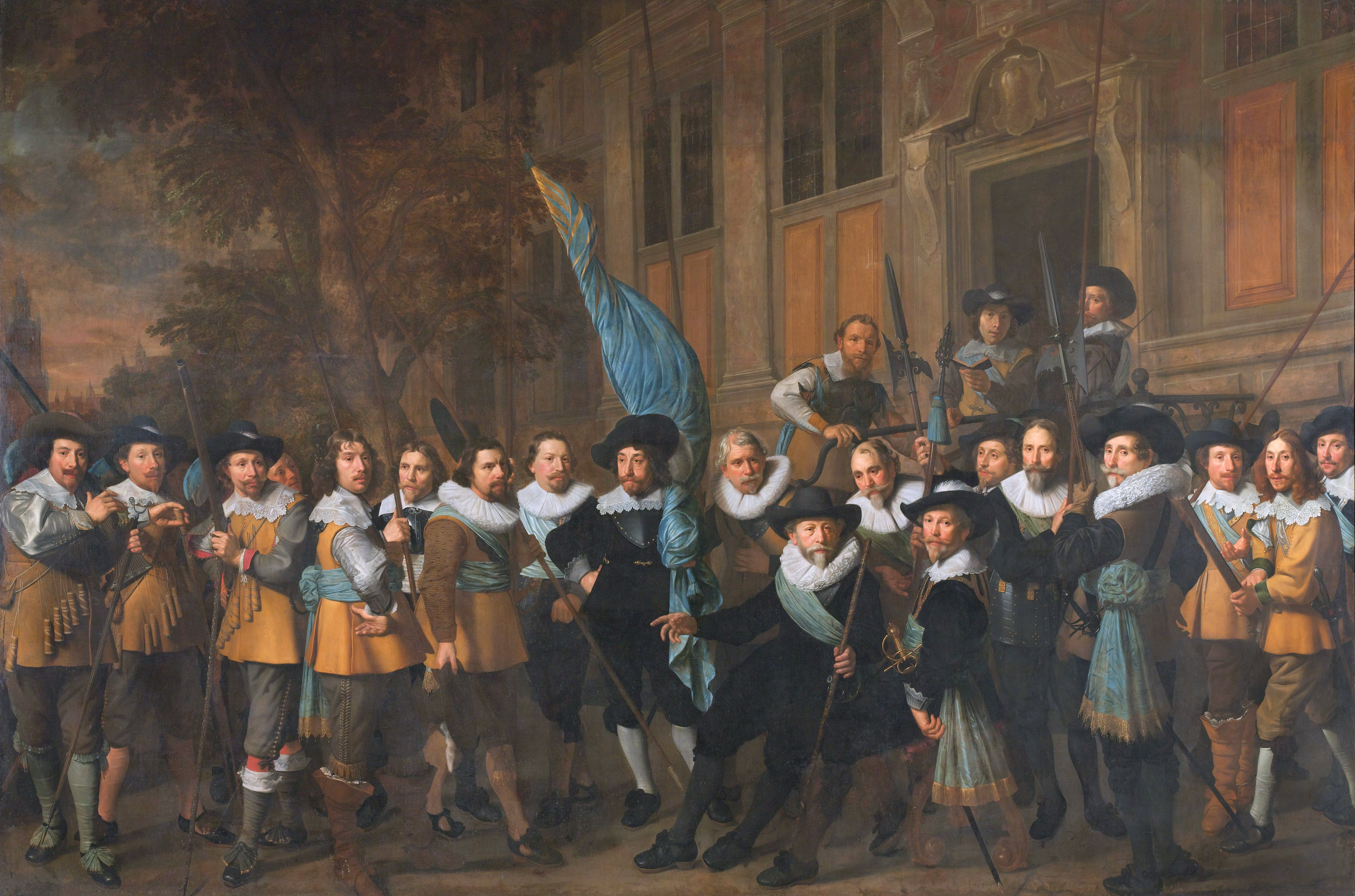
5
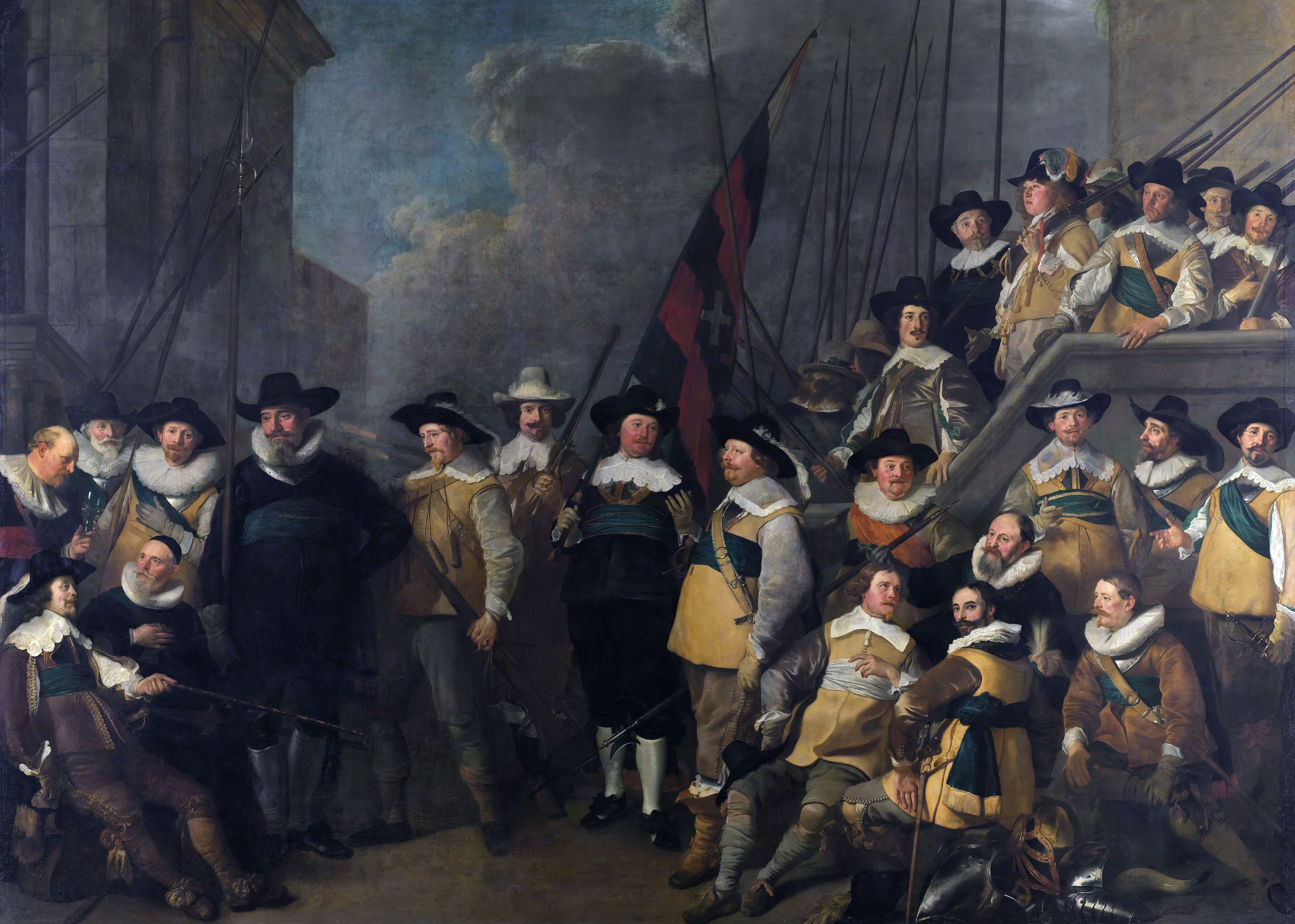
6

Wand zum Stadtturm, über dem großen Kamin
7

## Rezeption

### Auftraggeber
Durch die kunsthistorische Literatur zieht sich seit Generationen der Mythos, die Auftraggeber, also die porträtierten Schützen, seien mit Ausnahme Frans Banninck Cocqs mit ihrer Darstellung unzufrieden gewesen. Diese Unzufriedenheit sei auch der Grund gewesen, dass Rembrandt nach 1642 deutlich weniger Porträt-Aufträge erhalten hat und letztendlich in existenzbedrohende wirtschaftliche Schwierigkeiten geriet. Tatsächlich ist nur von Banninck Cocq bekannt, dass er für sich zwei Kopien der Nachtwache malen ließ. Andere dargestellte Schützen ließen sich später porträtieren, aber von anderen Malern. Der Rückgang von Rembrandts Produktivität kann aber zwanglos mit einer Krise nach dem Tod von Rembrandts Ehefrau Saskia kurz vor der Vollendung der Nachtwache begründet werden, mit den hohen Preisen, die Rembrandt verlangte, und mit einem gewandelten Zeitgeschmack, der nunmehr hellere Darstellungen als die des „düsteren“ Rembrandt bevorzugte. Der Mythos der unzufriedenen Schützenkompanie ist bislang nicht überzeugend belegt worden.

### Kunstgeschichte
Der Maler, Rembrandt-Schüler und Kunsttheoretiker Samuel van Hoogstraten merkte 1678 zur Nachtwache an, dass viele der Auffassung waren, Rembrandt habe mehr an dem Gesamtwerk als an den einzelnen Porträts gearbeitet, mit denen er beauftragt war. Er selbst war voller Lob für das Werk, neben dem alle anderen (im Kloveniersdoelen) wie ein paar Spielkarten aussähen. Er hätte sich nur mehr Licht darin gewünscht.
Der britische Maler Joshua Reynolds kritisierte die Nachtwache 1781: Es liegt mir so fern den großartigen Ruf des Gemäldes als berechtigt anzuerkennen, dass ich mich nur schwer davon überzeugen ließ, dass es von Rembrandt gemalt wurde; es scheint mir mehr vom gelblichen Stil Bols zu haben. Der Name Rembrandt steht sicher darauf, mit dem Jahr 1642. Es macht einen stark beschädigten Eindruck, aber was erhalten ist, scheint auf dürftige Weise gemalt zu sein (englisch So far, indeed, am I from thinking that this last picture deserves its great reputation, that it was with difficulty I could persuade myself that it was painted by Rembrandt; it seemed to me to have more of the yellow manner of Boll. The name of Rembrandt, however, is certainly upon it, with the date, 1642. It appears to have been much damaged, but what remains seems to be painted in a poor manner).
Der Kunsthistoriker Alois Riegl sah in der Reduzierung des Schützenstücks auf die beiden Offiziere vor einem mit sonstigen Personen belebten Hintergrund eine Vernichtung der dem Gruppenporträt eigenen Koordination und damit des Gruppenporträts überhaupt. Das war Riegl zufolge auch der Grund für die zeitgenössische Kritik des unbeteiligten Amsterdamer Publikums. Das nur ein Jahr nach der Nachtwache fertiggestellte Schützenstück Die Kompanie von Hauptmann Roelof Bicker von Bartholomeus van der Helst, das ebenfalls zum Dekorationsprogramm des Kloveniersdoelen gehörte, bezeichnete Riegl wegen seiner Rückbesinnung auf überlieferte Formen – das helle Licht, die Koordination der Figuren und ihr zum Betrachter gerichteter Blick – als gemalte Kritik an der Nachtwache.
Während des 19. Jahrhunderts führte das auch in den Niederlanden erstarkende Nationalbewusstsein zu einer neuen Bewertung. Eine der ersten Stimmen in der neuen Tonlage kam von dem Schriftsteller und Literaturkritiker Conrad Busken Huet: Rembrandts Anatomische Vorlesung, sein Auszug zum Schießstand, sind Gedichte. (...) Er sah gewöhnliche Menschen und gewöhnliche Dinge auf eine besondere Weise. Seine Kunst ist die fortwährende Anwendung eines Verherrlichungsprozesses. Ob man ihn Saskia malen lässt, Hendrickje, einen Professor der Chirurgie, einen Offizier der Amsterdamer Bürgerwehr oder einen Rabbiner in seinem Studierzimmer, er macht aus ihnen übernatürliche Wesen (niederländisch: Rembrand's Anatomische Les, zijn Uittogt naar het schietterrein, zijn gedichten. (...) De gewone menschen en de gewone dingen zag hij op eene bijzondere wijs. Zijne kunst is de aanhoudende toepassing van een verheerlijkingsprocédé. Hetzij gij hem Saskia te schilderen geeft, Hendrikje Jaghers, een professor in de chirurgie, een officier der amsterdamsche schutterij, een rabbijn in eene studeerkamer, hij maakt er bovenaardsche wezens van).
Doch der niederländische Kulturhistoriker Johan Huizinga fand noch 1932 in einem Vortrag in Köln kritische Worte für die Nachtwache: Alle Schätze des Lichtes und der Farbe in diesem wunderbaren Bilde können mich nicht darüber hinwegtäuschen, daß hier ein Wollen versagt hat, daß hier eine Heldentat des großen Stiles nicht gelungen ist.
Der Kunsthistoriker Christian Tümpel schrieb 1977:

„Dieser Idee der zu erreichenden Ordnung ist das Bildganze zugeordnet, auch die Komposition. Die beiden Offiziere gehen auf die Mitte zu. Viele Spieße und Gewehre lassen in ihrer rhombischen Anordnung schon das Ordnungsprinzip der militärischen Übungen ahnen, wie die Lehrbücher und Illustrationen der Zeit sie zeigen. Die Spannung zwischen dem ‚schon jetzt‘ und ‚noch nicht‘ macht den besonderen Reiz dieser Komposition aus.“

### Die Nachtwacheals nationales Kulturgut
Zu Lebzeiten und weit darüber hinaus stand Rembrandt im Schatten seines Zeitgenossen Bartholomeus van der Helst, und im 17. und 18. Jahrhundert wurden seine Werke von Kunsttheoretikern abgelehnt, obwohl sie bei Kunstsammlern bereits begehrt waren. Im 19. Jahrhundert galt zunächst nicht Rembrandt, sondern der Antwerpener Peter Paul Rubens als bedeutendster Maler der Niederlande. Als Belgien nach der Belgischen Revolution von 1830 unabhängig wurde, musste für die Niederlande ein neuer Nationalmaler gefunden werden, was zu einer neuen Wertschätzung der Nachtwache und des Werks von Rembrandt insgesamt führte. Wenige Jahre später erschien ein erstes Werkverzeichnis seiner Gemälde, 1853 wurde auch als Ausdruck des erwachten Nationalbewusstseins ein Rembrandt-Denkmal auf dem Amsterdamer Botermarkt eingeweiht und 1876 der Platz in Rembrandtplein umbenannt. Als das größte überlieferte Gemälde Rembrandts und sicher auch wegen der unter anderen Schützenstücken des 17. Jahrhunderts herausragenden Darstellung des wehrhaften Amsterdamer Bürgertums wurde auch die Nachtwache zu einem Symbol von nationaler Bedeutung. Als das Gemälde Anfang Juli 1885 in das neu erbaute Rijksmuseum Amsterdam gebracht wurde, sangen die 24 Träger Wien Neêrlands Bloed, die damalige Nationalhymne der Niederlande.

### Die Schützenkompanie als homosoziale Gruppe
Am Ende des 20. und Beginn des 21. Jahrhunderts wurde die Frage aufgeworfen, ob es sich bei der Schützenkompanie der Nachtwache um eine homosoziale Gruppe handele (eine Interpretation der Nachtwache als homoerotisches Pastorale). Den Offizieren Banninck Cocq und Willem van Ruytenburgh wurde eine homoerotische Beziehung zugeschrieben, die vornehmlich mit dem auf van Ruytenburghs Genitalbereich weisenden Schatten der Hand Banninck Cocqs begründet wurde.

## Provenienz und Ausstellungsorte

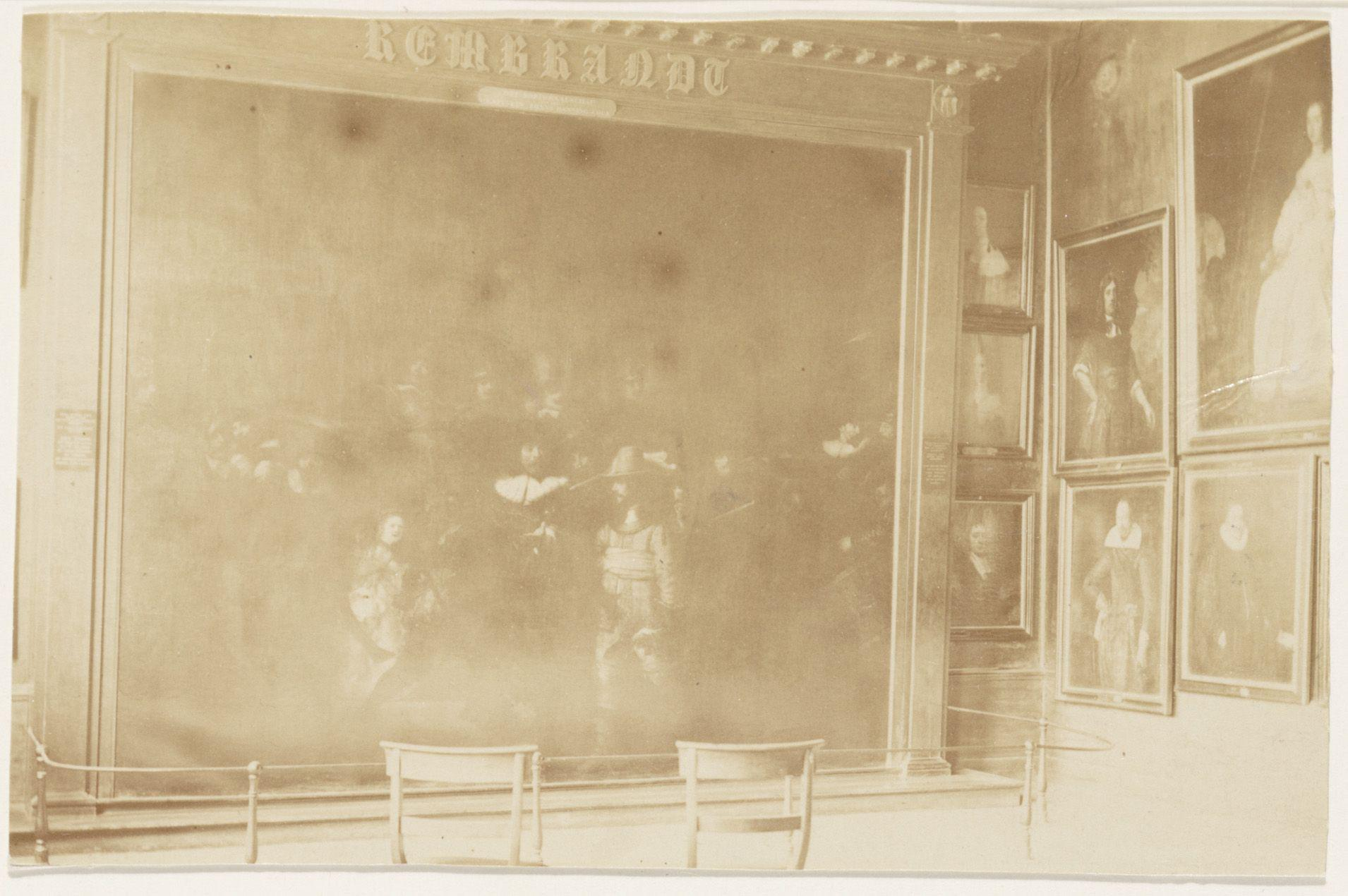
Die Nachtwache im Trippenhuis, vor 1885

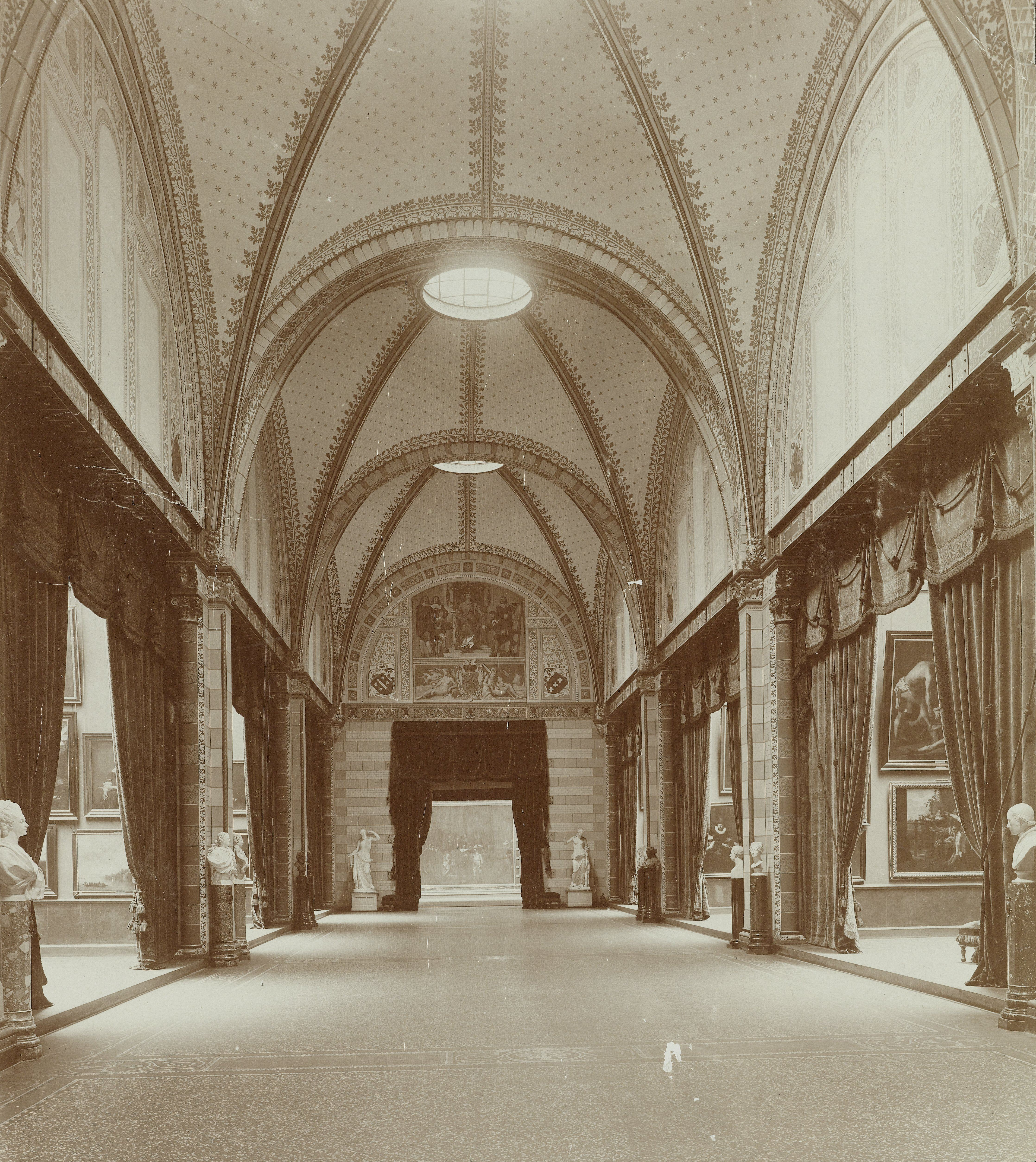
Blick durch die Ehrengalerie des Rijksmuseums Amsterdam auf die Nachtwache, 1898

### Eigentümer
Es war die Auffassung der auf den holländischen Gruppenporträts des 17. Jahrhunderts dargestellten Personen, dass ihre Porträts, für die sie bezahlt hatten, auch ihnen gehörten. In der Praxis hatte das keine Bedeutung, auch die Nachtwache war faktisch das Eigentum der Schützengilde. Zu einem nicht bekannten Zeitpunkt im 18. oder 19. Jahrhundert ging das Eigentum von der Schützengilde auf die Stadt Amsterdam über. Die Stadt ist auch heute noch Eigentümer des Gemäldes, das sich als Dauerleihgabe im Rijksmuseum befindet.

### Aufhängung 1642 bis 1945
Rembrandt malte sein Gemälde für die Aufhängung im Großen Saal des Kloveniersdoelen, dem Hauptquartier der Amsterdamer Büchsenschützen, wo es als Teil eines Dekorationsprogramms an der Längsseite des Saals gegenüber den Fenstern hing.
1715 wurde die Nachtwache vom Kloveniersdoelen in das Paleis op de Dam auf dem Amsterdamer Dam gebracht, das zu jener Zeit als Rathaus diente. Um dort in einem Saal des ersten Obergeschosses zwischen zwei Türen aufgehängt zu werden, wurde das Gemälde an allen vier Seiten beschnitten.
Im Februar oder März 1808 wurde die Nachtwache auf Anweisung der Stadtverwaltung vorübergehend in das Trippenhuis am Kloveniersburgwal 29 gebracht, dessen eine Hälfte von dem Kunsthändler Cornelis Sebille Roos (1754–1820) als Direktor des Rijksmuseums Amsterdam bewohnt wurde. Bereits im August dieses Jahres wurde das Gemälde zum Paleis op de Dam zurückgebracht, das zu diesem Zeitpunkt durch den von Napoleon Bonaparte zum holländischen König ernannten Lodewijk Napoleon als holländisches Nationalmuseum (niederländisch Groot Hollandsch Museum) vorgesehen war. 1815, nach der Befreiung der Niederlande, kam die Nachtwache erneut in die zweite Etage des Trippenhuis, in dem nun das Rijksmuseum Amsterdam untergebracht war.
1885 wurde die Nachtwache in das neu gebaute Rijksmuseum Amsterdam gebracht und am Ende der „Ehrengalerie“ aufgehängt. Der niederländische Kunsthistoriker Henk van Os, von 1989 bis 1996 Direktor des Rijksmuseums, nannte das von Pierre Cuypers entworfene Rijksmuseum eine Kathedrale, mit der Nachtwache als dem bedeutendsten Werk auf dem Hauptaltar. Das Rijksmuseum Amsterdam wurde am 13. Juli 1885 eröffnet. Von Anfang an kam es allerdings zu Beschwerden seitens der Besucher, dass die Beleuchtung im Trippenhuis besser gewesen sei. Als Reaktion darauf wurde vor der Nachtwache ein dunkler samtener Baldachin aufgestellt, der die Besucher das Gemälde aus dem Schatten betrachten ließ.

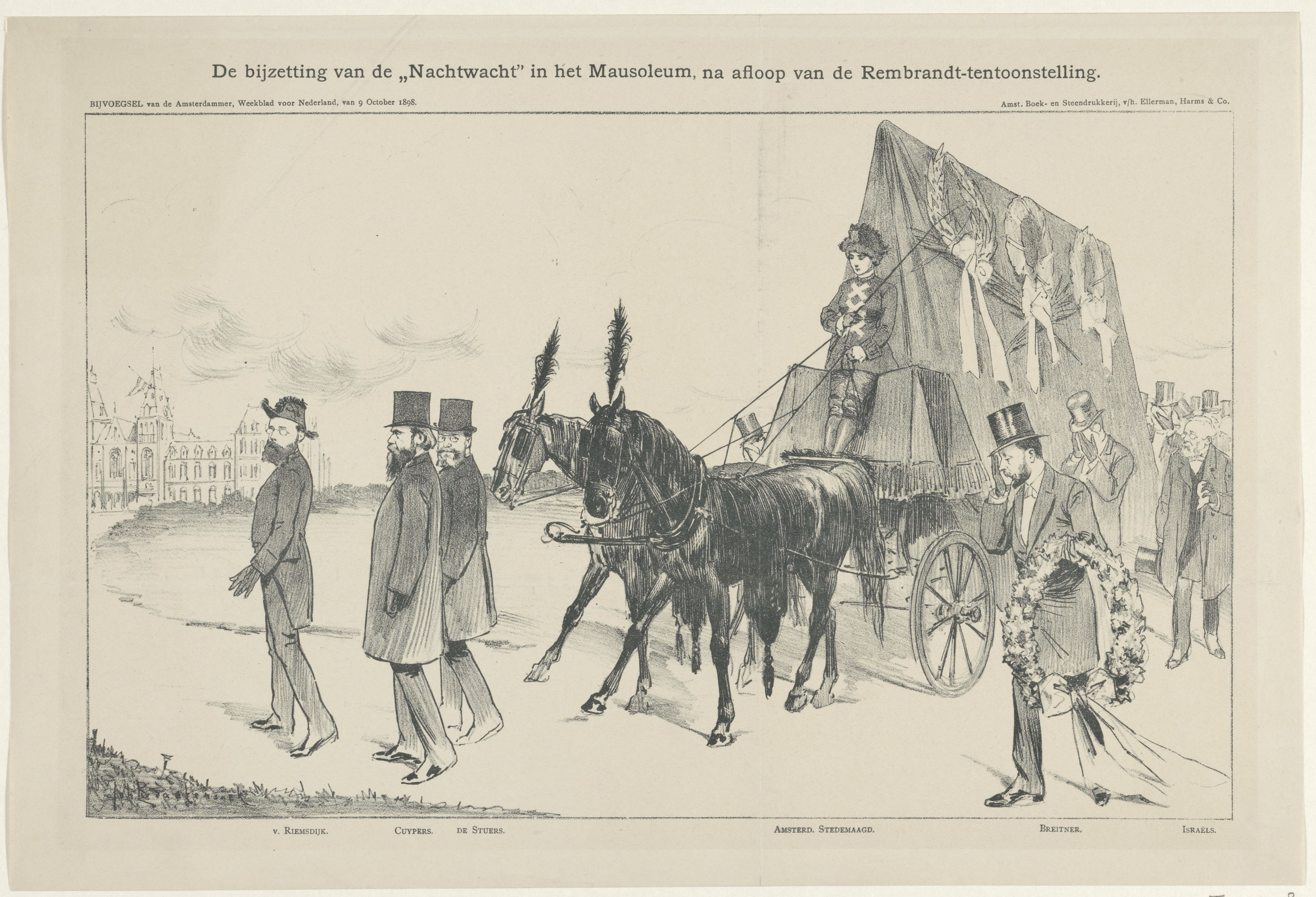
Johan Braakensiek: Die Beerdigung der Nachtwache im Mausoleum, nach dem Ende der Rembrandt-Ausstellung, Karikatur in De Amsterdammer vom 9. Oktober 1898

Von September bis November 1898 wurde die Nachtwache im Rahmen einer großen Rembrandt-Ausstellung im Stedelijk Museum präsentiert. Der Transport des Holzverschlags mit dem Gemälde erfolgte durch zahlreiche Träger über Museumsplein und Paulus Potterstraat, wo der Verschlag durch ein großes Fenster im ersten Obergeschoss des Museums gehievt wurde. Die gegenüber dem Standort im Rijksmuseum veränderte Beleuchtung im Stedelijk Museum führte zu einer stark veränderten Wahrnehmung der Farben, die von der Fachwelt als Wiederentdeckung Rembrandts gefeiert wurde. Demgegenüber wurde die Rückkehr ins Rijksmuseum als Beerdigung empfunden: „Der herrliche rote Musketier wurde in ein schmuddeliges schmutzigrotes Kostüm gesteckt, er existiert nicht mehr“. In der Folgezeit wurde die angemessene Beleuchtung des Gemäldes anhaltend und intensiv erörtert.
Letztendlich wurde das Rijksmuseum 1906 mit einem wiederum von Cuypers entworfenen Anbau versehen, in dem die Nachtwache nicht mehr von oben, sondern von der Seite beleuchtet wurde. Damit wurde die Nachtwache allerdings in einem Nebenraum ausgestellt. Ende der 1920er Jahre wurde das Gemälde wieder in den Nachtwachensaal zurückgebracht, aber an einer Seitenwand mit seitlichem Lichteinfall aufgehängt.

Aufhängung der Nachtwache bis 1939
Nachtwachensaal mit dunklem Baldachin, die Nachtwache an der rechten Wand zwischen den Säulen, 1896 bis 1895
Transport der Nachtwache vom Rijksmuseum zum Stedelijk Museum, 30. August 1898
Die Nachtwache vor dem Stedelijk Museum, unmittelbar vor dem Rücktransport am 4. November 1898
Errichtung des Anbaus für die Nachtwache, Juni 1905
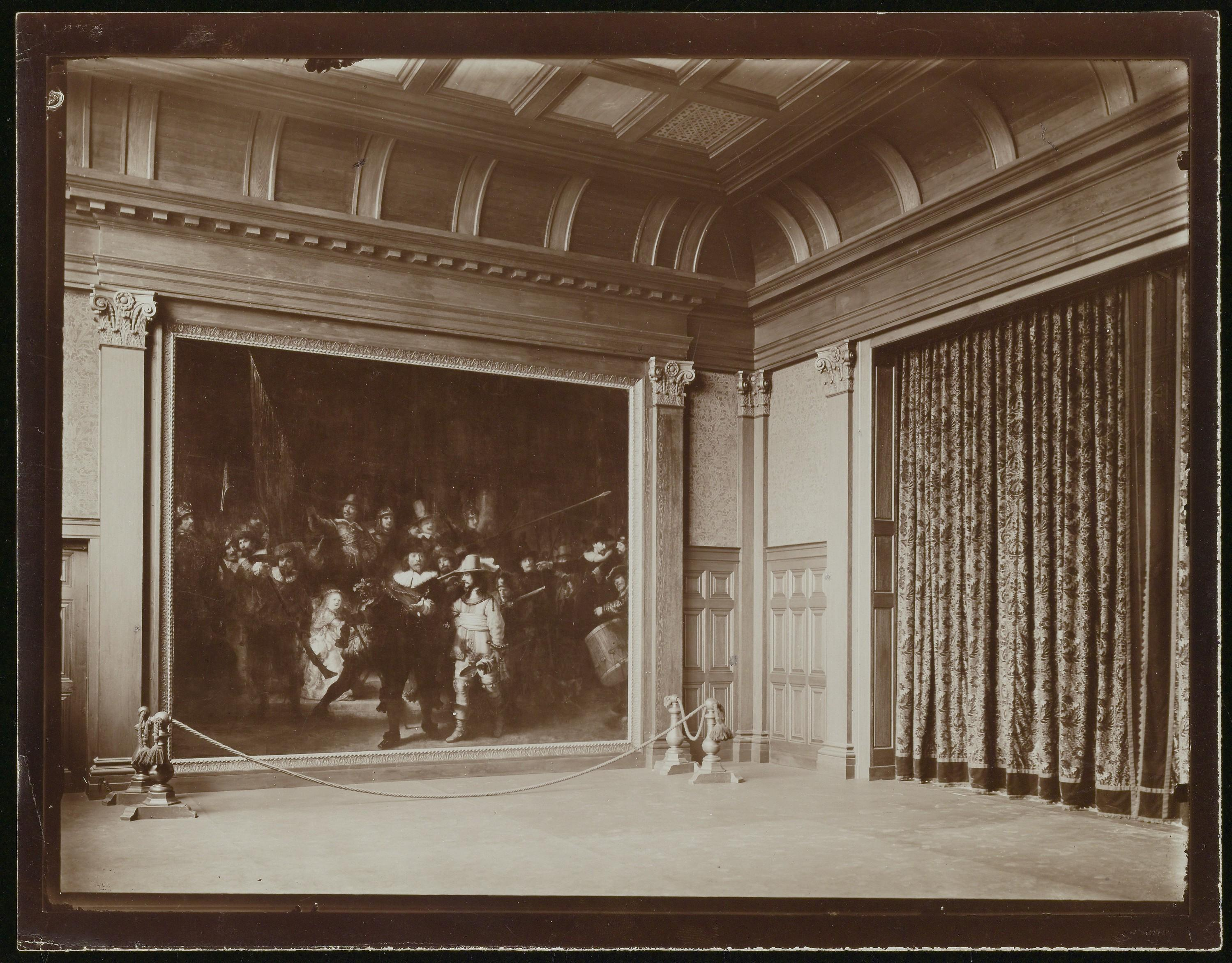
Die Nachtwache im neuen Nachtwachensaal, um 1906
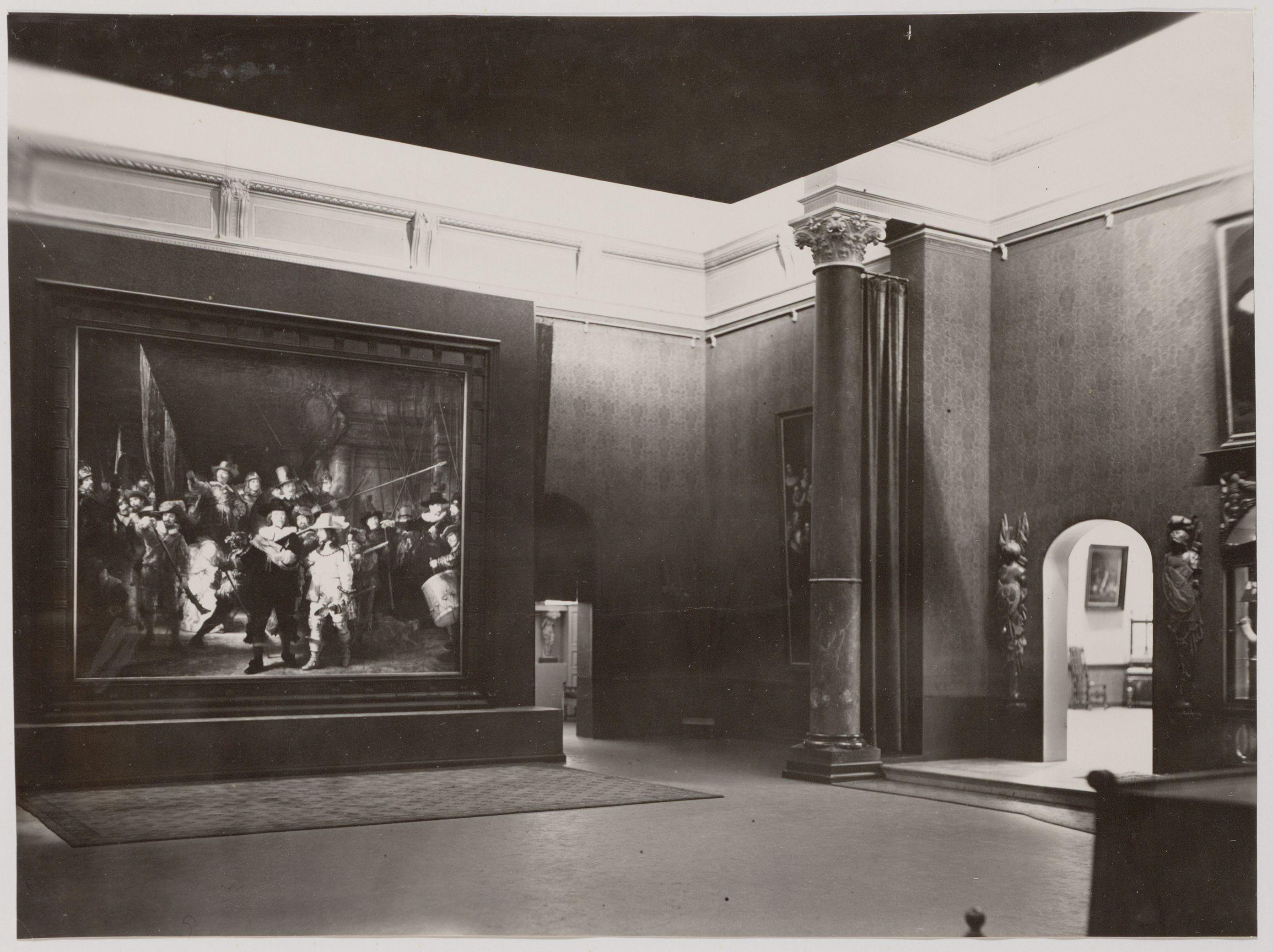
Aufhängung um 1929

### Flüchtung während des Zweiten Weltkriegs

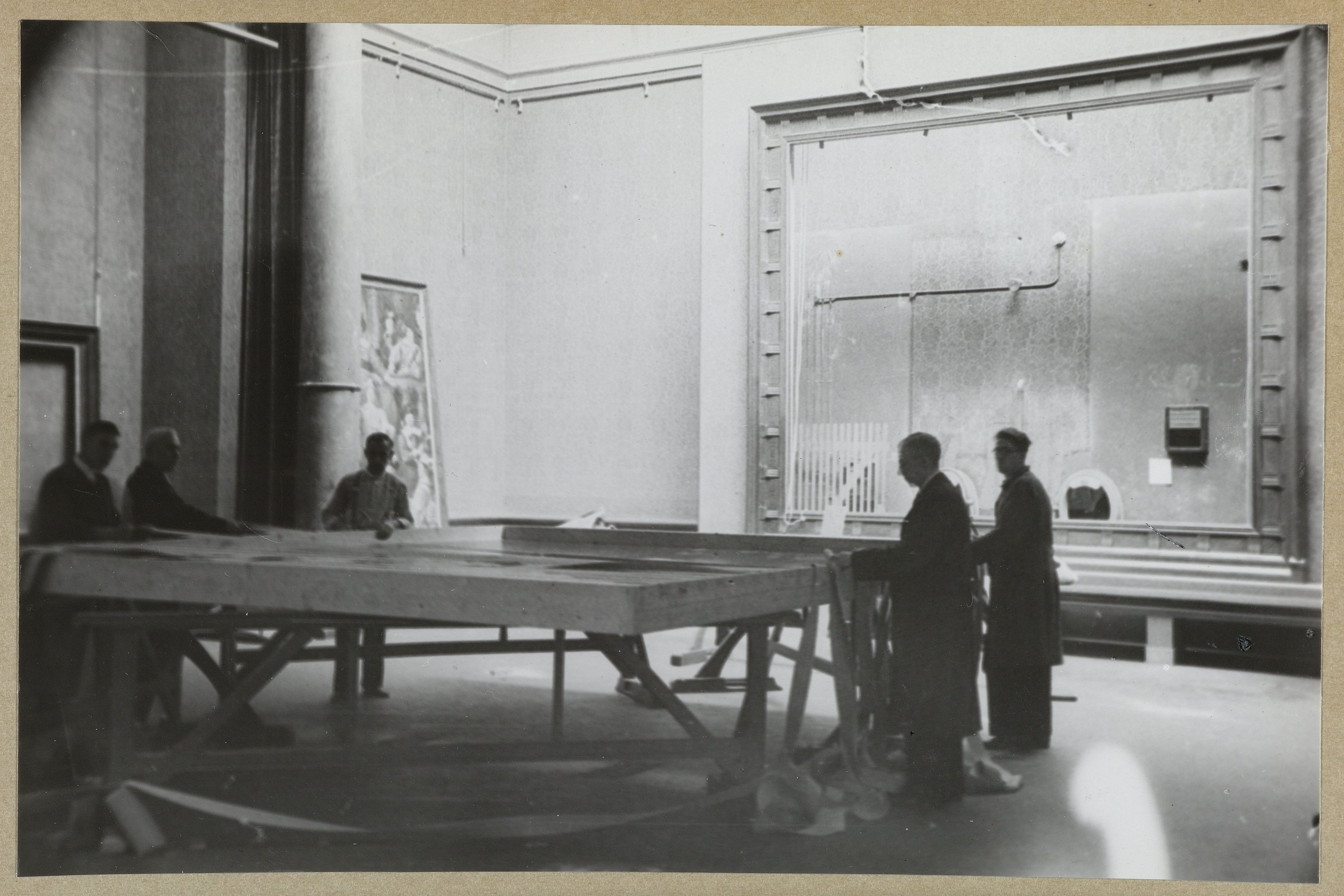
Die Nachtwache wird für die Flüchtung vorbereitet, im Hintergrund der leere Rahmen, September 1939

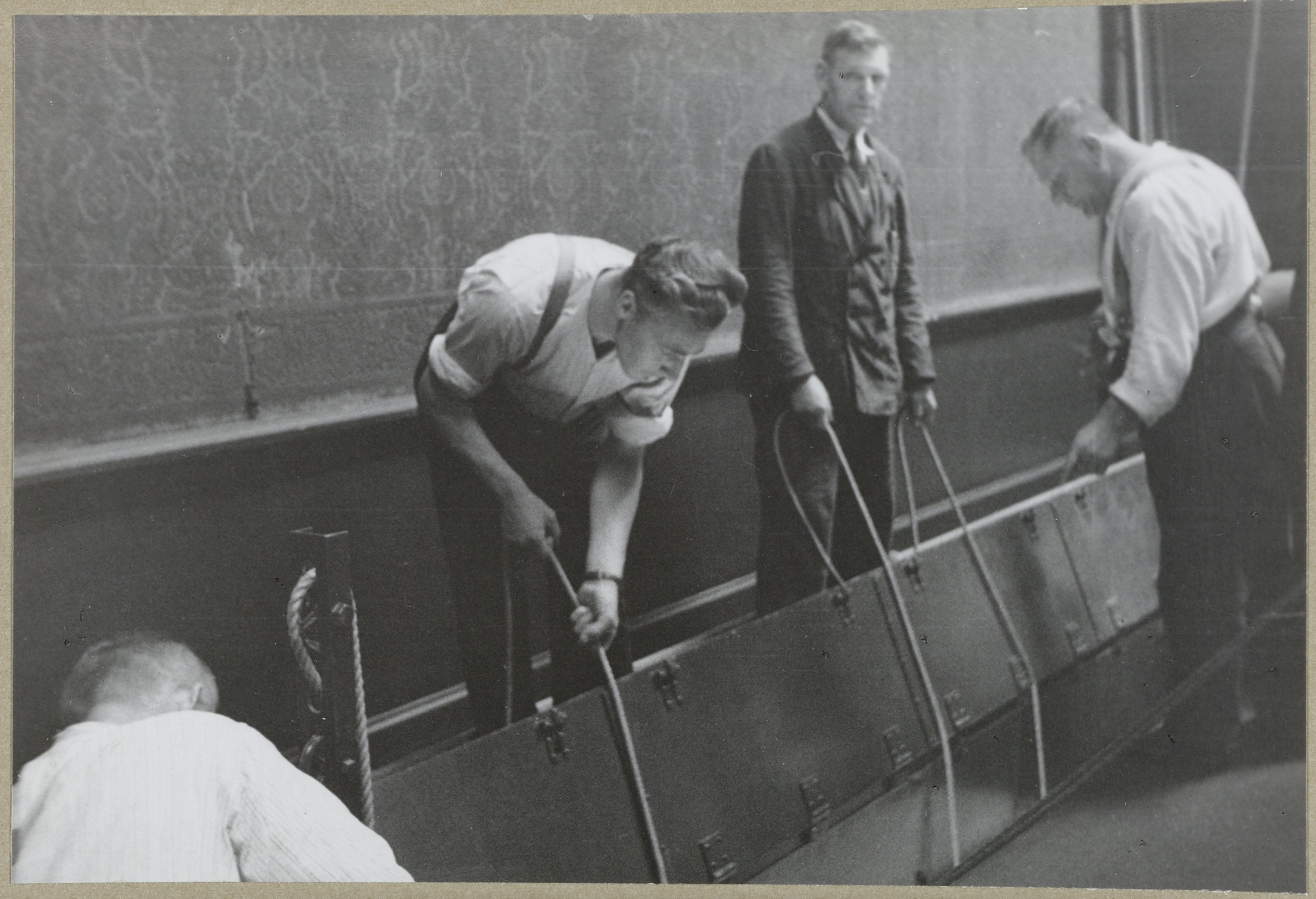
Die Nachtwache wird durch den „Nachtwachenschlitz“ herabgelassen, September 1939

In der Befürchtung eines Krieges wurden bereits in den 1930er Jahren Vorbereitungen getroffen, um die niederländischen Kulturgüter zu schützen. 1934 wurde dem Fußboden im Nachtwachensaal eine langgestreckte Öffnung hinzugefügt, der „Nachtwachenschlitz“, der ein Herablassen des Gemäldes auf das Straßenniveau ermöglichte. 1938 reisten Willem Sandberg, Kurator des Museums für moderne Kunst und nach dem Krieg Direktor des Stedelijk Museum in Amsterdam, und Johan Brouwer, ein Hispanist und späterer Widerstandskämpfer gegen die deutschen Besatzer, nach Spanien, um sich dort über die Erfahrungen beim Schutz der Kulturgüter während des Spanischen Bürgerkriegs zu informieren. Am 4. September 1939, wenige Tage nach dem deutschen Überfall auf Polen, wurde die Nachtwache zunächst mit einem Glastransportwagen in die Burg Radboud am Hafen von Medemblik gebracht und dort im Rittersaal verstaut. Vom 1. Januar bis zum 10. April 1940 wurde in der Geversduin bei Castricum ein Schutzraum gebaut. Am 13. und 14. Mai, während des Einmarsches der deutschen Wehrmacht, wurde das Gemälde im Auftrag von Frederik Schmidt Degener, Direktor des Rijksmuseums, zu diesem Schutzraum gebracht. Es zeigte sich, dass das Gemälde wegen seiner Größe nicht durch den Eingang passte. Daher wurde es draußen aus dem Rahmen gelöst und mit der Bildseite nach außen auf einer Spindel aufgerollt. Nach anderen Angaben kam das Gemälde bereits auf einem Zylinder aufgerollt an, der zu groß für die Einlagerung war und ein Wechsel auf einen kleineren Zylinder erforderte. Der Direktor des Stedelijk Museum, David Röell, und sein Kurator Wilhelm Sandberg bezogen eine Baracke in der Nähe des Schutzraums.
Während der folgenden Monate wurde im nahegelegenen Heemskerk ein größerer Schutzraum gebaut, in den am 21. März 1941 auch die Nachtwache gebracht wurde. 1942 waren die Küstengebiete von den Arbeiten zur Errichtung des Atlantikwalls betroffen. Daher wurde die Nachtwache am 24. März 1942 ein letztes Mal verlegt, in einen Stollen im Sint Pietersberg bei Maastricht. Nach der Kapitulation der deutschen Besetzer konnte die Nachtwache im Juni 1945 nach Amsterdam zurückkehren. Da die niederländischen Binnenwasserstraßen teilweise unbefahrbar waren, erfolgte der Rücktransport über Belgien. Das war das einzige Mal, dass die Nachtwache die Niederlande verließ.

Im Zusammenhang mit der Flüchtung der Nachtwache und anderer niederländischer Kulturgüter entstand die Legende, dass es gelungen sei, die in Schutzräume verbrachten Kunstschätze vor den deutschen Besatzungsbehörden zu verbergen. Tatsächlich war den Deutschen sehr wohl bekannt, wo die Nachtwache untergebracht war. Wahrscheinlich hielt man die Unterbringung für sicher und wollte erst nach Kriegsende über die Kulturgüter verfügen. Ein am 12. August 1940 ausgefüllter Vordruck des Reichskommissars für die Niederlande lautet: 

„Der Reichskommissar sowie der Wehrmachtsbefehlshaber der Niederlande sind in Kenntnis davon, dass sich in dem Schutzkeller in Castricum Kunstschätze des Reichsmuseums u.d. Städtischen Museums in Amsterdam in Verwahrung befinden.

Niemand, ausgenommen das für die Bewachung verantwortliche Personal, darf ohne besondere Erlaubnis des Reichskommissars oder, so weit es für militärische Zwecke notwendig erscheint, des Wehrmachtsbefehlshabers, das Gebäude und die darin befindlichen Kisten und Mappen untersuchen oder von deren Inhalt etwas fortführen.“

Die Nachtwache im Zweiten Weltkrieg
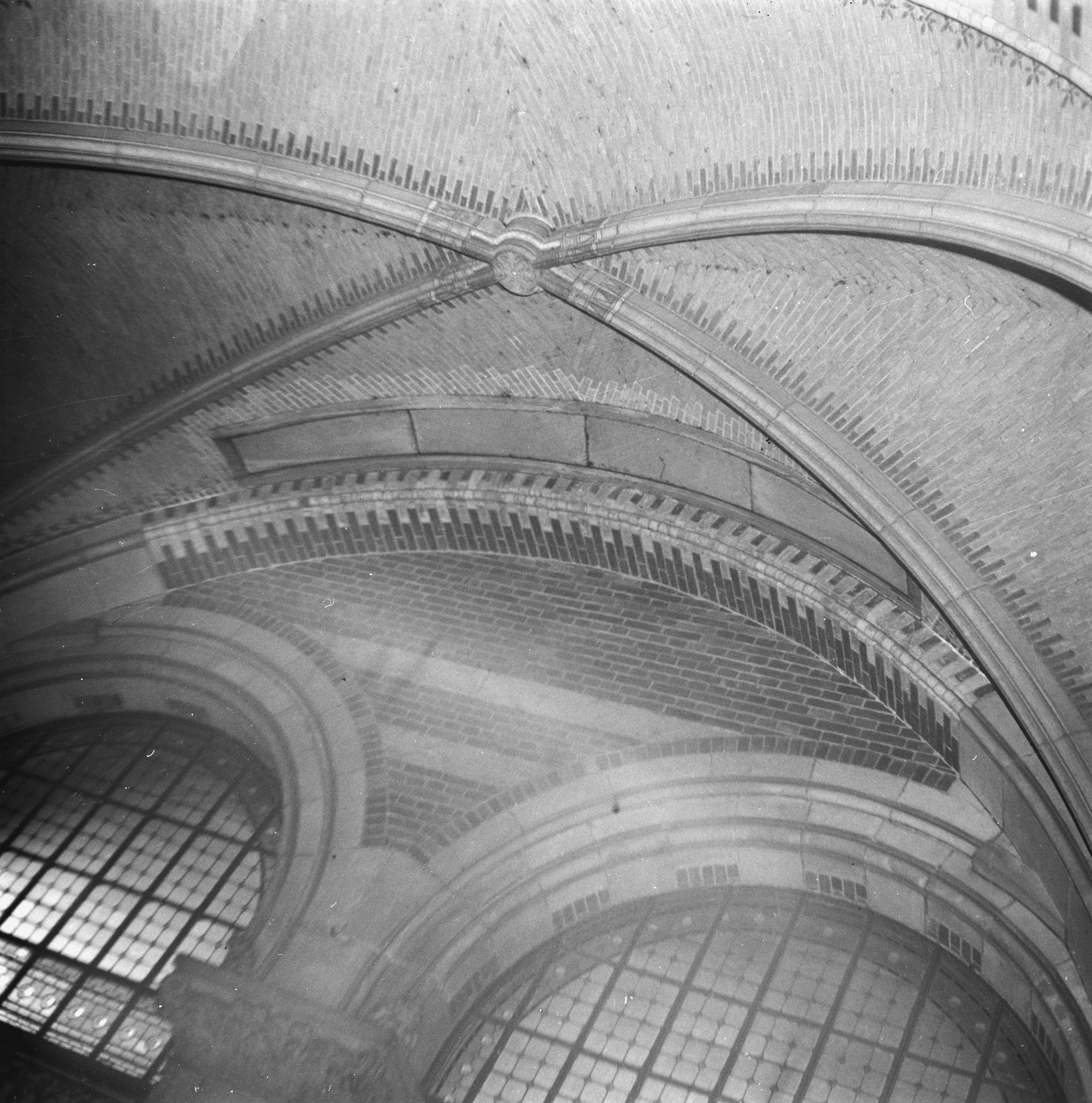
Der „Nachtwachenschlitz“ von unten, um 1945
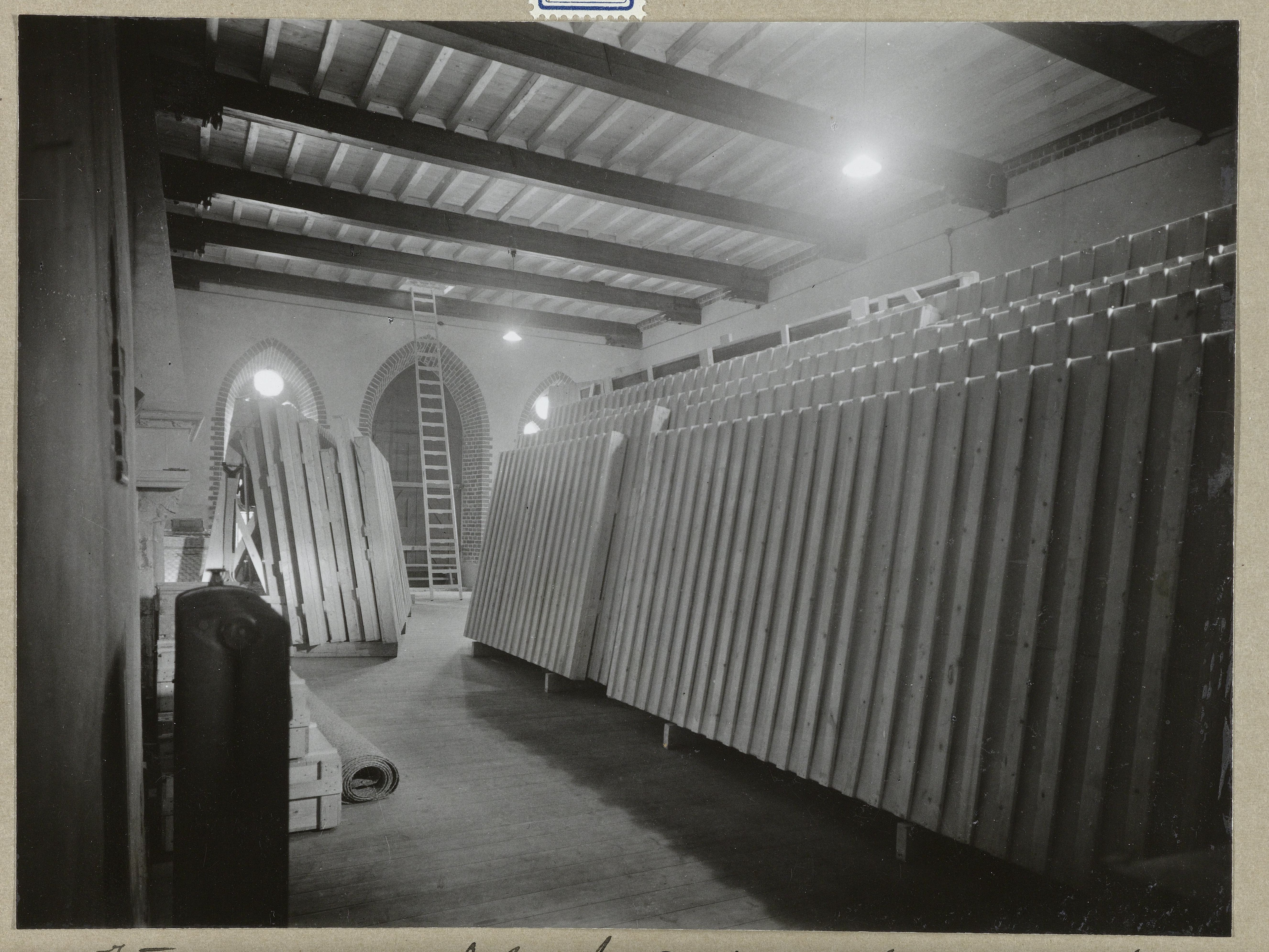
Einlagerung großformatiger Gemälde im Rittersaal der Burg Radboud, 1939 bis 1940
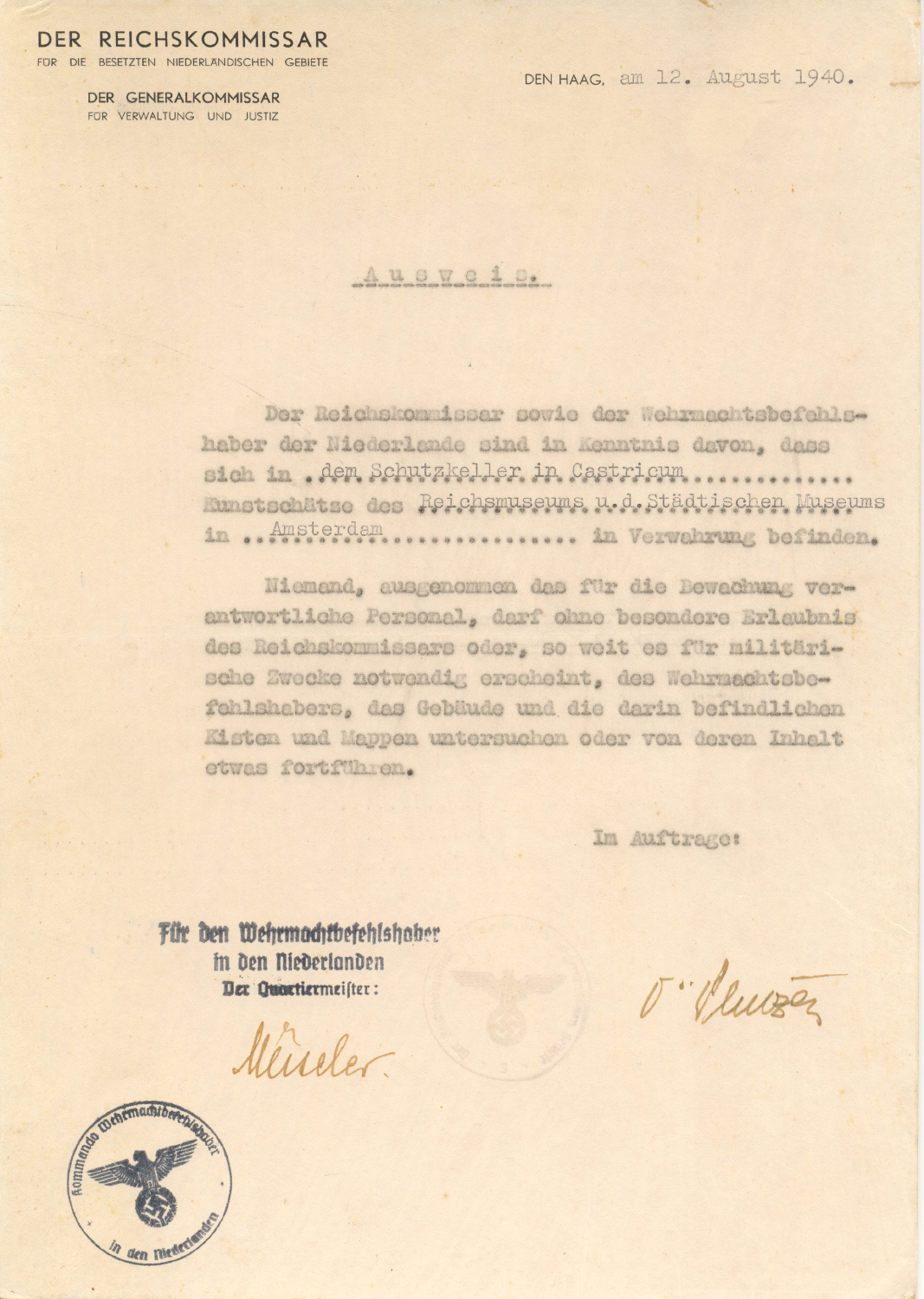
Anweisung des Reichskommissars für die Niederlande, 12. August 1940
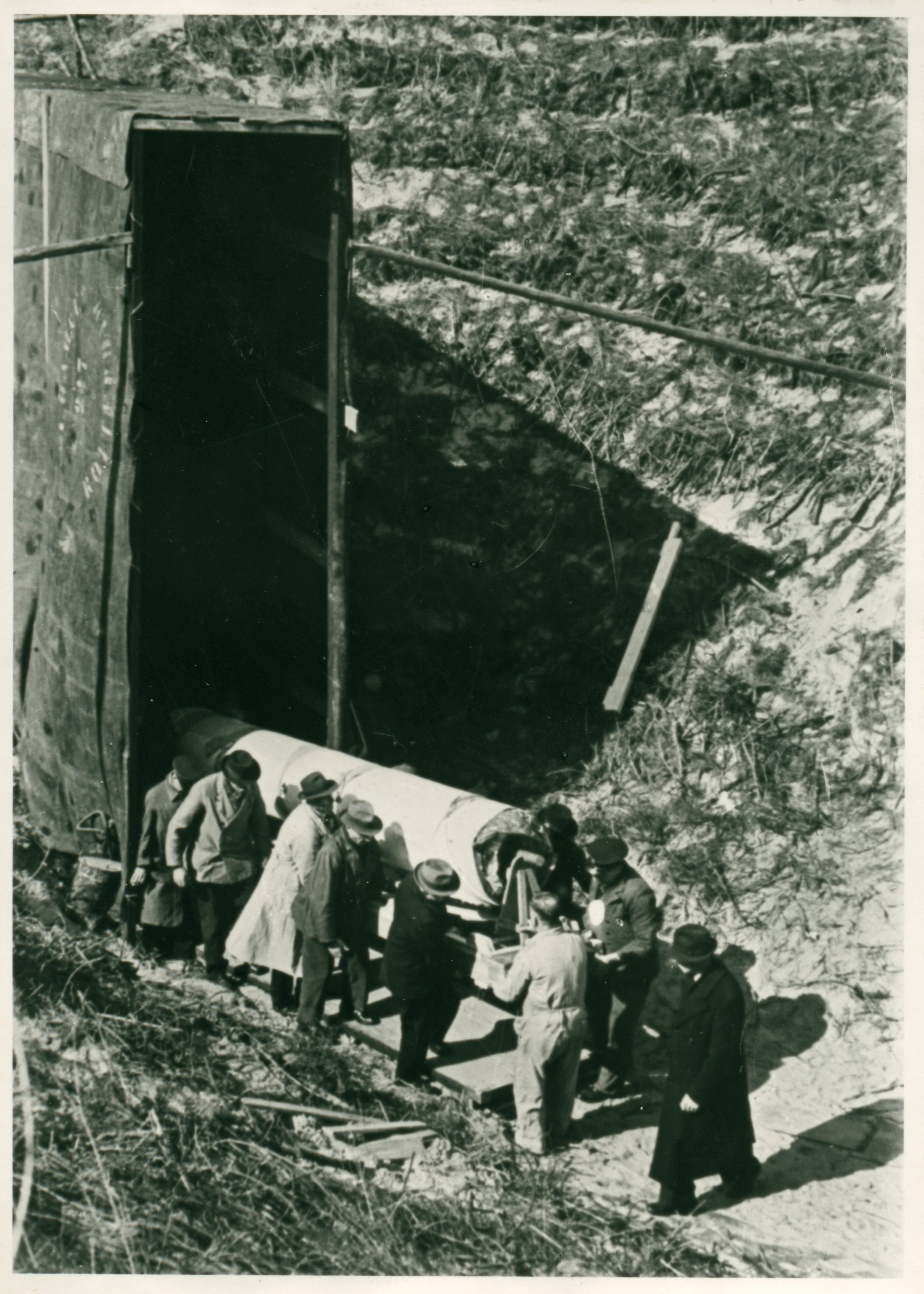
Transport von Castricum nach Heemskerk, 1941
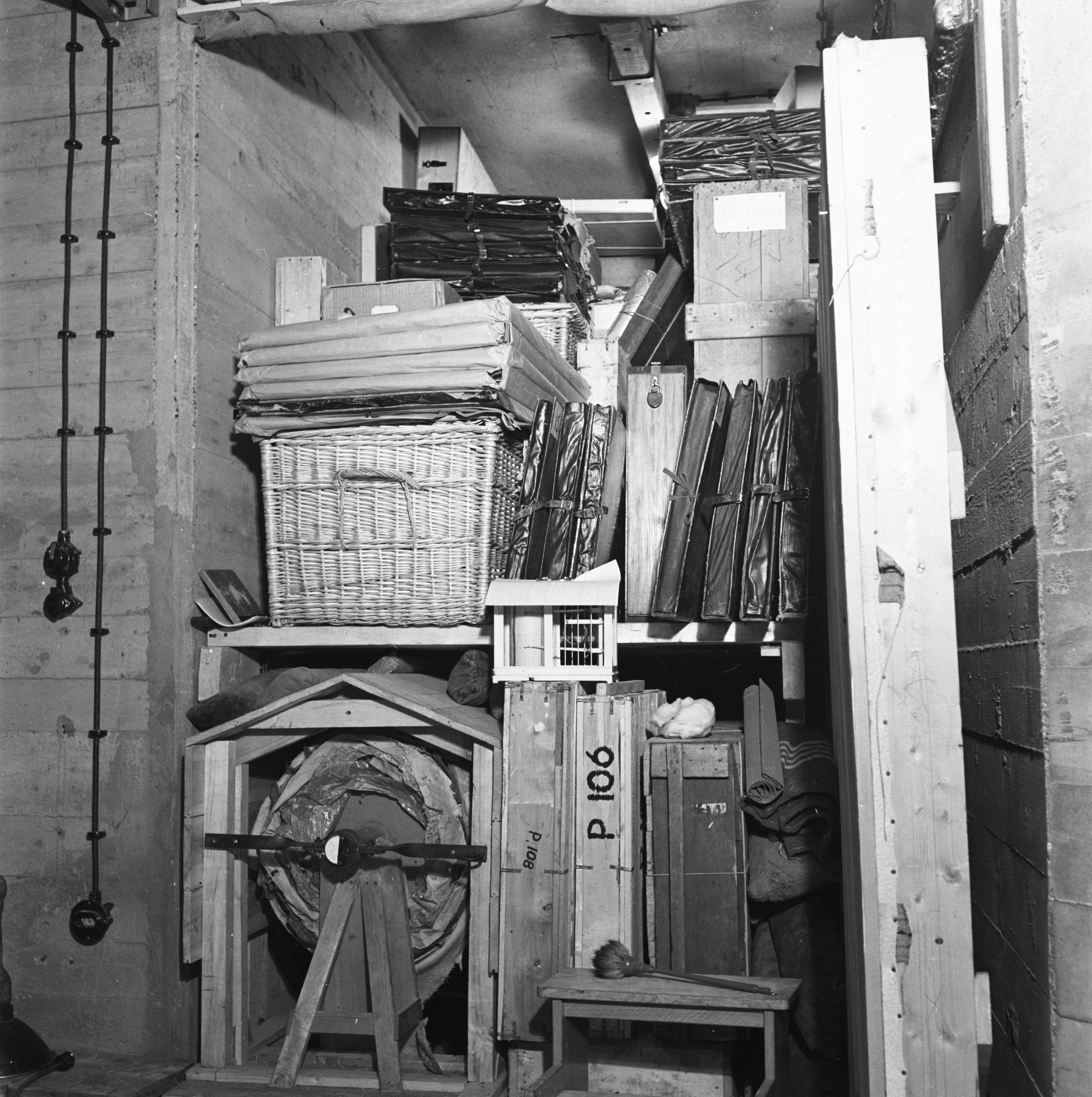
Die aufgerollte Nachtwache (links unten) im Sint Pietersberg, 1942 bis 1945

### Aufhängung seit 1945

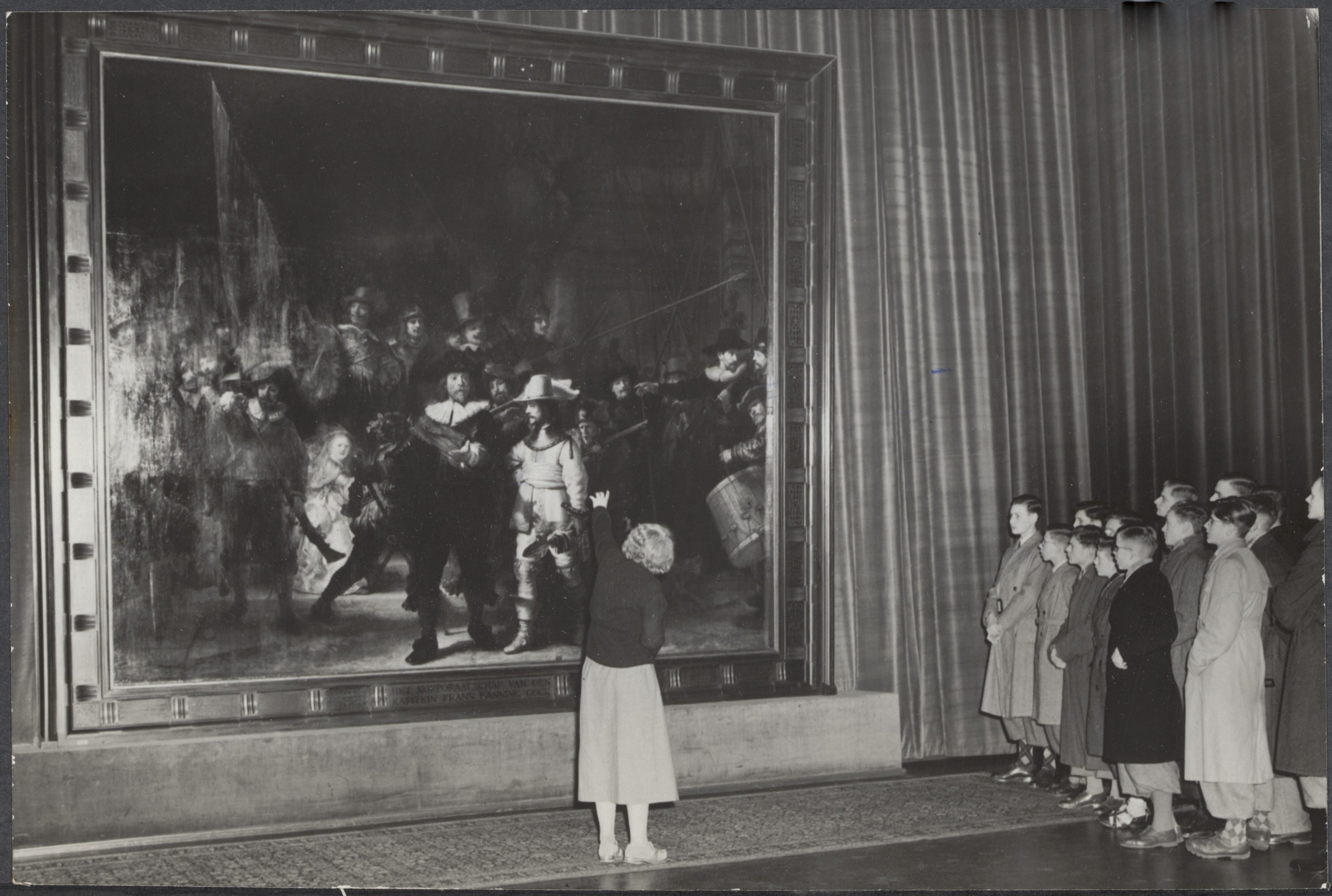
Präsentation der Nachtwache vor Schulkindern, 1952

Nach ihrer Rückkehr wurde die Nachtwache an ihrem alten Platz im Nachtwachensaal aufgehängt, wo sie von Juli bis September 1945 das bedeutendste Stück der Ausstellung Weerzien der meesters in het Rijksmuseum (deutsch: Wiedersehen der Alten Meister im Rijksmuseum) war. Bereits 1947 musste das Gemälde erneut das Rijksmuseum verlassen und zur Restaurierung in den Druckerflügel des Rijksmuseums gebracht werden, da das Gemälde für die Restaurierungswerkstatt zu groß war. Am 9. Juli 1948 erfolgte der Rücktransport über die Straßen um das Museum.
Nach der Restaurierung wurde die Nachtwache zunächst wieder an der Seite des Nachtwachensaals aufgehängt. 1984 erfolgte eine Renovierung des Rijksmuseums, in deren Verlauf der Zustand von 1885 weitgehend wieder hergestellt werden sollte. Die Nachtwache wurde an ihren ursprünglichen Ort gehängt, so dass sie wieder am Ende der Ehrengalerie zu sehen ist.
2003 verließ die Nachtwache anlässlich der bevorstehenden Restaurierung des Rijksmuseums zum dritten Mal den Nachtwachensaal. Sie wurde durch den Nachtwachenschlitz herabgelassen und über die angrenzenden Straßen zum Südflügel des Museums – dem Philipsflügel – transportiert und bis zum Abschluss der Umbaumaßnahmen dort präsentiert. Im April 2013 erfolgte der Rücktransport auf demselben Weg.

Aufhängung seit 1945
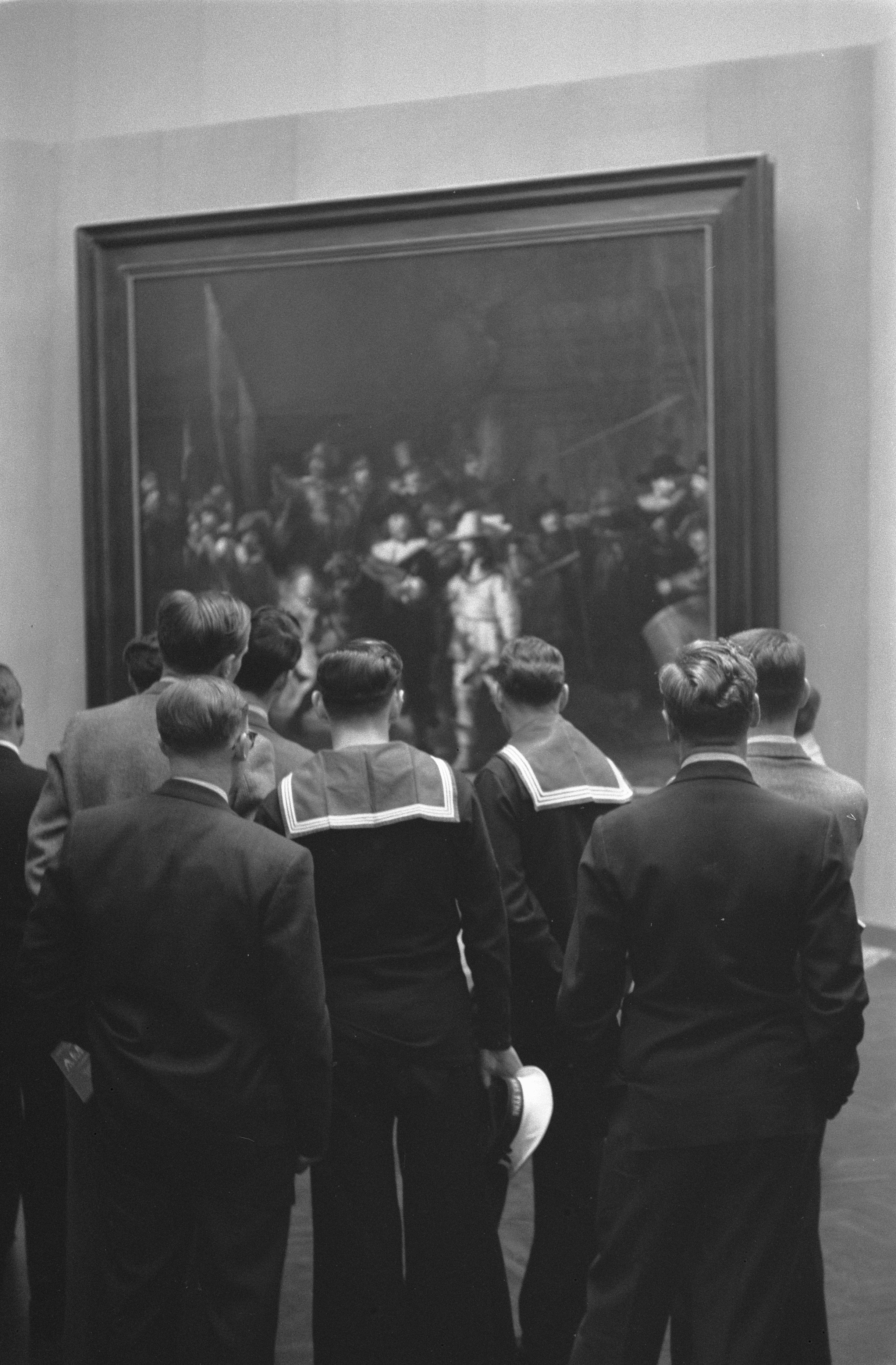
Aufhängung im Oktober 1959
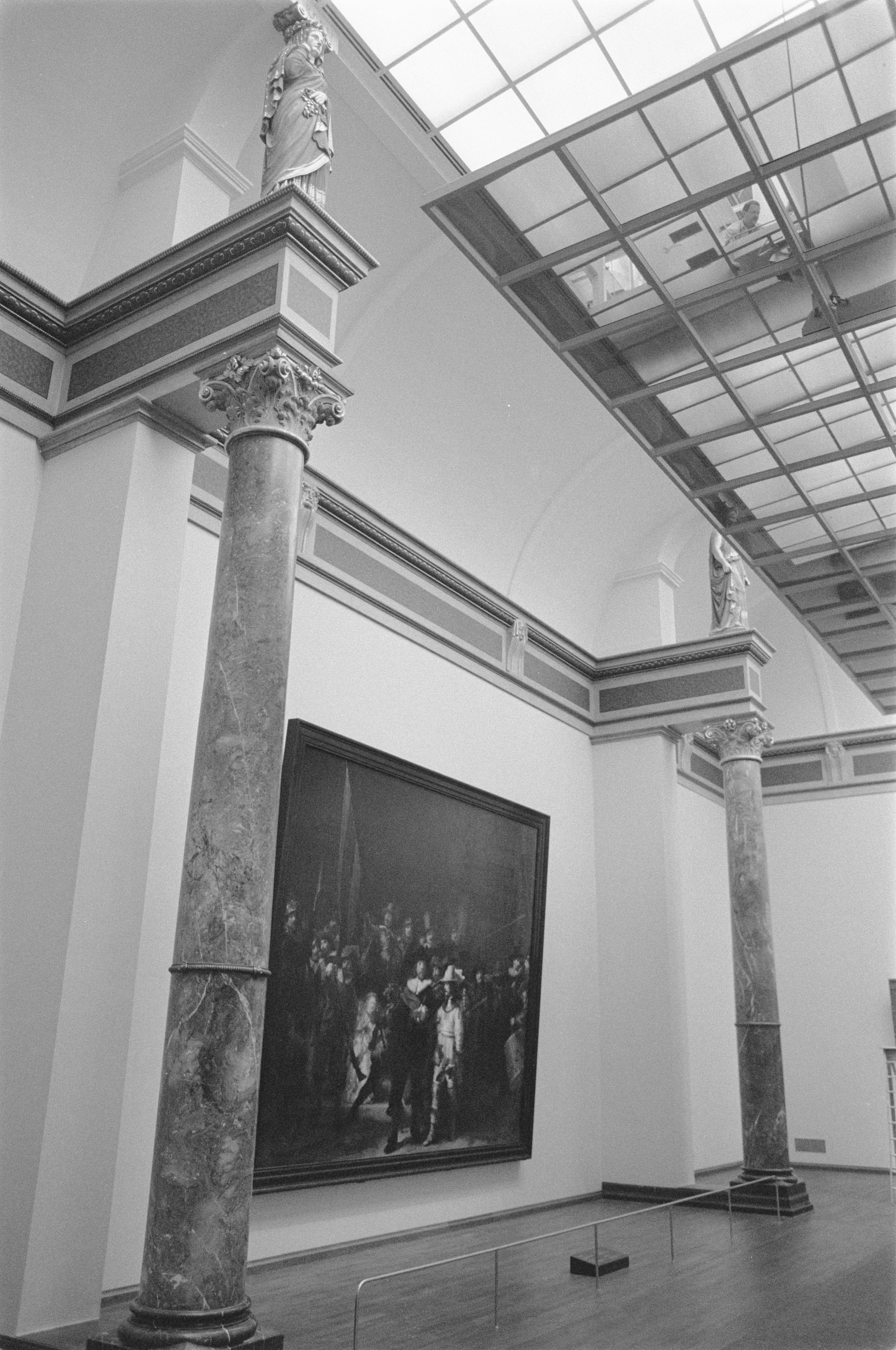
Aufhängung im renovierten Nachtwachensaal, Juli 1984
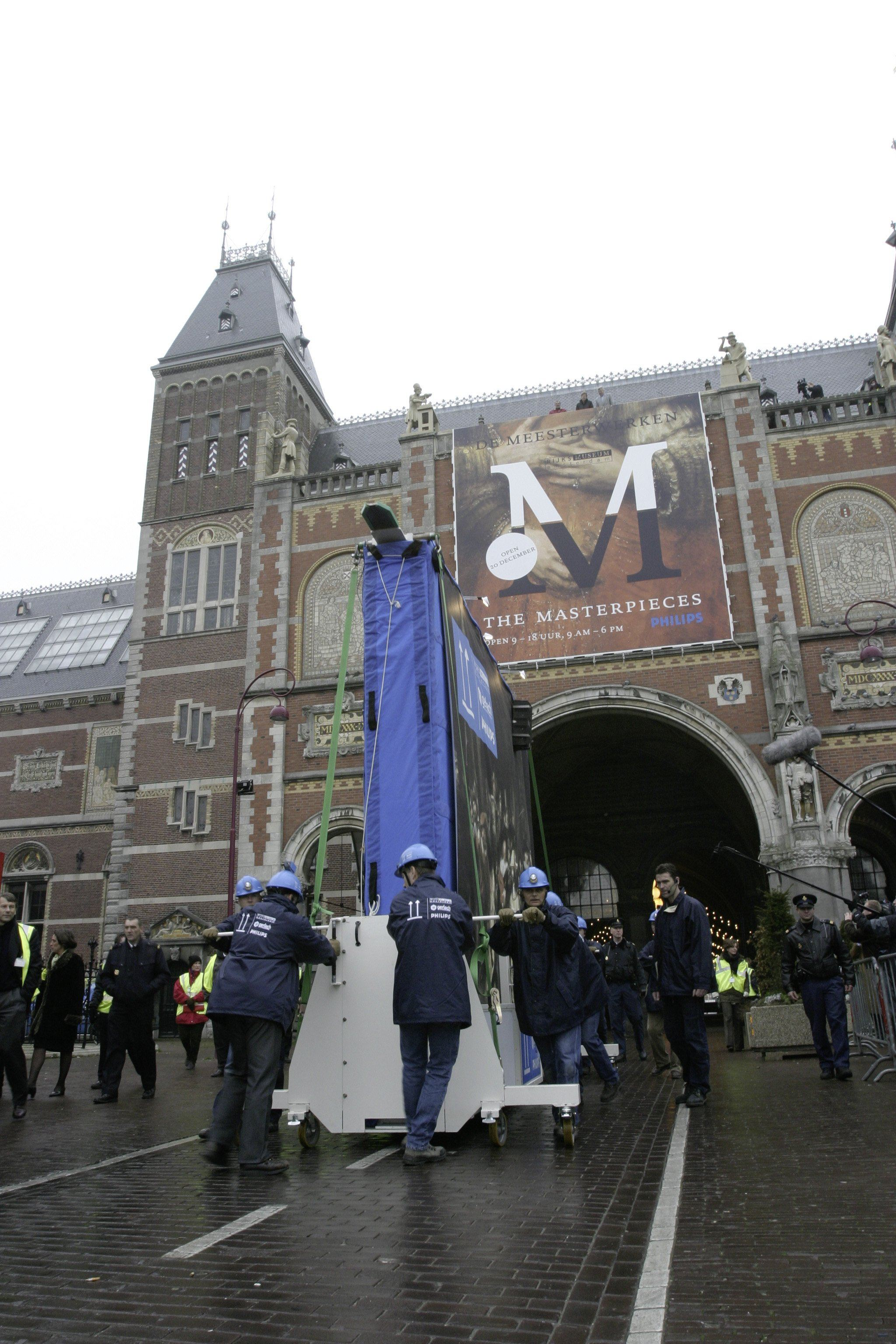
Transport der Nachtwache zum Südflügel des Rijksmuseums, 11. Dezember 2003
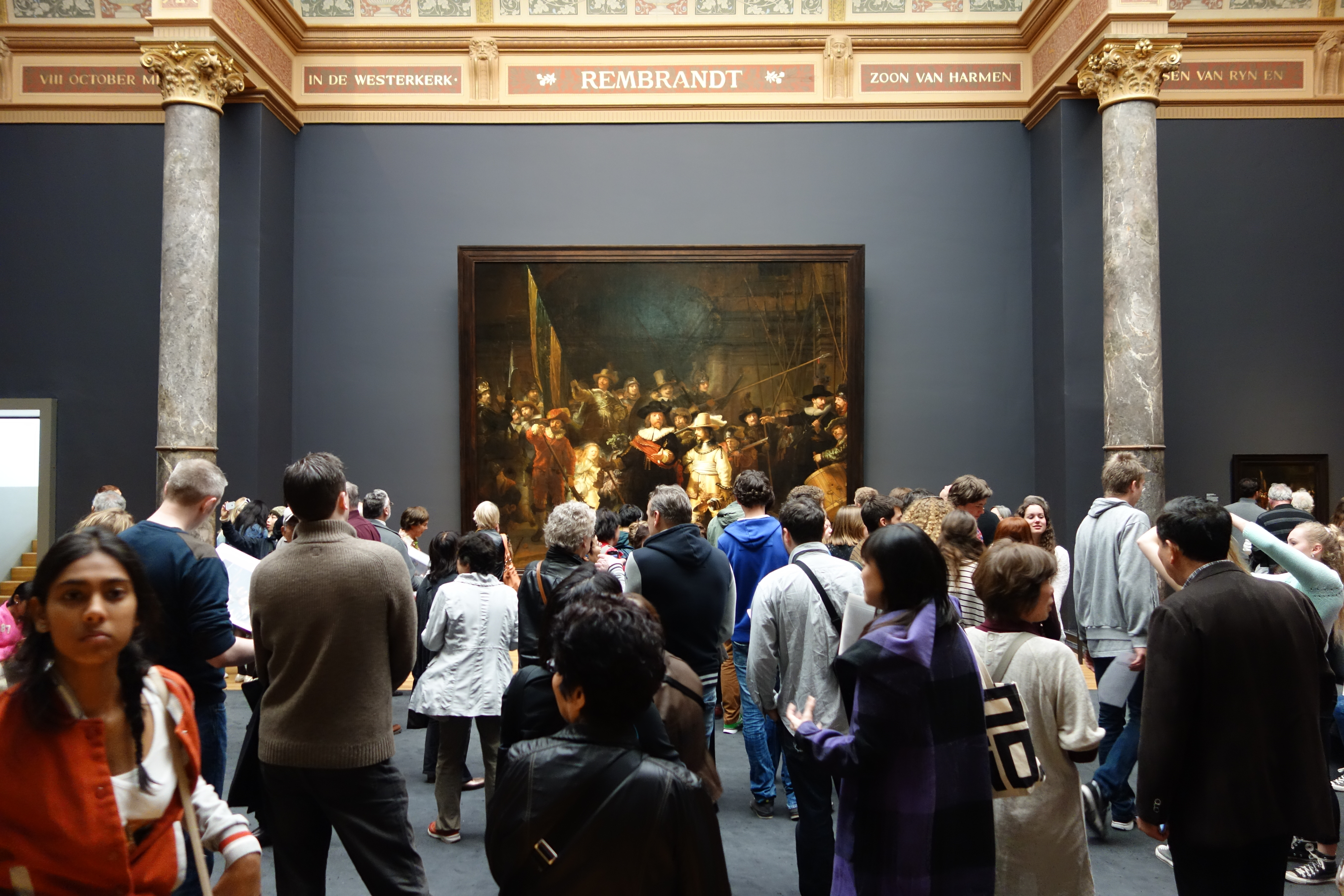
Nach der Renovierung des Rijksmuseums Amsterdam, April 2013

### Rahmen

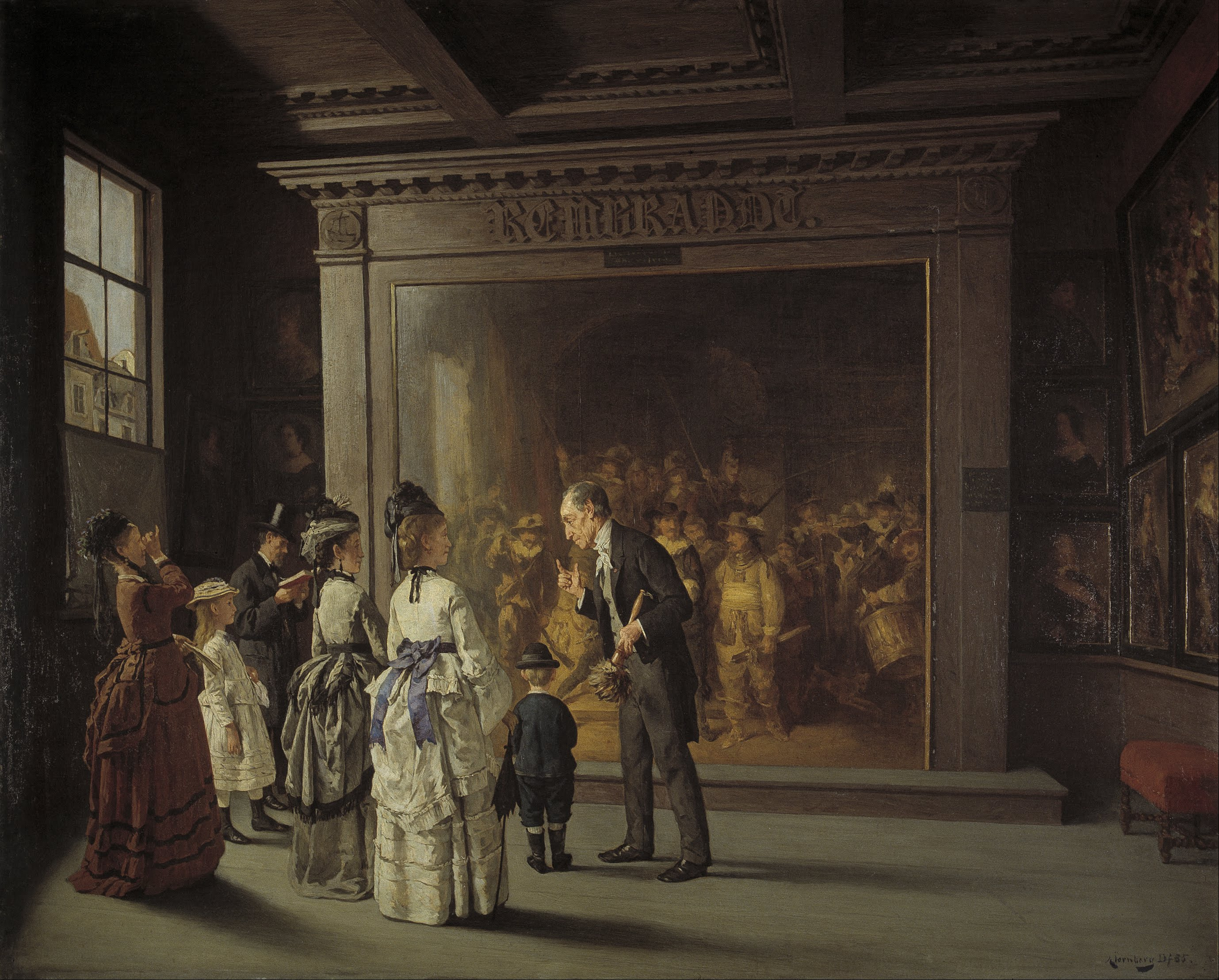
Die Besucher vor Rembrandts Nachtwache in Amsterdam, August Jernberg, 1885, Öl auf Leinwand, 6,5 × 8,1 cm, Kunstmuseum Malmö

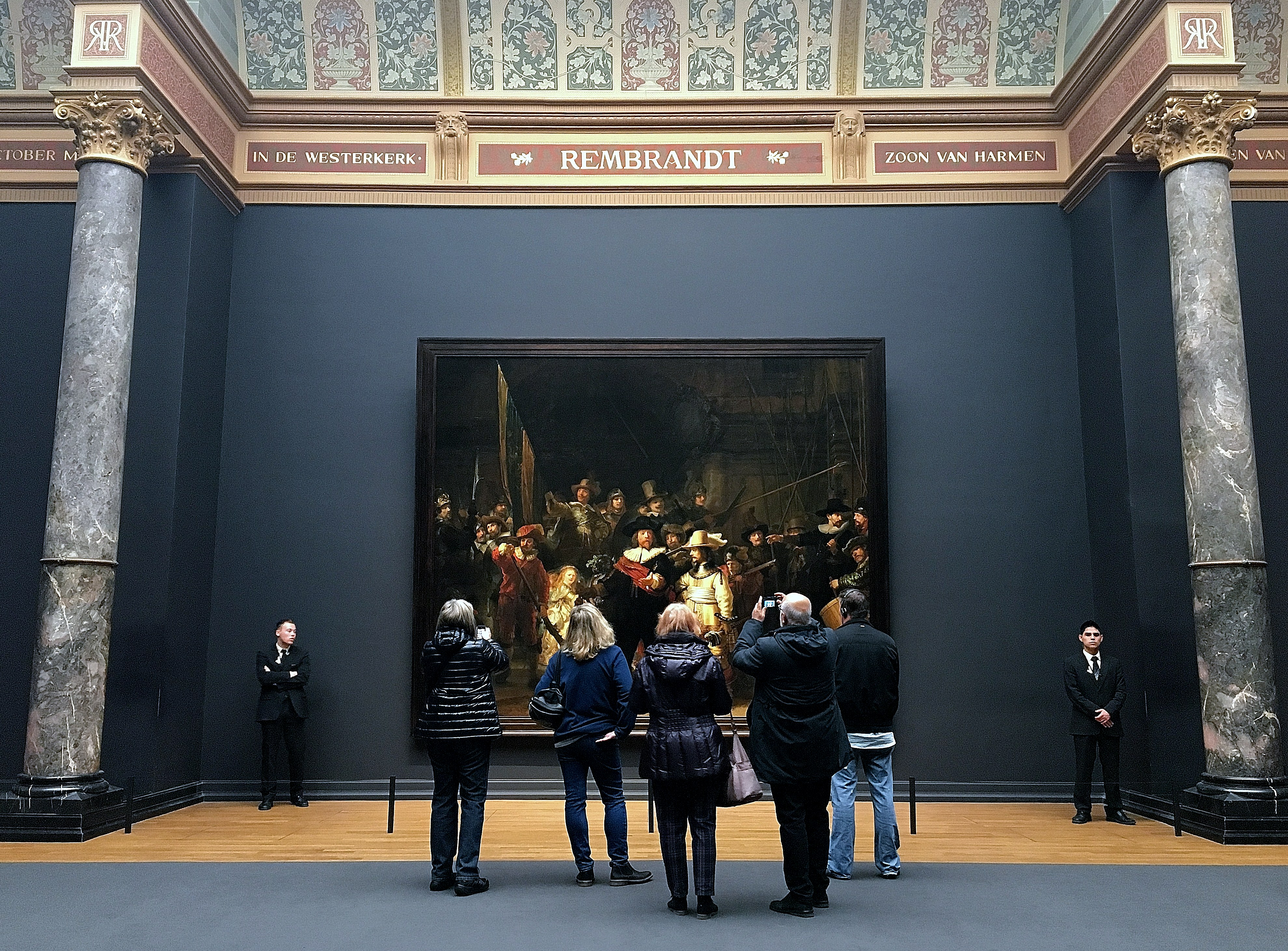
Ausstellung der Nachtwache nach der Sanierung des Rijksmuseums seit 2013

Möglicherweise wurden die Nachtwache und die übrigen Gemälde im Kloveniersdoelen ohne Rahmen in die Wandvertäfelung eingepasst. Das wurde auch als Grund für die um 1653 nachträglich aufgemalte Kartusche mit den Namen von 18 Musketieren genannt. Diese Einschätzung ist allerdings eine nicht belegte Spekulation, dagegen sprechen die stark unterschiedlichen Formate der Gemälde und ihre Fertigstellung in verschiedenen Jahren. Auch von der Aufhängung im Palais op de Dam sind keine Einzelheiten bekannt. Die älteste Überlieferung zu diesem Thema nennt 1854 einen schweren und wie ein Portal wirkenden Rahmen, an dessen Oberrand in etwa dreißig Zentimeter hohen, gebrochenen Majuskeln Rembrandts Name angebracht war.
Zur Aufhängung im 1885 neu eröffneten Rijksmuseum Amsterdam wurde vom Architekten des Museumsbaus, Pierre Cuypers, auch ein neuer, breiter Rahmen mit rechteckigen Zierfeldern für die Nachtwache entworfen. Am Unterrand befand sich in Majuskeln die zweizeilige Aufschrift Het korporaalschap van den kapitein Frans Banning Cock. Während der Ausstellung im Stedelijk Museum von September bis November 1898 befand sich das Gemälde vorübergehend in einem glatten Rahmen, es wurde aber bei der Rückkehr wieder in den Cuypers-Rahmen gespannt. Dieser wurde bis 1939 benutzt, als die Nachtwache kriegsbedingt in einen Schutzraum gebracht wurde.
Nach dem Zweiten Weltkrieg und der Restaurierung erhielt die Nachtwache einen breiten Rahmen mit einem Stufenprofil, in dem sie im Juli 1945 von der niederländischen Fotografin Emmy Andriesse und ihrem Kollegen Charles Breijer aufgenommen wurde. Eine Aufnahme im Nationaal Archief vom Juli 1952 zeigt das Gemälde wieder im Cuypers-Rahmen. 1959 wurde die Nachtwache mit einem 45 Zentimeter breiten Rahmen mit einem abgestuften Profil versehen, der bis zum Anschlag von 1975 in Benutzung war. Im Zuge der danach durchgeführten Restaurierung wurde ein schmalerer, profilierter Rahmen mit einer Breite von nur noch 19 Zentimeter angefertigt, da die in der Vergangenheit bevorzugten sehr breiten Rahmen jetzt als störend empfunden wurden.

Die Rahmen der Nachtwache
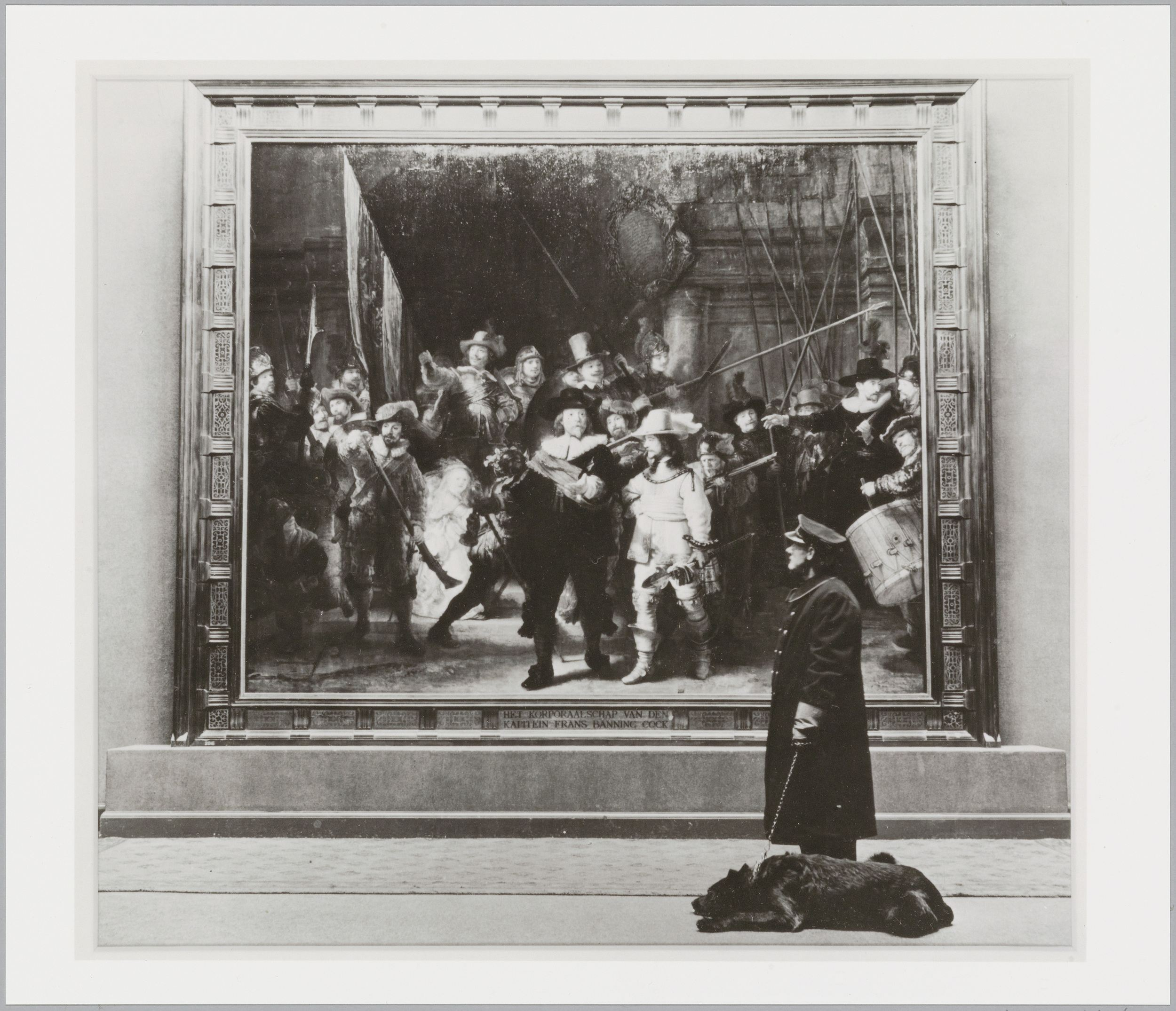
Die Nachtwache im Cuypers-Rahmen von 1885, aufgenommen zwischen 1920 und 1939
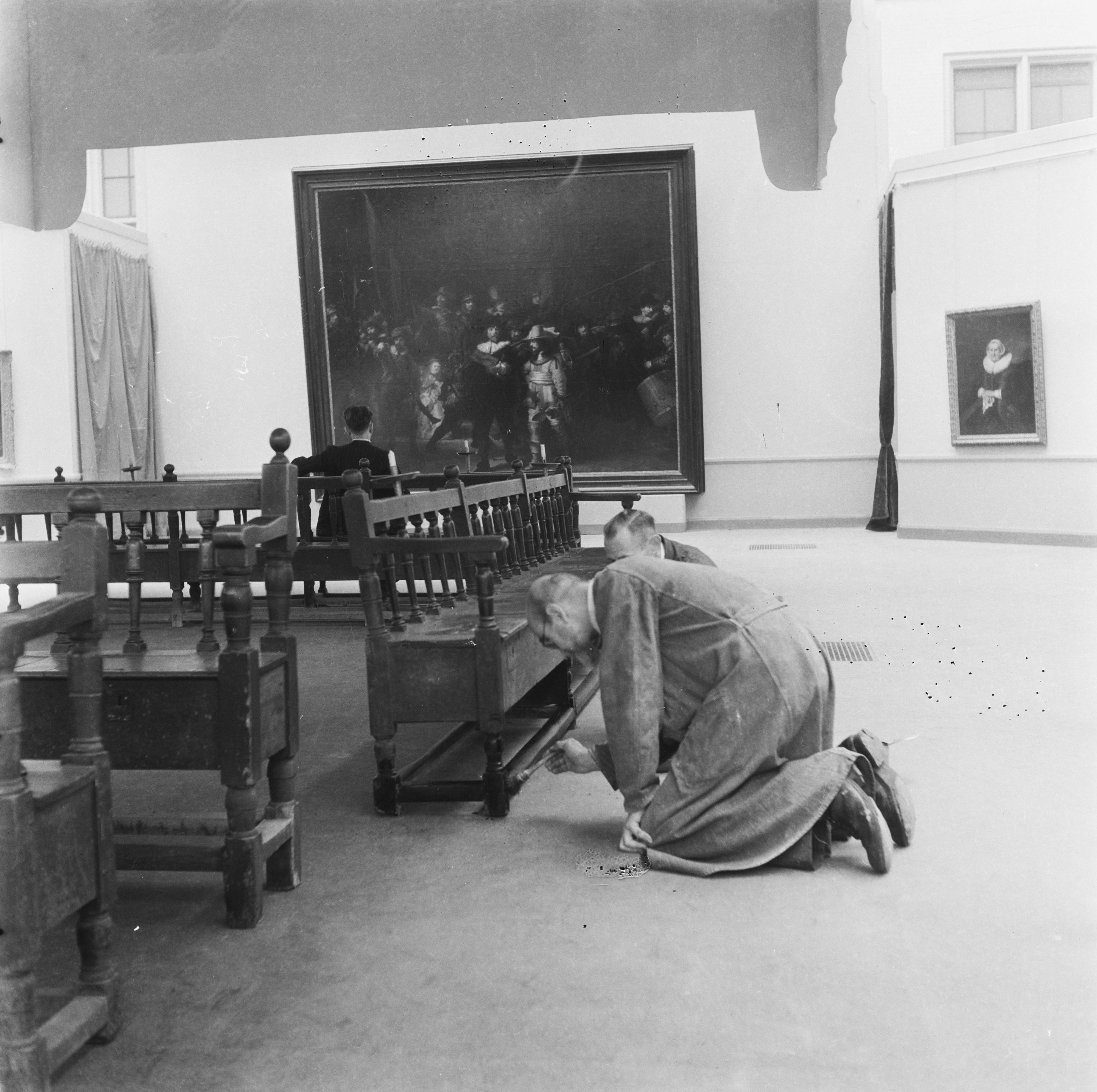
Die Nachtwache im Juli 1945, Aufnahme von Emmy Andriesse
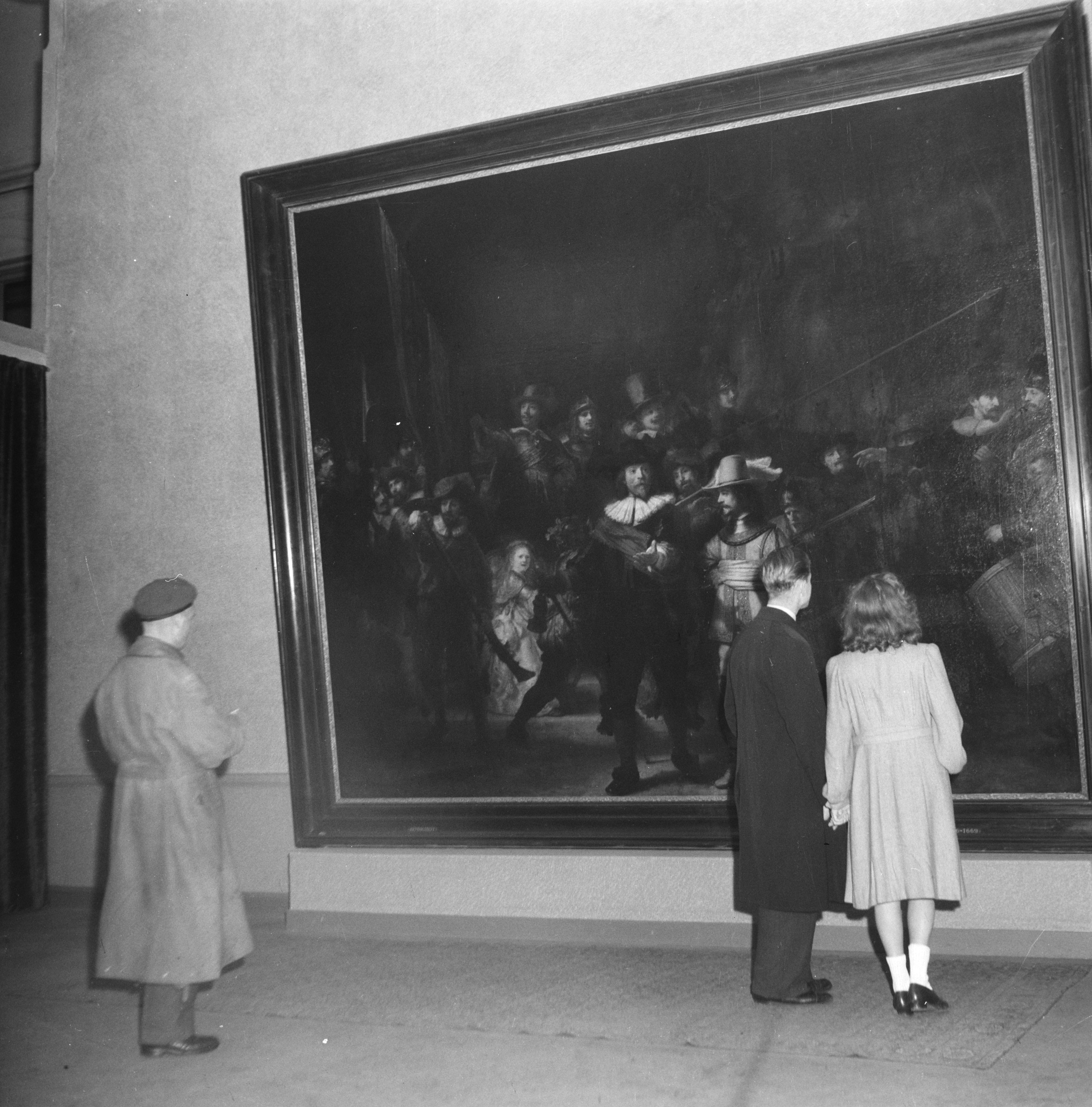
Die Nachtwache im Juli 1945, Aufnahme von Charles Breijer
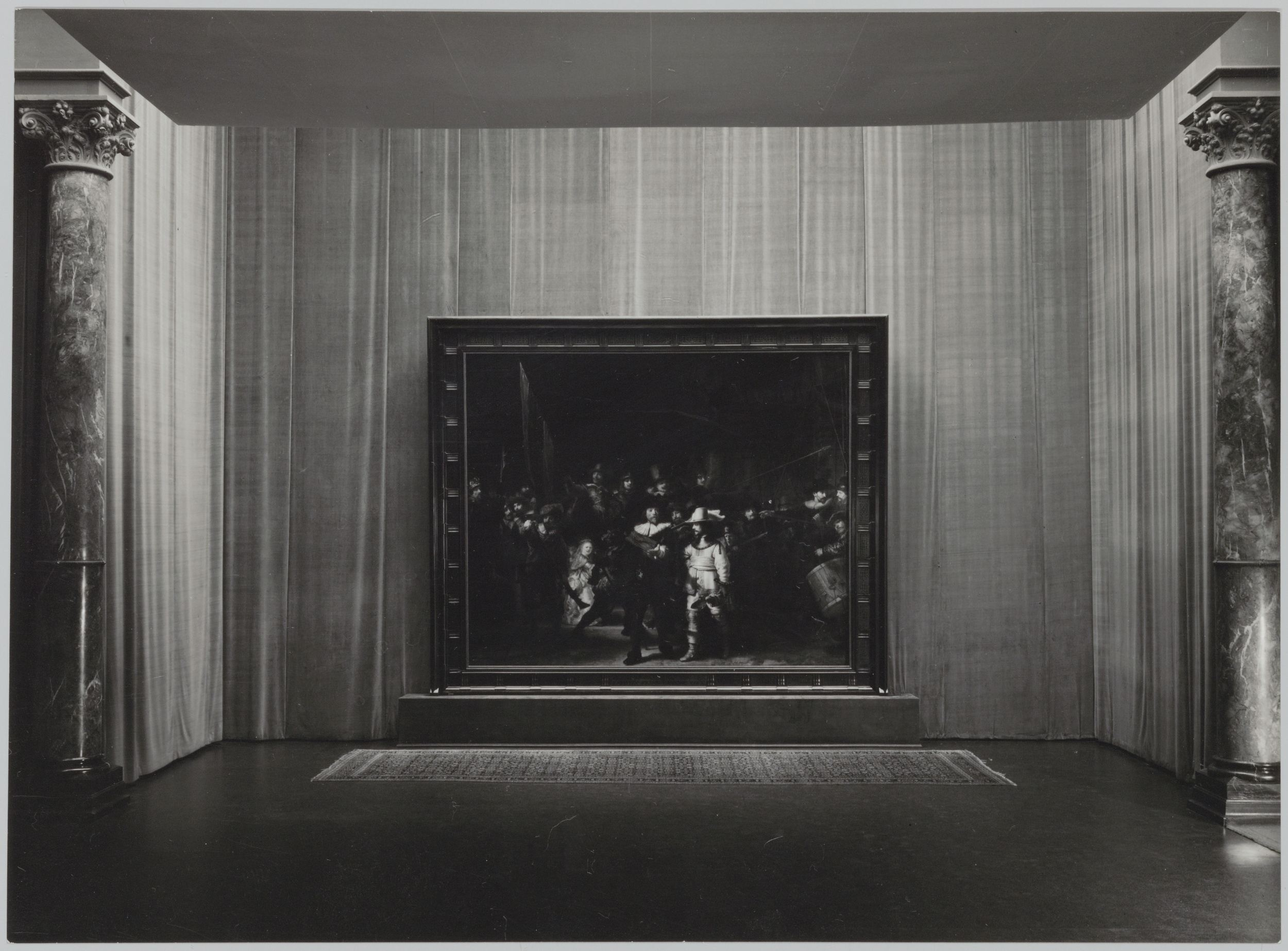
Die Nachtwache erneut im Cuypers-Rahmen, 1956
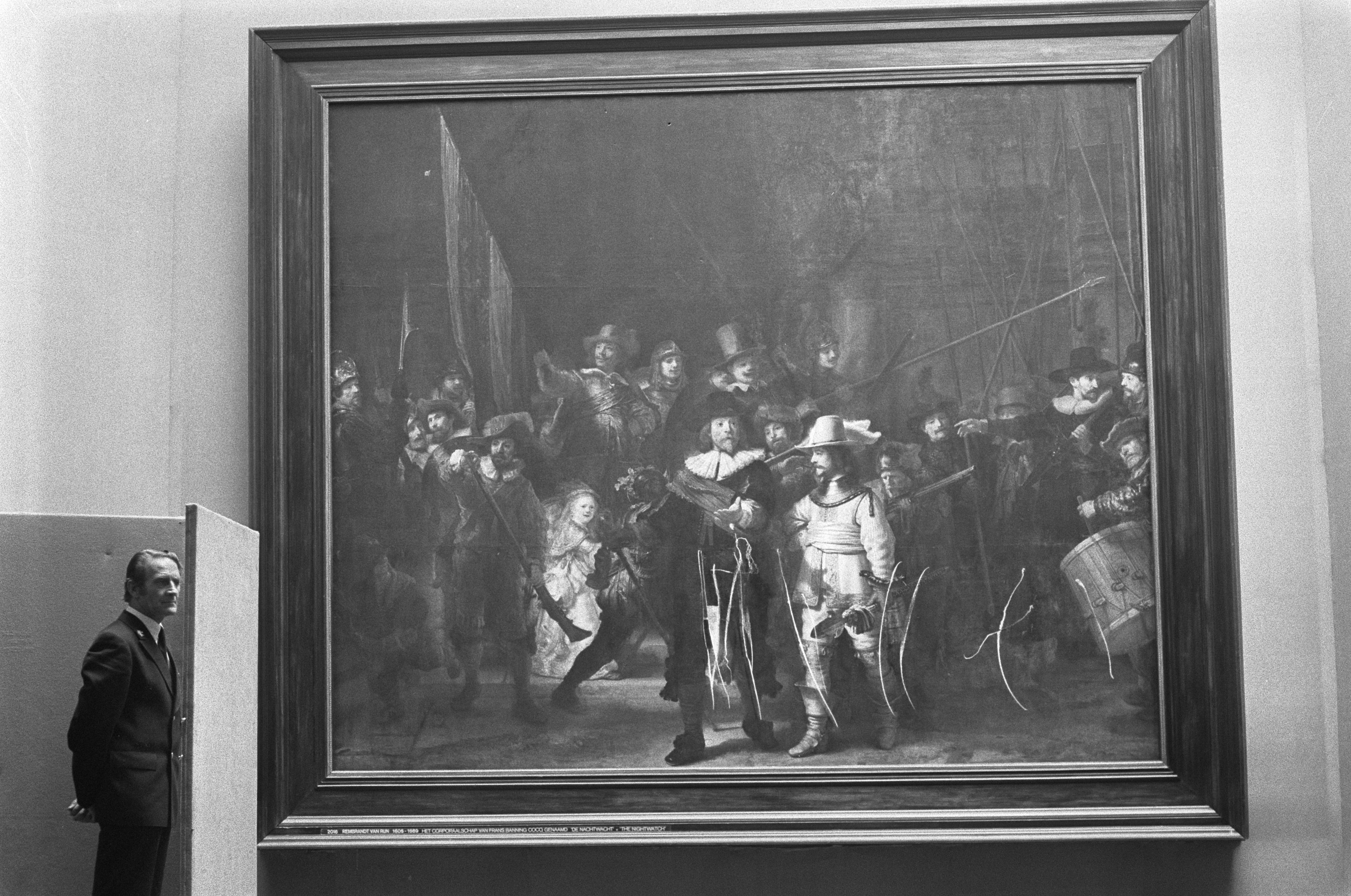
Die 1975 beschädigte Nachtwache mit dem von 1959 bis 1976 benutzten breiten Rahmen
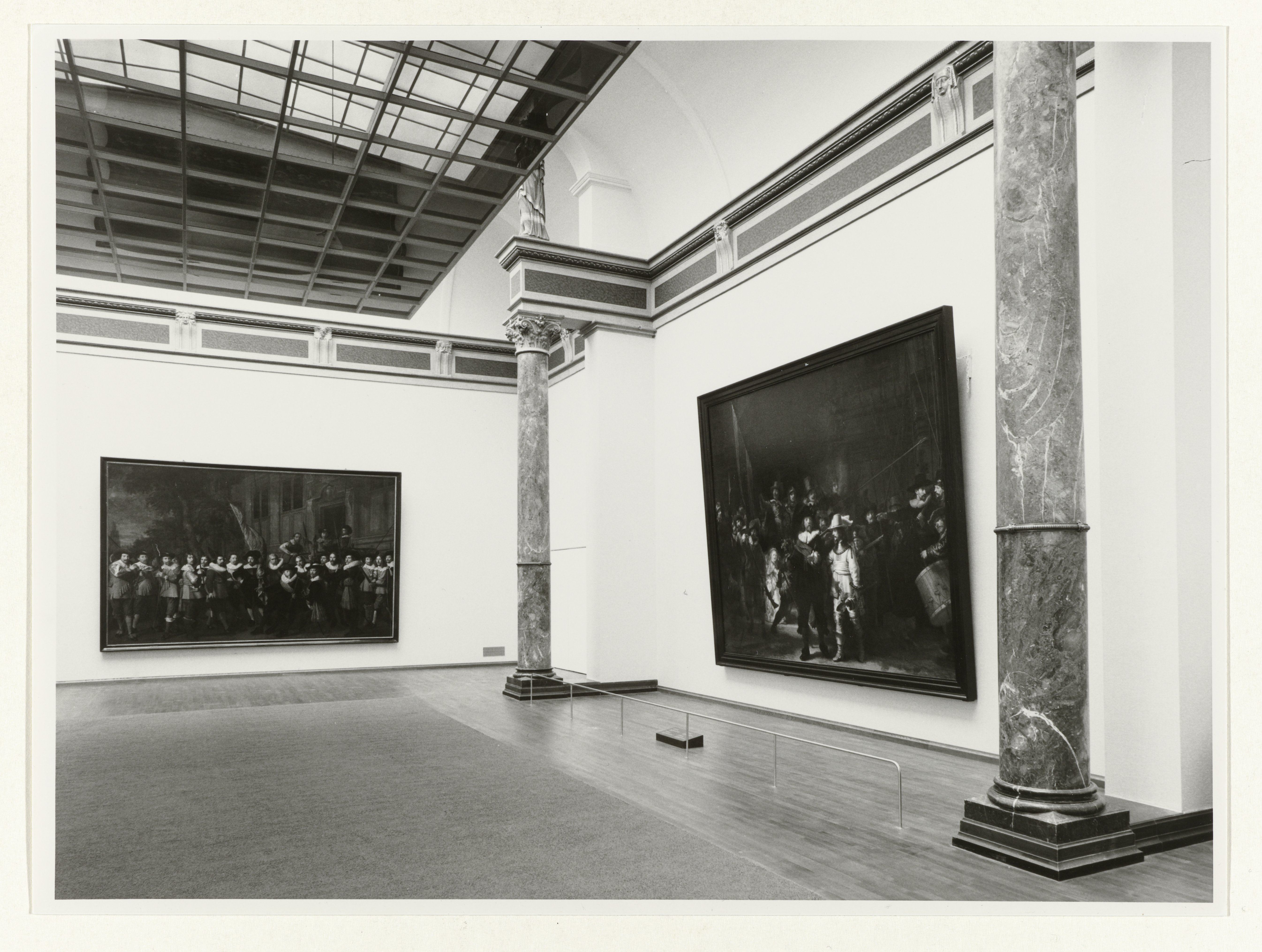
Der Nachtwachensaal nach der Renovierung von 1984, die Nachtwache jetzt im schmalen Rahmen

## Beschädigungen und Restaurierungen

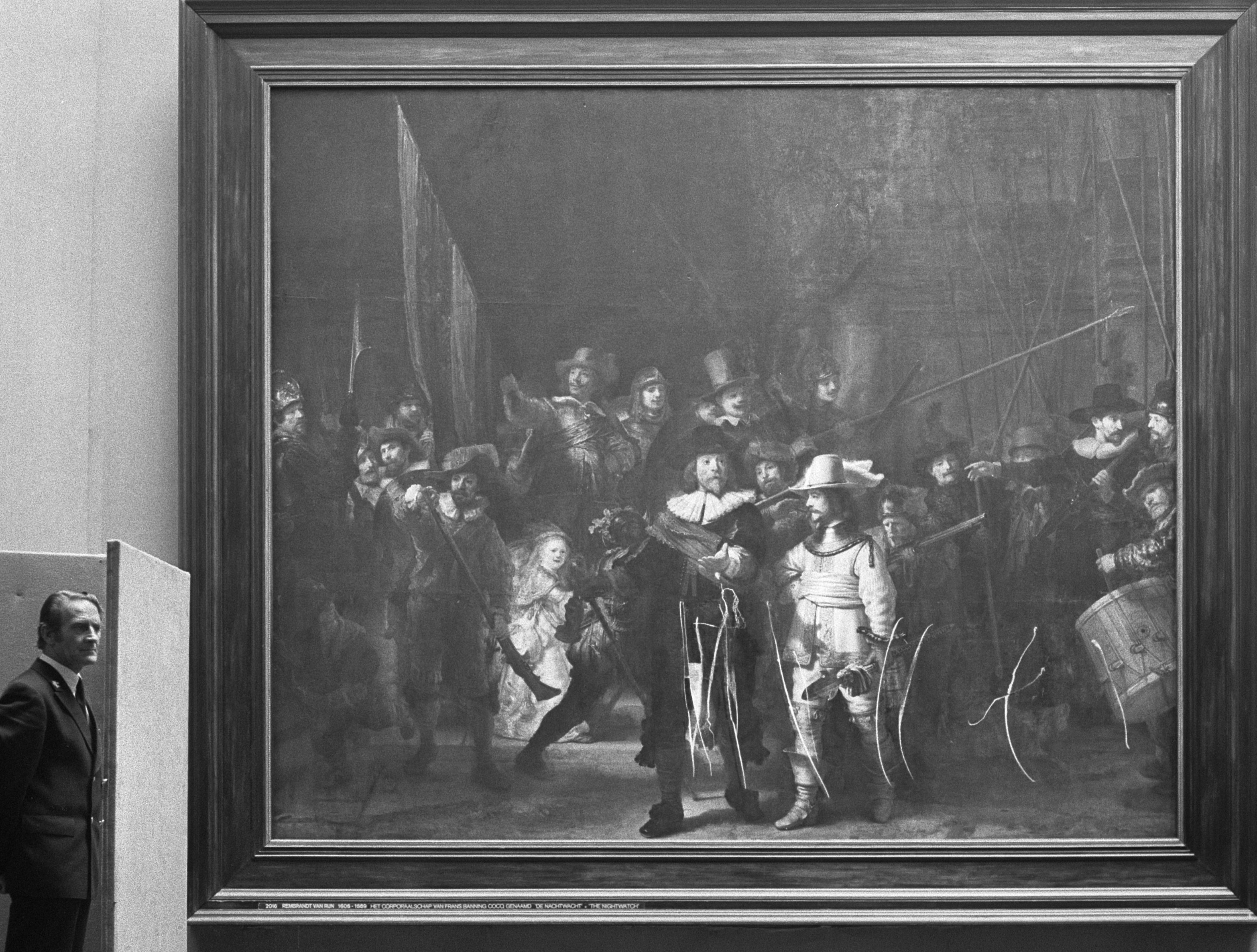
Zustand der Nachtwache am 15. September 1975

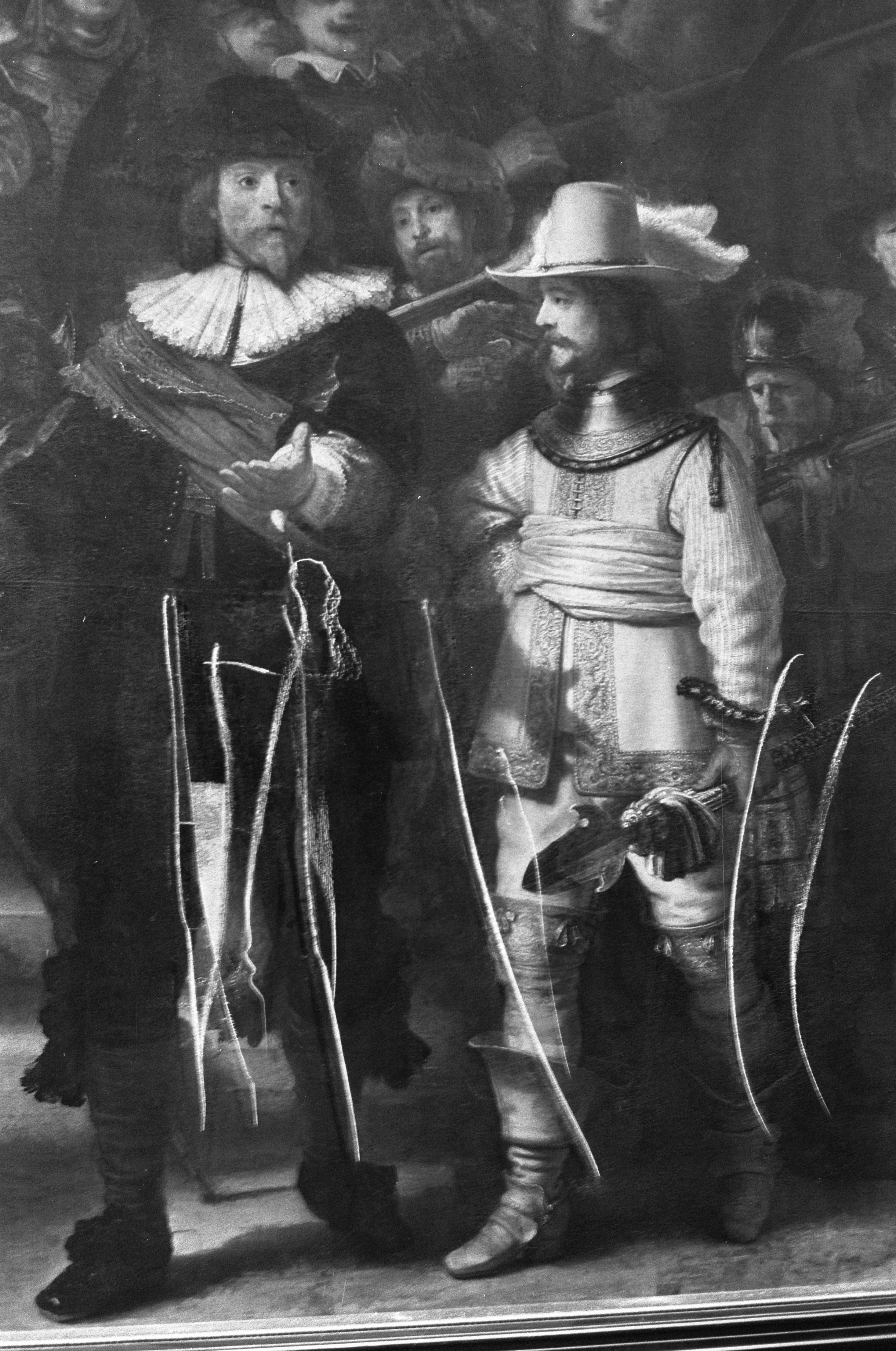
Detail mit den am 14. September 1975 beigebrachten Schnitten

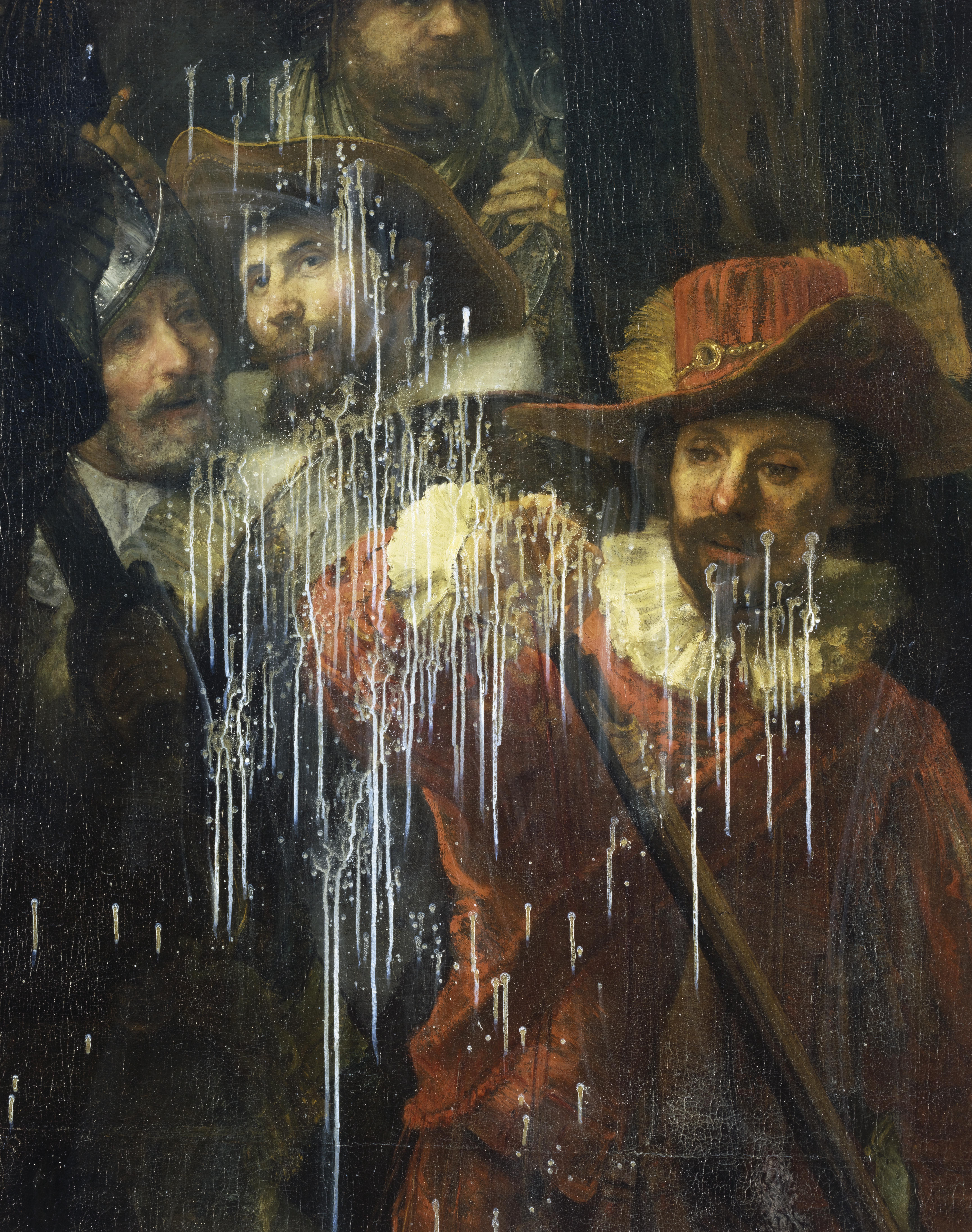
Ausschnitt der Nachtwache, nach dem Säureanschlag vom 6. April 1990

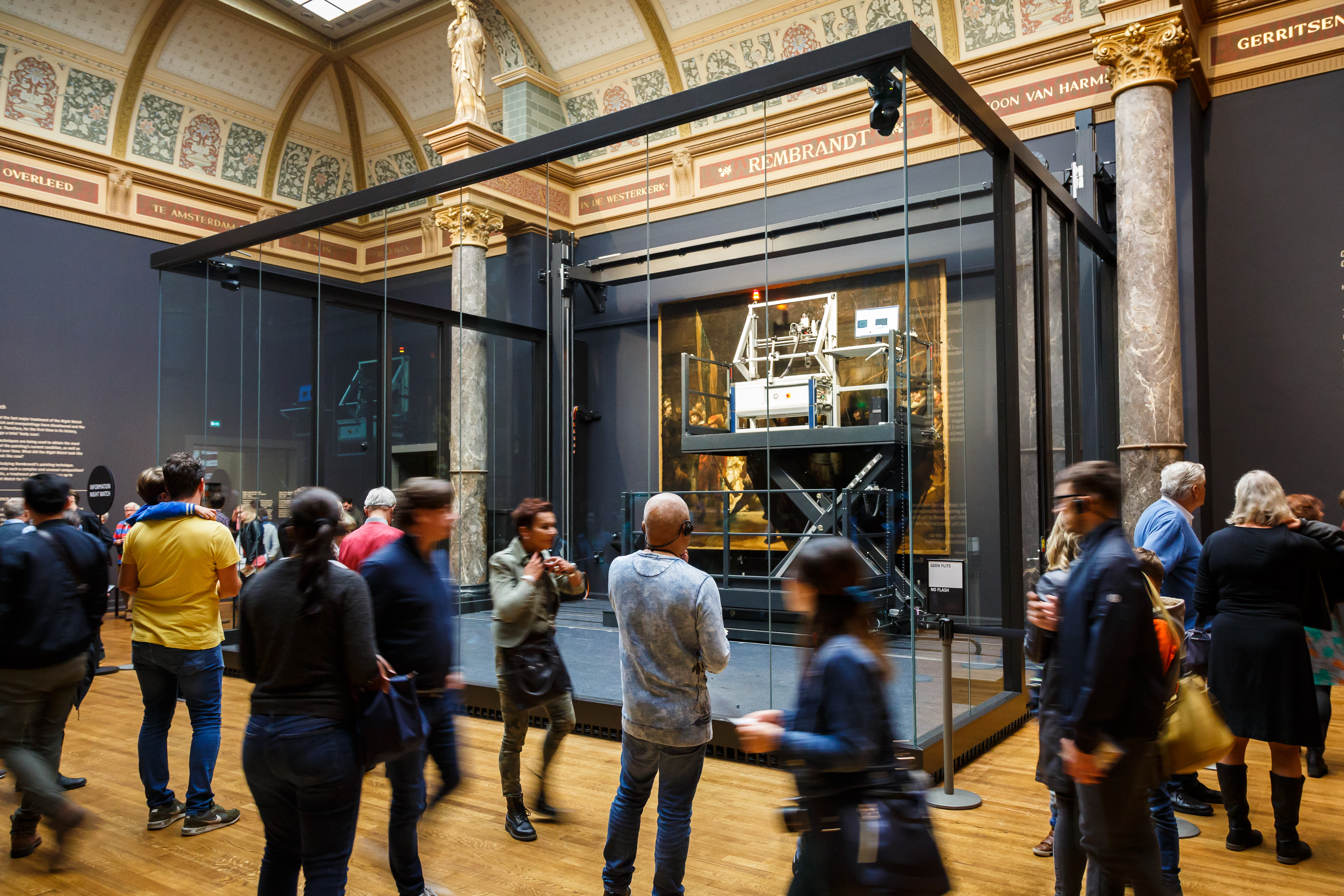
Untersuchungen am Gemälde während des laufenden Museumsbetriebs im Rahmen von Operation Night Watch, Oktober 2019

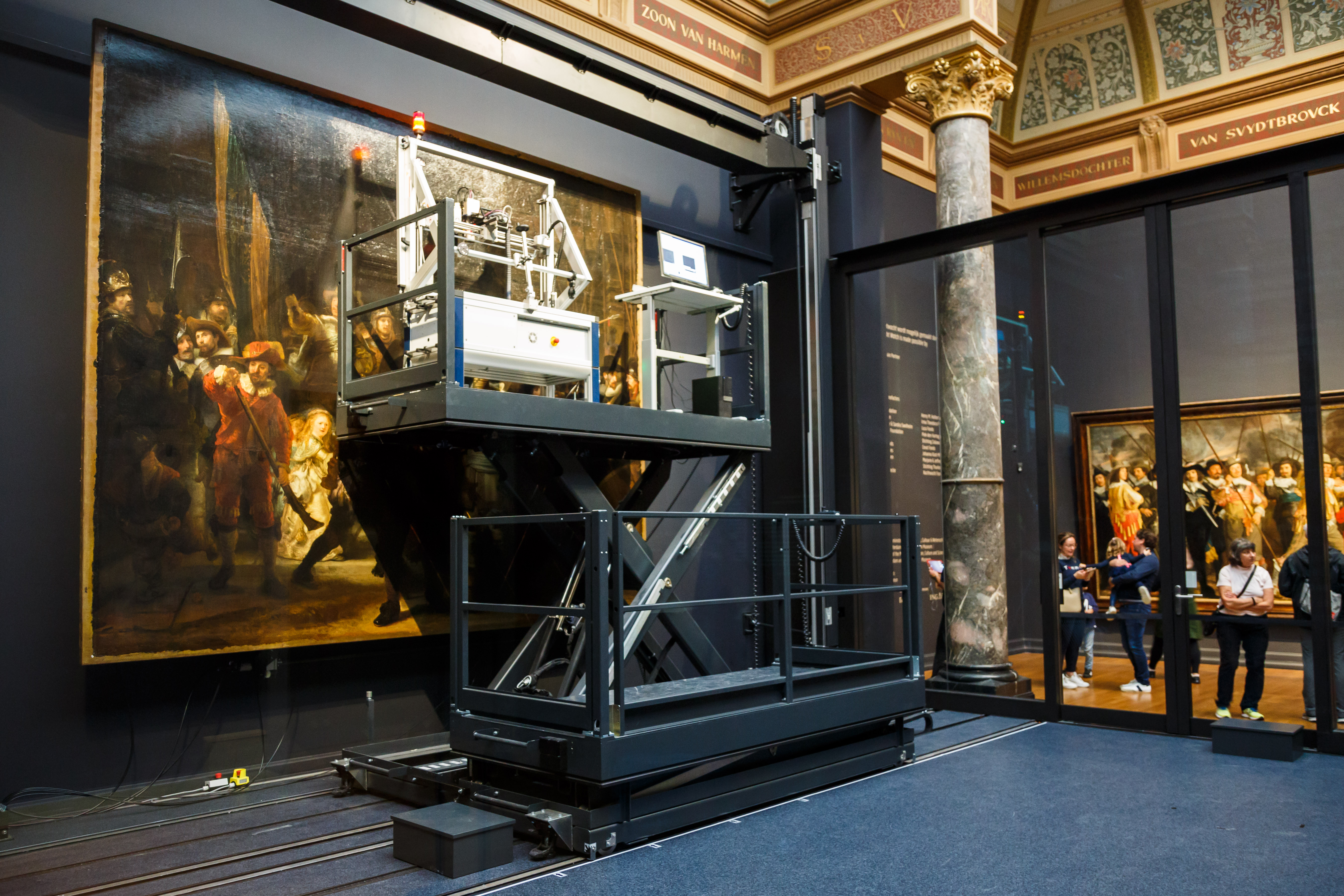
Automatisierte Erfassung des Gemäldes im Rahmen von Operation Night Watch, Oktober 2019

Die Nachtwache musste in den vier Jahrhunderten ihrer Existenz wiederholt restauriert werden, um Schäden durch den natürlichen Verfall des Trägermaterials, Unfall und Vandalismus zu beheben. Die Aufhängung in den Fest- und Veranstaltungssälen des Kloveniersdoelen und des Palais op den Dam setzte die Nachtwache über fast zwei Jahrhunderte der ständigen Gefahr der Beschädigung durch mitgeführte Waffen und durch den Festbetrieb aus.
Die erste dokumentierte und schwerwiegendste Beschädigung des Gemäldes erfolgte 1715 aus Anlass der Aufhängung im Amsterdamer Rathaus, dem heutigen Paleis op de Dam. Das Gemälde war mit etwa 4,02 Meter Höhe und 5,10 Meter Breite zu groß, um an dem vorgesehenen Platz zwischen zwei Türen aufgehängt zu werden. Daher schnitt man an allen Seiten Streifen ab, insbesondere am linken Rand, wo drei Figuren entfernt wurden. Die Oberfläche des Gemäldes wurde so um etwa zwanzig Prozent verringert, die abgeschnittenen Streifen sind nicht erhalten. Nur durch die beiden vor der Verkleinerung gemalten Kopien des Gemäldes, vor allem die von Gerrit Lundens gemalte Kopie im Besitz der National Gallery in London, kann der ursprüngliche Zustand erschlossen werden.
Bereits 1717, zwei Jahre nachdem das Gemälde stark beschnitten worden war, berichtete der Maler und Restaurator Jan van Dijk, dass es sich in einem sehr schlechten Zustand befinde. Die zahlreichen Firnisschichten ließen das Motiv kaum noch erkennen, und der Besatz auf dem gelben Wams des Leutnants sei derart pastos, dass man darauf Muskatnüsse reiben könne. Van Dijk gab zudem an, dass die Szene in starkes Sonnenlicht getaucht sei. 1715 und 1751 oder 1752 wurde die Nachtwache durch van Dijk gereinigt.
Die Zersetzung der Leinwand erfordert nach heutiger Auffassung die Doublierung der Nachtwache in Abständen von etwa einhundert Jahren, um für die Grundierung und die Farbschichten eine tragfähige Grundlage zu erhalten. Über die erste Doublierung, die im 18. Jahrhundert angestanden hat, ist nichts bekannt. Günther Gensler (1803–1884) gab nach seinem Aufenthalt 1837 in Amsterdam an, dass der Maler und Bildreiniger Nicolaas Hopman (1794–1870) (Gensler schreibt Hogman) das bei seinem Besuch sehr schadhafte Gemälde später unter anderem auf eine neue Leinwand aufgezogen habe. Hopmann war Maler und arbeitete zwischen 1841 und 1870 als privater Restaurator für das Mauritshuis und das Rijksmuseum. Die Arbeiten an der Nachtwache haben 1851 stattgefunden. In der Vergangenheit erfolgte die Doublierung in der Weise, dass zunächst auf die Bildseite mit wasserlöslichem Kleber eine Papierschicht aufgeklebt wurde. Sie fixierte im Verlauf der weiteren Behandlung die Farbschicht an ihrem Platz. Anschließend wurde auf der Rückseite der Leinwand oder nach deren Entfernung auf der Rückseite der Grundierung organischer Leim aufgetragen, die neue Leinwand aufgelegt und mit einem heißen Bügeleisen blasenfrei auf die alte Leinwand aufgedrückt. Bei diesem Verfahren war es unabdingbar, das Eisen in permanenter Bewegung zu halten, da es anderenfalls unwiderruflich einen Abdruck auf dem Gemälde hinterlassen hätte. Zum Abschluss der Prozedur wurde die Papierschicht auf der Bildseite mit lauwarmem Wasser abgelöst. Das Verfahren sicherte einerseits den Erhalt des Gemäldes, führte aber auch zur Nivellierung der Oberflächenstruktur.
1889 wurde durch Hopmans Sohn Willem Anthonij Hopman (1828–1910), der im letzten Viertel des 19. Jahrhunderts ebenfalls als privater Restaurator für Mauritshuis und Rijksmuseum arbeitete, eine Reinigung und Auffrischung nach dem Verfahren Max von Pettenkofers durchgeführt. Dabei wurde die Oberfläche des Gemäldes zunächst mit Ethanol abgerieben, um Ablagerungen zu entfernen. Anschließend wurde die Farbschicht einer Kombination aus Kopaivabalsam und Ethanoldämpfen ausgesetzt, wodurch der rissig, spröde oder matt gewordene Firnis sich glättet und die Farben wieder leuchtend werden. 1896 wurde, wiederum durch Hopman, eine Reinigung mit Terpentin durchgeführt. 1906 wurde durch Hendrik Heydenrijk (um 1848–1918), einen Mitarbeiter, der 1900 die Werkstatt Hopmans übernommen hatte, der Firnis erneuert.
Am 13. Januar 1911 ritzte der 28-jährige, arbeitslose Seemann Roelof Antoon Sigrist die Firnisschicht in der Mitte des Gemäldes mit einem Schustermesser kreisförmig ein, ohne die Farbschicht zu beschädigen. Der Schaden am Firnis war nur gering und konnte ohne bleibende Spuren behoben werden. Sigrist gab an, er habe sich mit seiner Tat am Staat rächen wollen. Er wurde zu einer einjährigen Haftstrafe verurteilt.
Nach dem Ende des Zweiten Weltkriegs wurde die Nachtwache, die fünf Jahre lang aufgerollt eingelagert war und während dieser Zeit mehrmals transportiert wurde, auf ihren Zustand untersucht. Die Flüchtung hatte keine Schäden verursacht, es wurde allerdings eine neuerliche Doublierung empfohlen. Die Leinwand aus dem Jahr 1852 war zu dünn und qualitativ mangelhaft, um die Farbe und die ursprüngliche Leinwand weiter zu tragen. Zudem bestand sie aus drei waagerechten Streifen, deren Nähte sich auf der Bildseite störend abzeichneten. Die neue Doublierung erfolgte in der Restaurierungswerkstatt des Rijksmuseums. Ein weiteres Problem war das Vergilben und Dunkeln des alten Firnis, die durch das üblich Auffrischen mit Kopaivabalsam und Ethanol stets nur für kurze Zeit gemildert werden konnten und den Eindruck vermittelten, man betrachte das Gemälde durch ein braun getöntes Fenster. Der alte Firnis wurde bis auf eine dünne Schicht abgetragen und erneuert. Die Restaurierung wurde in der Presse überwiegend positiv aufgenommen. Die wiedergewonnene starke Differenzierung zwischen Farben und Tönen verschaffte dem Gemälde eine Tiefe, die in der Vergangenheit verloren gegangen war. Auch die bereits von van Dyck zu Beginn des 18. Jahrhunderts bemerkte raspelartige Oberfläche der Farbschicht war nach dem Entfernen des alten Firnis wieder erkennbar.
Die von 1945 bis 1947 währende Restaurierung, die das Erscheinungsbild des Gemäldes grundlegend veränderte, war nicht unumstritten. Vor der Restaurierung warnte der Maler Jan Sluijters, ein Gemälde gewinne im Laufe der Jahre einen spezifischen Glanz, mit dem es sich von dem Zustand bei seiner Fertigstellung unterscheide und oft gewinne. Es sei natürlich gut, Verschmutzungen zu entfernen, aber man müsse darauf achten, nicht mehr zu entfernen. Der Maler Carel Willink gehörte der Kommission an, die die Restaurierung befürwortet hatte. Er äußerte sich begeistert: Die Nachtwache ist nicht länger eine pietätvoll bewahrte Erinnerung in einem monumentalen Rahmen. Die riesige Leinwand, die in den vergangenen Jahrzehnten so unaussprechlich dreckig und dunkel geworden war (...) ist als ein Phoenix aus der Asche erstanden (niederländisch Niet langer is de Nachtwacht een pieteitvol bewaarde herinnering in een monumentale lijst. Het kapitale doek, dat in de laatste decennia zoo onuitsprekelijk vuil en donker geworden was (...) is als een Phoenix uit zijn asch herrezen). Eine kritische Haltung nahm die Malerin Lizzy Ansingh ein, die beklagte, dass die Nachtwache ihren einzigartigen Charakter und sogar ihren Namen verloren habe.
Die 1947 aufgetragene neue Firnisschicht alterte frühzeitig, so dass bereits Anfang der 1970er Jahre ihre Erneuerung beschlossen wurde. Am Nachmittag des 14. September 1975, eines Sonntags, fügte ein psychisch kranker, arbeitsloser Lehrer aus Haarlem dem Gemälde im Bereich der Figuren von Hauptmann Frans Banninck Cocq und Leutnant Willem van Ruytenburgh mit einem Tafelmesser zwölf Schnitte zu, deren Länge von 39 bis 100 Zentimeter reichte. Einige Schnitte beschädigten nur den Firnis, andere durchdrangen auch die Farbschicht und die ursprüngliche Leinwand, gingen aber nicht durch die Doublierung. Wenige Schnitte durchdrangen auch diese, und im Schritt von Banninck Cocq wurde ein dreieckiges Stück von 28 Zentimeter Höhe und sechs Zentimeter Breite vollständig herausgetrennt. Entlang der Schnitte kam es jeweils zu erheblichem Farbverlust. Der Täter konnte durch herbeieilendes Museumspersonal und einen Rotterdamer Studenten überwältigt werden und wurde wenige Tage später in eine psychiatrische Klinik eingewiesen.
Bei einer eingehenden Untersuchung während der Restaurierung, zu der auch Röntgenaufnahmen herangezogen wurden, konnten mehrere alte Beschädigungen festgestellt werden. So befinden sich an der Unterkante, unterhalb des  linken Fußes von Hauptmann Cocq, im unteren Teil von Leutnant van Ruytenburghs rechtem Stiefel, und in der Mitte der Trommel Löcher, die bei früheren Restaurierungen mit etwa drei mal vier Zentimeter messenden Leinwandflicken geschlossen wurden. Ein viertes geflicktes Loch befindet sich in der Körpermitte des rot gekleideten Schützen, ein fünftes rechts vom Kopf des fortlaufenden Jungen. Rechts von Jan Ockensen, dem Pikenier mit Harnisch und Zylinder, und durch dessen Hut verläuft ein etwa 25 Zentimeter langer, vertikaler Riss. An der Oberkante, etwa 130 Zentimeter von der rechten Seite, ist ein weiterer etwa 25 Zentimeter langer, vertikaler Riss. Eines der drei erstgenannten Löcher ist 1843 entstanden, als beim Aufstellen neuer Bänke im Trippenhuis ein fallengelassener Zimmermannshammer das Gemälde durchschlug.
Am 6. April 1990 versprühte ein 31-jähriger, psychisch kranker Mann aus einer Flasche Schwefelsäure auf das Bild. Dass die Säure aus der Pumpflasche lediglich die Lackschicht des Anstrichs angreifen konnte, lag zum einen daran, dass die Wachen in Geistesgegenwart Wasser auf das Gemälde spritzten, zum anderen an einer kurz nach dem Attentat 1975 vorsorglich aufgebrachten Firnisschicht, die vollständig wiederhergestellt werden konnte.
Am 8. Juli 2019 begannen umfangreiche Untersuchungen an dem Gemälde. Unter dem Namen Operation Nightwatch („Operation Nachtwache“) wurde das Bild zunächst hochauflösend digital fotografiert sowie mittels Röntgenfluoreszenzanalyse und Spektroskopie erfasst. Dazu wurde das Gemälde entrahmt und um seinen Ausstellungsbereich ein Glaskasten gebaut, in dem die Untersuchungen während des Museumsbetriebs ablaufen und von den Gästen verfolgt werden können. Darüber hinaus werden die Arbeiten gefilmt und ihr Stand wird regelmäßig live online von den Restauratoren dokumentiert. Im November 2024 begann die eigentliche Restaurierung des Gemäldes.

## Abgeleitete Werke

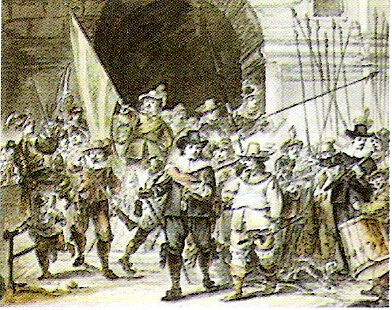
Kopie der ‚Nachtwache‘ aus dem Familienbuch Cocq, Jacob Colijn zugeschrieben, ca. 1649–1655, Wasserfarbe auf Papier

### Kopien
Die älteste überlieferte Kopie der Nachtwache ist ein im Auftrag von Frans Banninck Cocq gemaltes und Jacob Colijn zugeschriebenes Aquarell im Familienalbum Banninck Cocqs. Ebenfalls von Banninck Cocq wurde die wahrscheinlich kurz vor 1653 in Öl auf Holz gemalte Kopie von Gerrit Lundens in Auftrag gegeben. Sie befindet sich heute als Dauerleihgabe der National Gallery in London im Rijksmuseum Amsterdam. Die Kopie ist wegen der Darstellung der 1712 abgeschnittenen Teile von großer kunsthistorischer Bedeutung. Ob Restauratoren der Kopie im späteren 17. oder 18. Jahrhundert mit einem ergänzenden gelb-braunen Firnis zu einem sogenannten „Galerieton“ verhalfen, ist nicht geklärt.
Die zunächst wenig beachtete Nachtwache ist seit dem frühen 19. Jahrhundert ein beliebtes Motiv, was auf die zunehmende Wertschätzung des Gemäldes und seines Malers zurückzuführen ist. Während der Aufhängung im Trippenhuis, zwischen 1815 und 1885, waren häufig mehrere Kopisten mit ihren Staffeleien anwesend, was den regulären Besucherbetrieb beeinträchtigte. Später wurde die Nachtwache vielfach als Druckgrafik reproduziert und schon früh fotografiert.

Rembrandts Nachtwache in Kopie
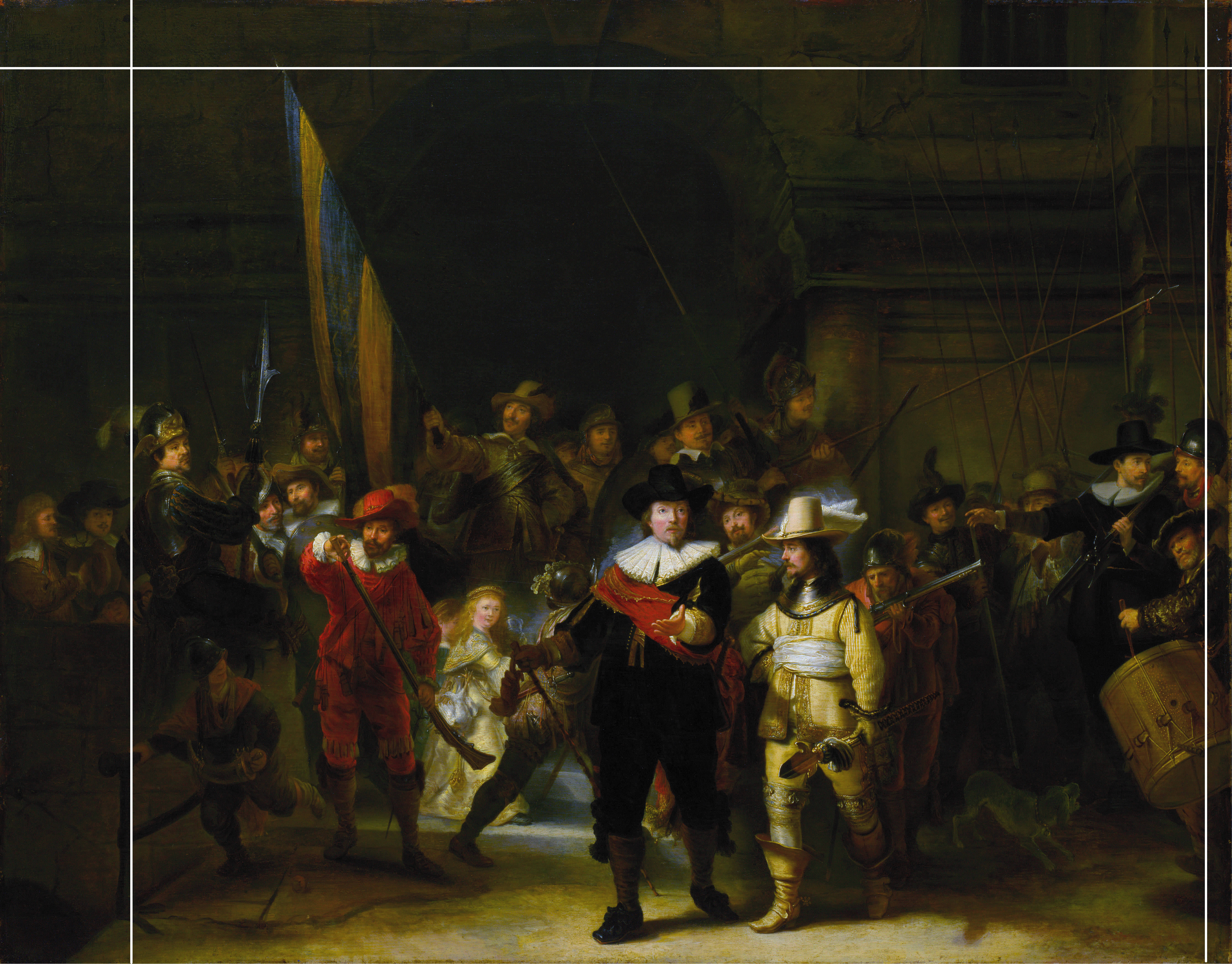
Kopie von Rembrandts ‚Nachtwache‘, Gerrit Lundens, vor 1653, Öl auf Holz, 66,5 × 85,5 cm
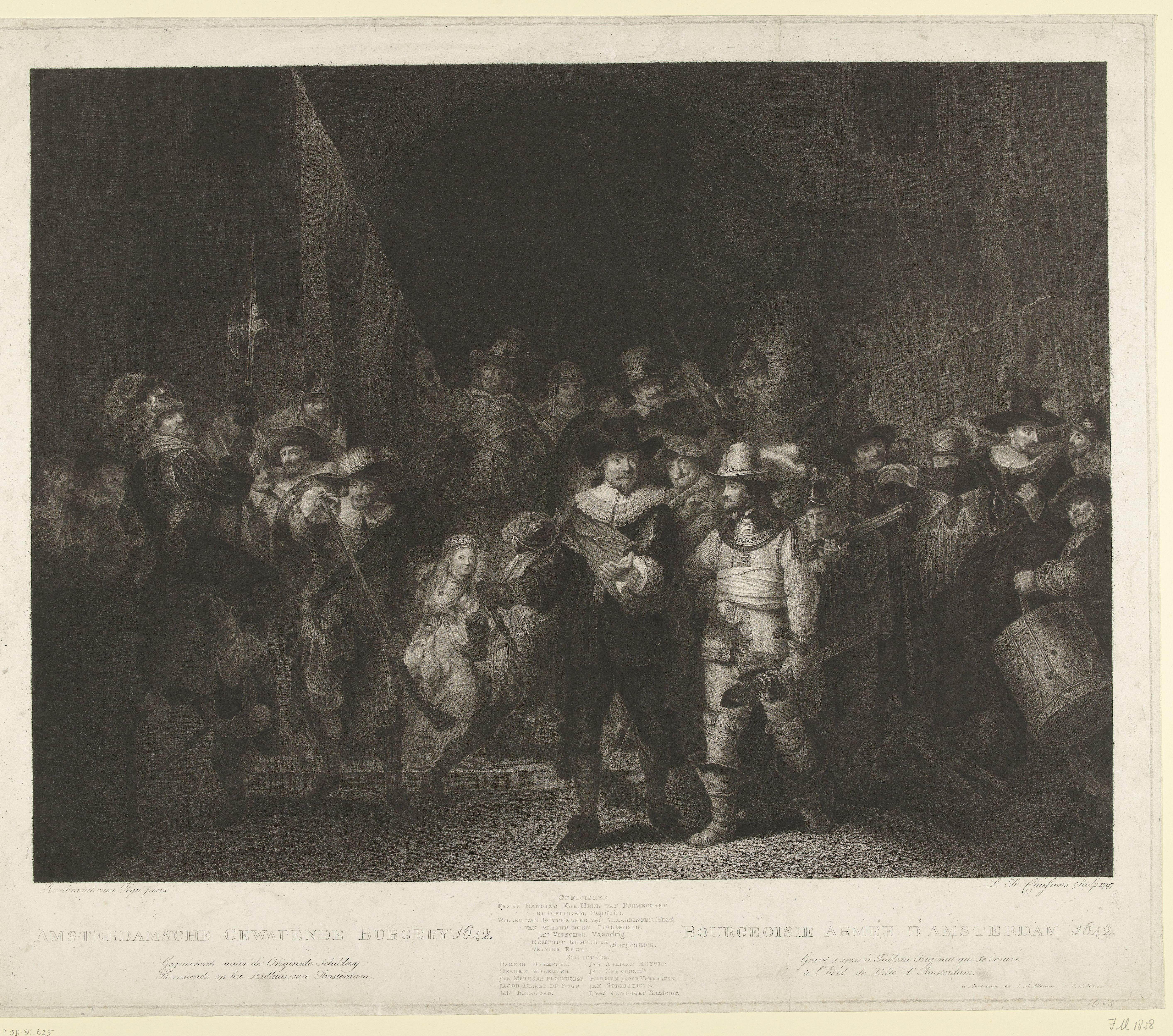
Die Nachtwache von Rembrandt, Lambertus Antonius Claessens, 1797, Radierung, 56,2 × 66,3 cm
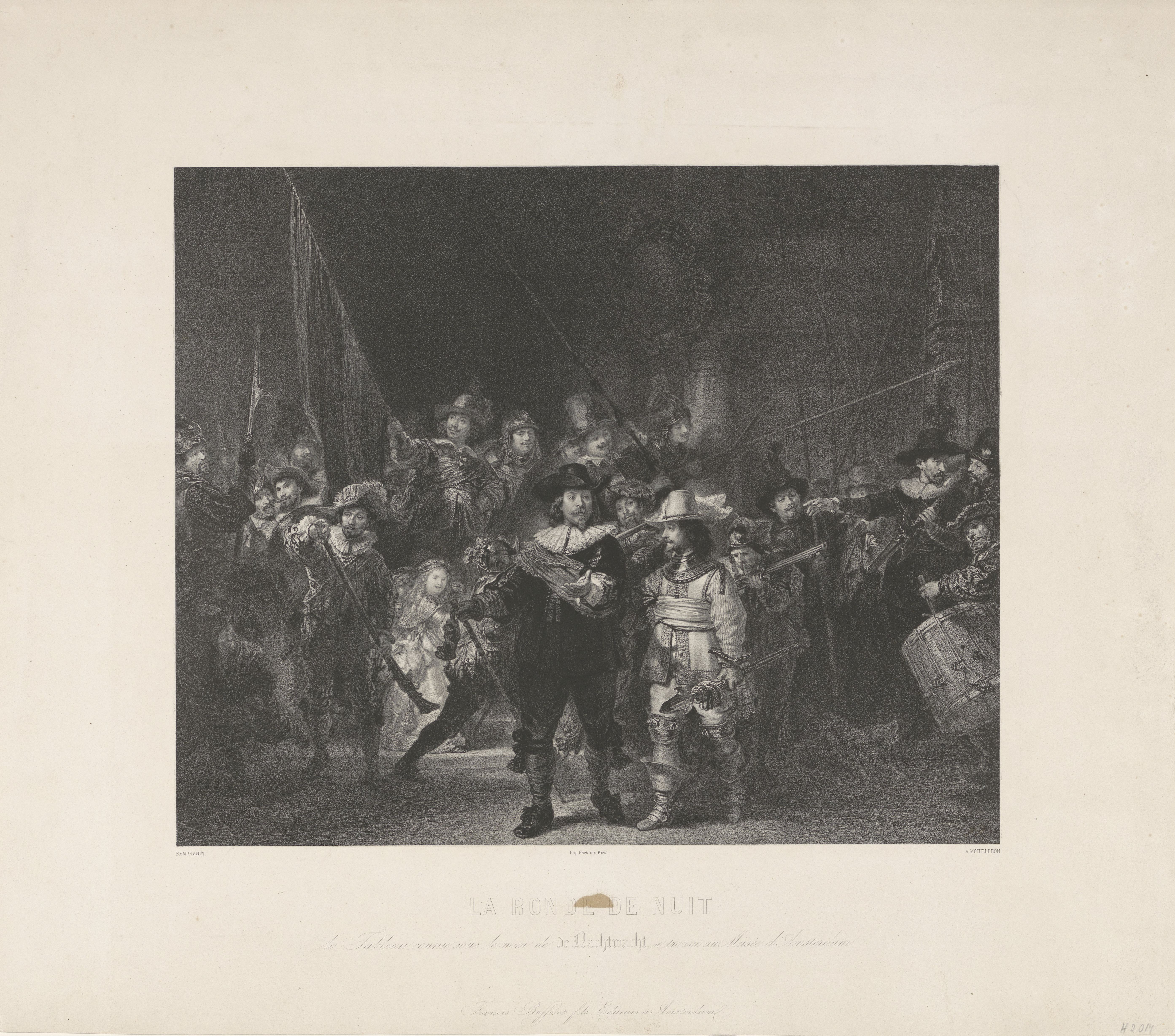
La Ronde de Nuit, 1854, Lithografie von Adolphe Mouilleron, 39,8 × 48,3 cm
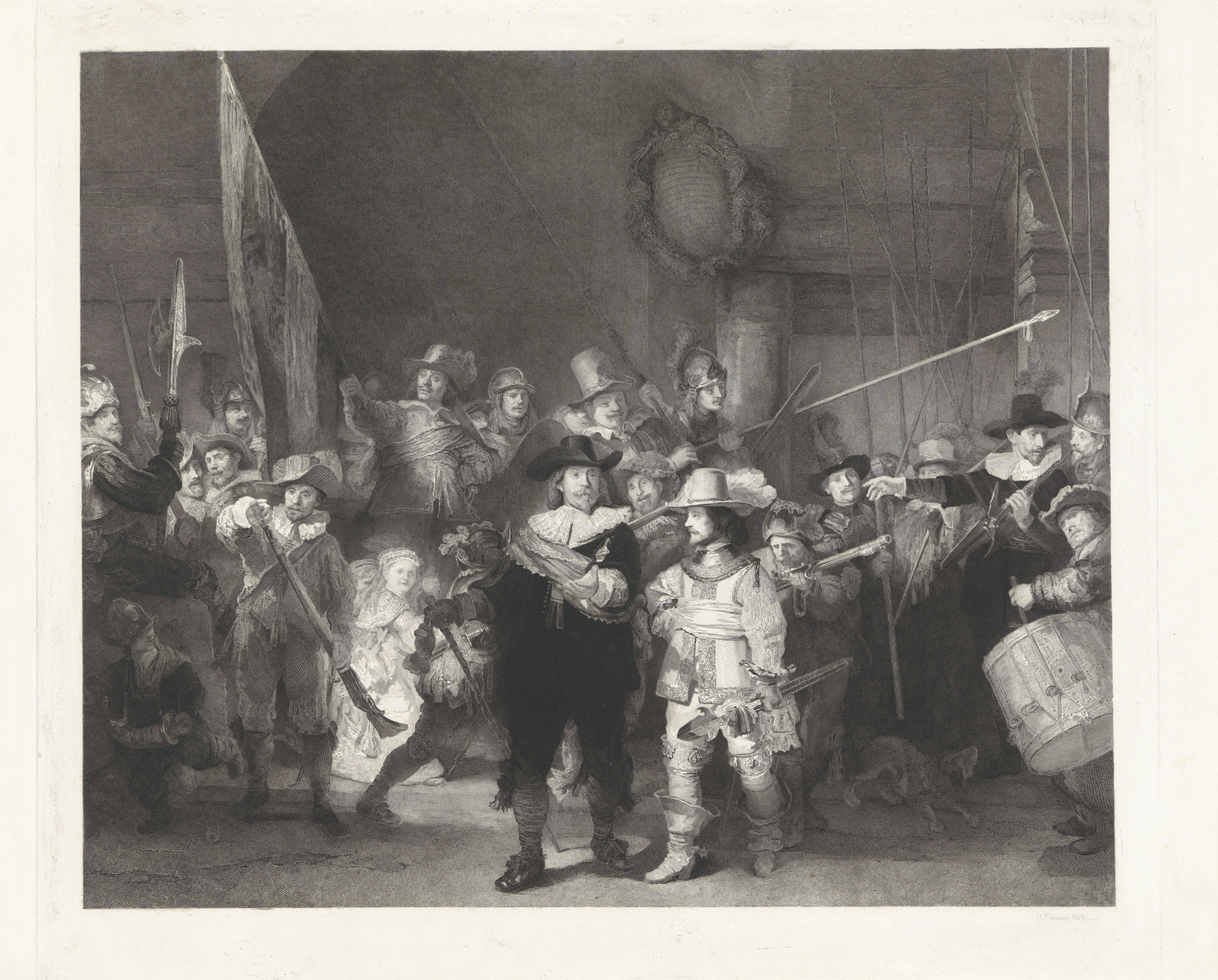
Die Nachtwache, Johann Wilhelm Kaiser, 1864, Radierung, 58,2 × 67,7 cm
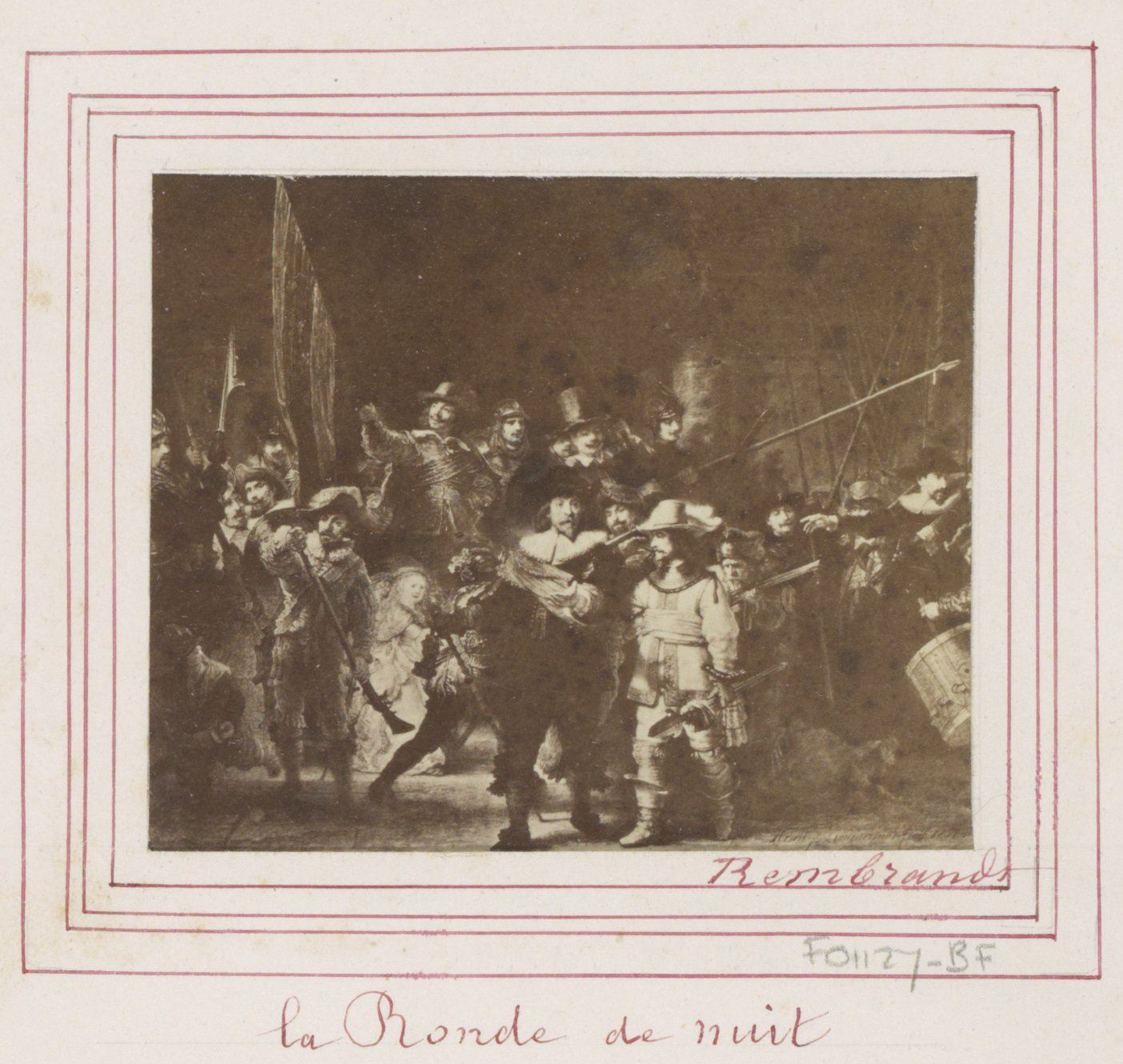
Frühe Fotografie, ca. 1865 bis 1875

### Adaptionen in der bildenden Kunst

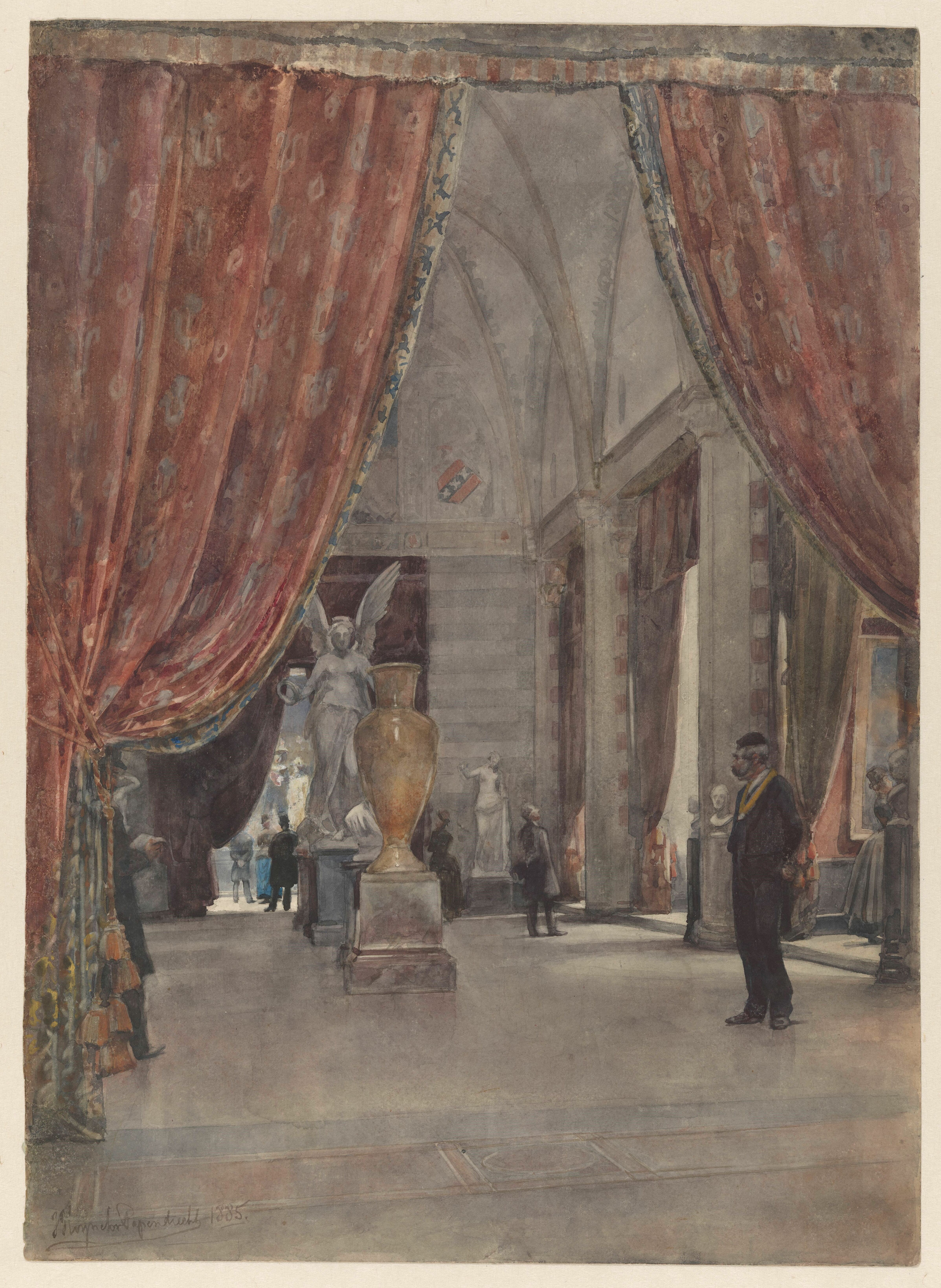
Ehrengalerie des Rijksmuseum Amsterdam, Jan Hoynck van Papendrecht, 1885, Aquarell auf Papier, Rijksmuseum Amsterdam

Anlässlich der Eröffnung des Rijksmuseum Amsterdam malte der später als Militärmaler bekannt gewordene Jan Hoynck van Papendrecht ein Aquarell der Ehrengalerie, das er dem Direktor des Rijksmuseum, Frederik Obreen, zum Geschenk machte. Im Hintergrund ist, größtenteils durch einen Vorhang verdeckt, die Nachtwache mit Frans Banninck Cocq abgebildet. Das Aquarell wurde 2002 vom Rijksmuseum Amsterdam im Kunsthandel erworben.
Die bronzene Figurengruppe Die dreidimensionale Nachtwache (niederländisch: Nachtwacht 3D oder De Nachtwacht in drie dimensies) der russischen Bildhauer Michail Dronow und Alexander Taratynow wurde von 2005 bis 2009 auf dem Rembrandtplein in Amsterdam präsentiert. Nach einer mehrjährigen Reise zu verschiedenen Standorten befand sie sich von 2012 bis 2020 auf dem Rembrandtplein, direkt vor dem Rembrandtmonument.

Die Nachtwache als Thema der bildenden Kunst
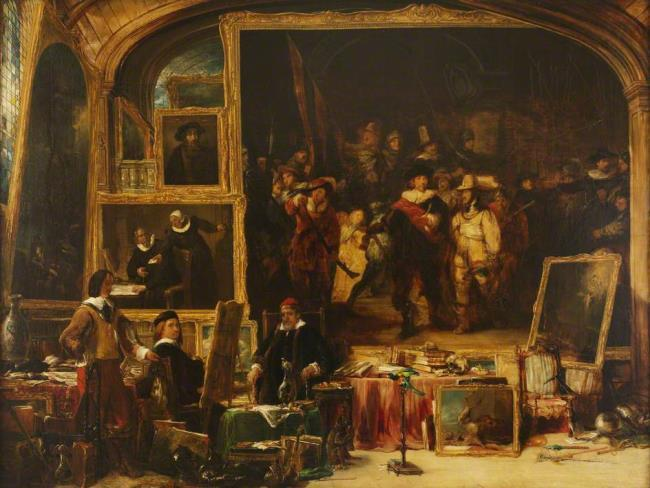
Rembrandts Studio, John Scarlett Davis, 1841, Öl auf Leinwand, Hereford Museum and Art Gallery
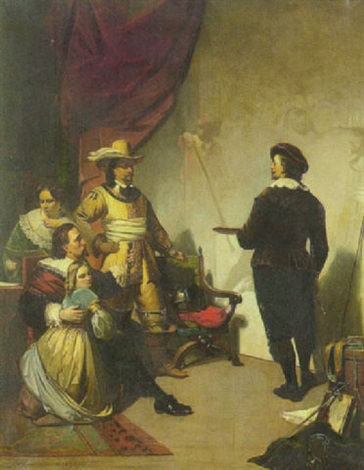
Rembrandt malt die Nachtwache, Hendrik Hollander, 1857, Öl auf Leinwand, 102 × 80 cm, Verbleib unbekannt
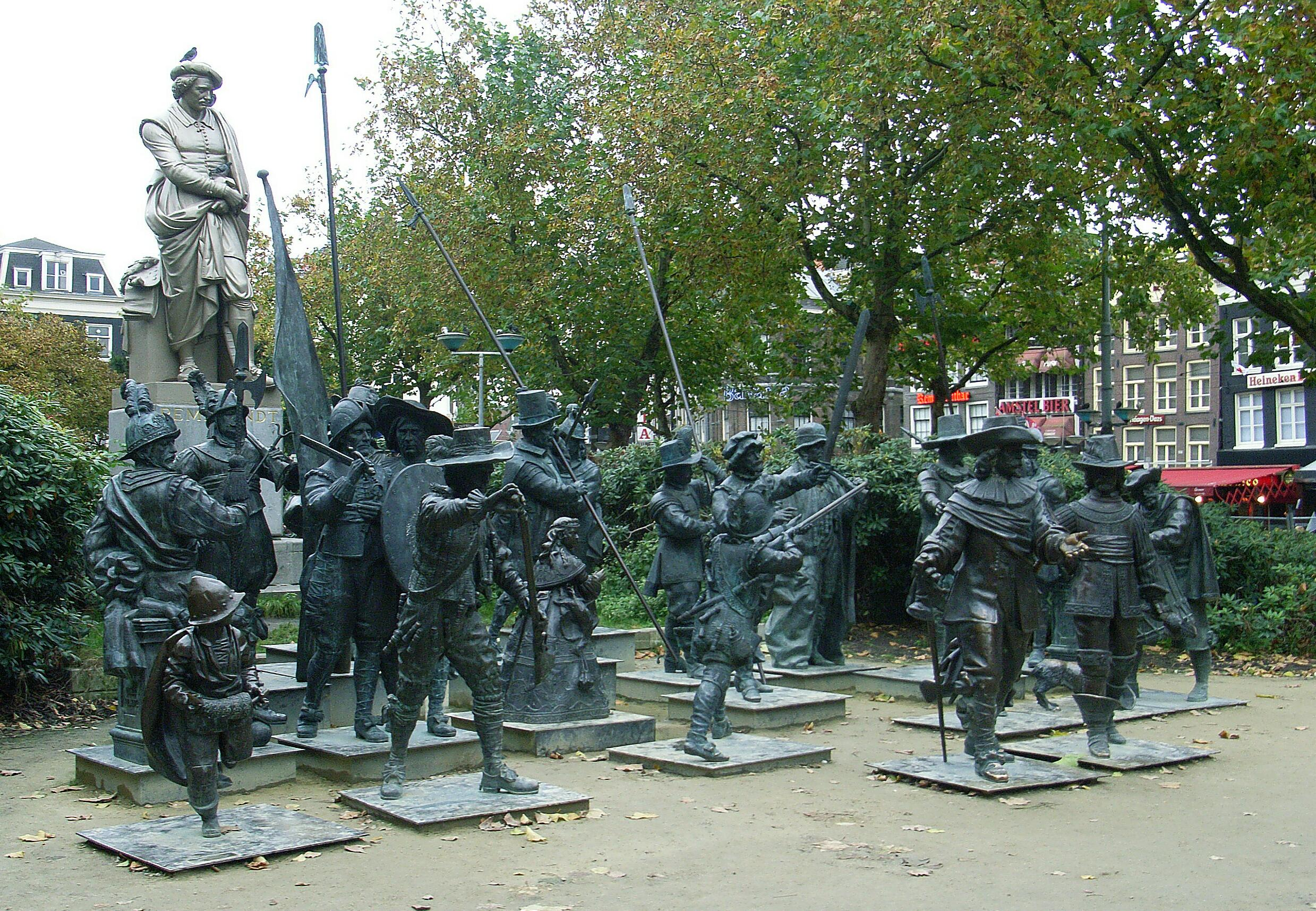
Die dreidimensionale Nachtwache (2006) vor dem Rembrandtdenkmal (1852)

### Tableaux vivantsund Flashmob
Anlässlich der Wiedereröffnung des renovierten Rijksmuseums Amsterdam im April 2013 führte eine Gruppe von Schauspielern in einem belebten Einkaufszentrum in Breda unter dem Titel Unsere Helden sind zurück (niederländisch Onze helden zijn terug!) einen Flashmob auf. In dessen Verlauf liefen als Figuren der Nachtwache kostümierte Teilnehmer herbei, nahmen die entsprechenden Haltungen ein und stellten hinter einem von oben herabgelassenen Rahmen die Nachtwache nach. Die vermeintlich im 21. Jahrhundert entstandene Kunstform weist Ähnlichkeiten mit den Tableaux vivants des 19. Jahrhunderts auf. Seinerzeit wurden häufig von Vereinigungen von Kunstfreunden szenische Aufführungen organisiert, mit denen bedeutende Gemälde oder andere Kunstwerke nachgestellt wurden. 1852 wurde nach der Enthüllung des von Louis Royer geschaffenen Rembrandtdenkmals im Amsterdamer Theater eine Nachtwache nachgestellt, davor wurde Royer mit einem Lorbeerkranz bekrönt. Der Haager Kunstverein Pulchri Studio führte am 23. April 1864 unter anderem die Nachtwache als Tableau vivant auf.

### Film und Fernsehen
Fiktion
In dem 1936 entstandenen britischen Spielfilm Rembrandt von Alexander Korda, mit Charles Laughton in der Titelrolle, baut die Handlung zunächst auf der Herstellung der Nachtwache und der Ablehnung des Resultats durch die Auftraggeber auf. Das Drehbuch schrieb Carl Zuckmayer, es wurde von Lajos Biró ins Englische übertragen. Der Film zeigt eine Nachbildung des Gemäldes im beschnittenen Zustand von 1715.
Der 1982 gedrehte französisch-schweizerischer Spielfilm Passion von Jean-Luc Godard zeigt ein fiktives Filmteam, das die Szenen einer Reihe bedeutender Gemälde mit Schauspielern nachstellt, die im dreidimensionalen Raum aus verschiedenen Perspektiven und mit unterschiedlicher Beleuchtung gefilmt werden. Eines der so dargestellten Gemälde ist die Nachtwache. Der Zuschauer kann die dreidimensionale Darstellung des Gemäldes kaum erfassen, da stets nur Ausschnitte des Bildes in kurzen Sequenzen gezeigt werden, die sich mit Szenen einer Hauptdarstellerin bei der Fabrikarbeit abwechseln.
In dem 1995 gedrehten Fernsehfilm Die Rembrandt-Connection, nach dem Spionageroman Alistair MacLean's Der Rembrandt-Deal von Alistair MacNeill (als Vollendung eines unveröffentlichten Manuskripts von Alistair MacLean), verfolgt der von Pierce Brosnan gespielte Protagonist die gestohlene Nachtwache um die halbe Welt.
Peter Greenaway machte Die Nachtwache 2007 in seinem Spielfilm Nightwatching – Das Rembrandt-Komplott zum Objekt einer Kriminalgeschichte um eine Verschwörung in der Amsterdamer Bürgerwehr. Ein Jahr später erschien mit Rembrandts Nachtwache - Geheimnisse eines Gemäldes ein als Dokumentarfilm bezeichneter Streifen Greenaways, in dem er den Plot des Spielfilms aufgreift und zur Basis vermeintlich kunsthistorischer Erörterungen macht.
Dokumentation
Im November 1940 drehte Andor von Barsy den Dokumentarfilm Rembrandt im Bunker (niederländisch Rembrandt in de schuilkelder), der 1946 fertiggestellt wurde und die Flüchtung der Nachtwache und anderer Kunstschätze während des Zweiten Weltkriegs thematisiert.
2004 erschien in der dritten Staffel der BBC-Serie The Private Life of a Masterpiece eine fünfzigminütige Dokumentation, in der neben Gary Schwartz, Egbert Haverkamp-Begemann und Ernst van de Wetering eine Reihe weiterer Rembrandt-Forscher und Künstler zu Wort kommen.

### Populärkultur
- The Night Watch ist ein Titel auf dem 1974 veröffentlichten Album Starless and Bible Black der Progressive-Rock-Band King Crimson.
- Der Titel The Shooting Company of Captain Frans B. Cocq befindet sich auf dem 2000 erschienenen Album Universal Migrator Part 1: The Dream Sequencer, dem vierten Album des niederländischen Musikers Arjen Lucassen in seinem  Projekt Ayreon. Im Text des Songs schildert der Standartenträger die in der Nachtwache dargestellte Szene.
- Die Nachtwächter (Originaltitel: Night Watch) ist der neunundzwanzigste Scheibenwelt-Roman von Terry Pratchett aus dem Jahr 2002. Die Handlung enthält keinerlei Bezug zur Nachtwache, aber das von Paul Kidby gestaltete Cover ist eine Parodie des Gemäldes. An Stelle der als Selbstporträt Rembrandts identifizierten Figur platzierte Kidby das Porträt seines verstorbenen Kollegen Josh Kirby, die Rückseite des Covers gibt Die Nachtwache unverändert wieder.
- Die Delfter Porzellanmanufaktur De Porceleyne Fles, international unter dem Namen Royal Delft bekannt, zeigt in ihrem Firmenmuseum eine aus 480 einzelnen Kacheln bestehende Nachbildung der Nachtwache. Das Bildmotiv wird von dem Unternehmen auch verkleinert als Siebdruck und handgemalt angeboten.
- Eine Vielzahl von Merchandising-Artikeln des Rijksmuseums, der Stadt Amsterdam oder anderer Produzenten verwendet das Motiv der Nachtwache oder einzelne Bildausschnitte. Dazu gehören Puzzles, Playmobil-Figuren, bedruckte Socken und andere Kleidungsstücke, Kaffeetassen und Regenschirme.

## Ausstellungen (Auswahl)
Die Nachtwache ist ständiger Bestandteil der Dauerausstellung des Rijksmuseums Amsterdam. Aufgrund seiner großen Bedeutung für das Rijksmuseum, die Stadt Amsterdam und die Niederlande sowie wegen seiner Empfindlichkeit und seines großen Formats wird das Gemälde nicht verliehen. Die nachfolgende Aufstellung ist daher weitgehend auf Ausstellungen im Rijksmuseum Amsterdam beschränkt, in deren Katalogen die Nachtwache aufgeführt ist.
- De Rembrandt tentoonstelling te Amsterdam (deutsch: Die Rembrandt-Ausstellung zu Amsterdam), Stedelijk Museum, September bis November 1898, Katalog-Nr. 52
- Amsterdam in den loop der eeuwen (deutsch: Amsterdam im Lauf der Jahrhunderte), Rijksmuseum Amsterdam, 3. Juli bis 15. September 1925, Katalog-Nr. 576
- Weerzien der meesters in het Rijksmuseum (deutsch: Wiedersehen der Alten Meister im Rijksmuseum), Rijksmuseum Amsterdam, 15. Juli bis 30. September 1945
- Alle Rembrandts, Rijksmuseum Amsterdam, 15. Februar bis 10. Juni 2019